# Château de Bellevue (Meudon)
Pour les articles homonymes, voir Château de Bellevue.
Le château de Bellevue, dit aussi château royal de Bellevue, est un ancien château construit au milieu du XVIIIe siècle pour Madame de Pompadour à Meudon (Hauts-de-Seine), sur le bord du plateau dominant la Seine. Son apogée a coïncidé avec toute la seconde moitié du XVIIIe siècle. Il ne faut pas le confondre avec le château de Meudon voisin. De nos jours, il n'en subsiste que de rares vestiges.

## Histoire

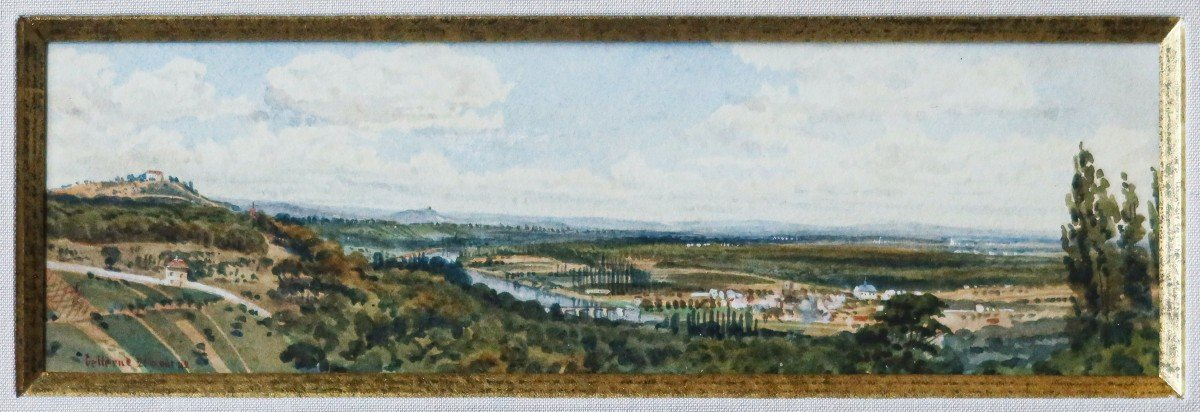
Aquarelle panoramique de la vue depuis Bellevue, 1842.

### Un château construit pourMmede Pompadour (1748-1757)

Mme de Pompadour, peinte par Boucher, 1759.

En 1748, Louis XV achète un terrain situé sur le plateau de Meudon, entre le château de Meudon et celui de Saint-Cloud. Le directeur général des Bâtiments du Roi, Le Normant de Tournehem, complète la propriété en négociant des achats et des échanges avec des particuliers et des religieux, et le Premier architecte du Roi, Ange-Jacques Gabriel, propose des projets pour y construire une résidence de plaisance qui doit s'appeler Bellevue, en référence au magnifique panorama qui se découvre depuis cette propriété. Ce terme de "Bellevue" préexistait dès le XVIIe siècle, puisqu'il désignait le cabinet de la "Belle Veuë", qui terminait les jardins du château de Meudon, du côté du bastion des Capucins.
Dès l'année suivante, le roi cède le terrain à Madame de Pompadour, qui s'adresse à son architecte préféré, Jean Cailleteau dit « Lassurance » (Lassurance le jeune). Assisté par Jean-Charles Garnier d'Isle pour les jardins, ce dernier édifie très rapidement le château de Bellevue, dont les travaux sont achevés dès 1750. Alors même que la mauvaise qualité du sol exigea de profondes fondations, le chantier fut mené tambour battant : jusqu'à 800 ouvriers y travaillèrent. Louis XV venait lui-même surveiller les travaux, dînait rapidement sur place et s'entretenait avec les hommes de l'art. Le coût total de la création ex nihilo du domaine de Bellevue s'élèverait à 2,5 millions de livres, somme colossale.  
En contrebas, au bord de la Seine, Madame de Pompadour acquiert en 1750 un petit pavillon édifié sous la Régence, appelé Brimborion, qui est relié au plateau par la partie du jardin aménagée au nord du château et intégré au domaine.

### Le château royal de Louis XV (1757-1774)

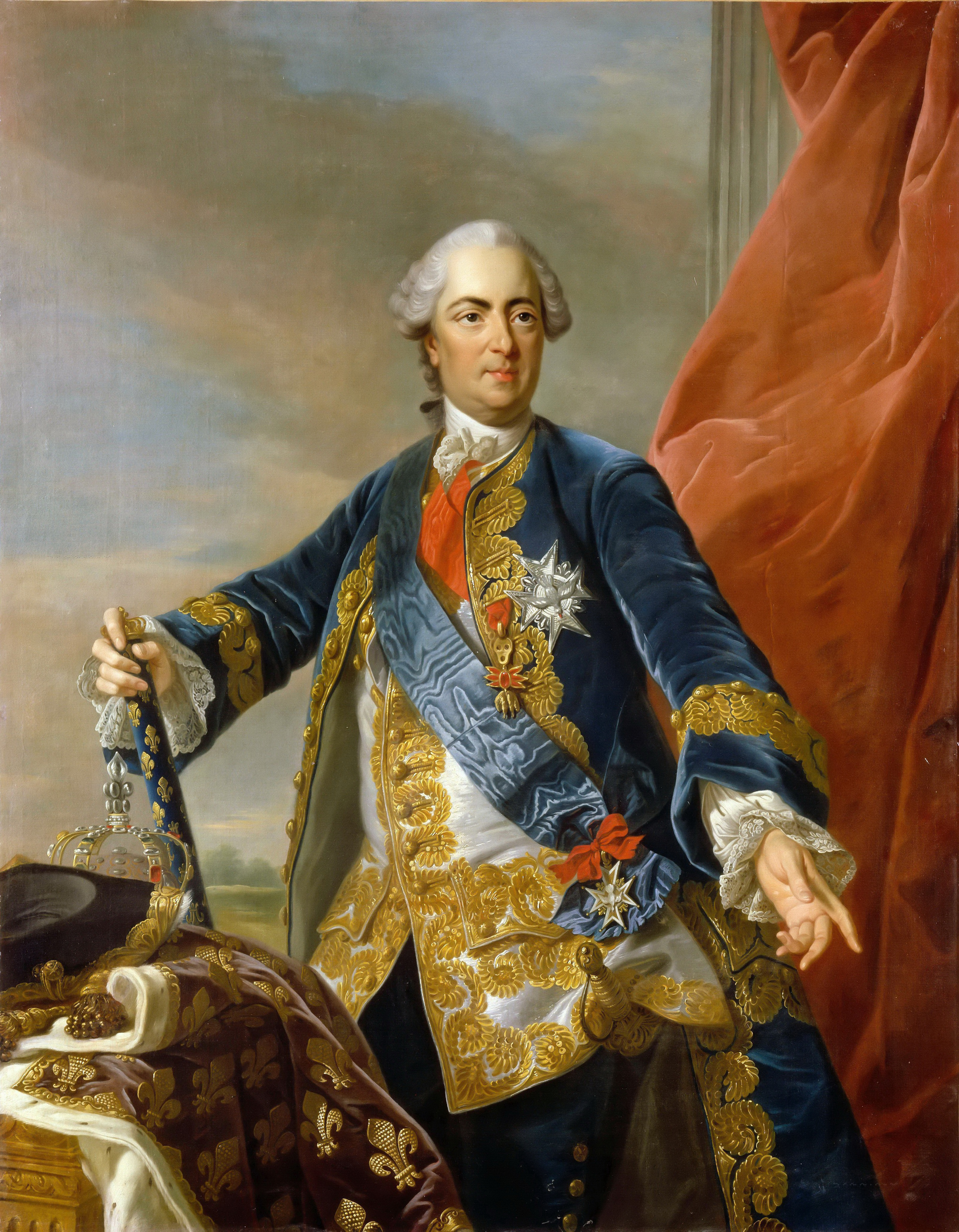
Portrait de Louis XV

La favorite revend le château au roi Louis XV le 22 juin 1757 pour la somme de 325 000 livres. Ce dernier fait remanier la distribution et le décor intérieur sous la direction d'Ange-Jacques Gabriel. Celui-ci construit en 1767 deux ailes en retour en rez-de-chaussée, absorbées en 1773 dans une extension qui les relie au bâtiment principal. Il y fait travailler Jacques Verberckt, Jules-Antoine Rousseau, Jacques Caffieri, Jean Restout, Chardin et Fragonard. Un moment, il fut même question de donner Bellevue à Mme du Barry, maîtresse de Louis XV.
Bellevue fut avec Choisy et Saint-Hubert l'un des châteaux préférés de Louis XV. 

### Le domaine de Mesdames, filles de Louis XV (1774-1791)

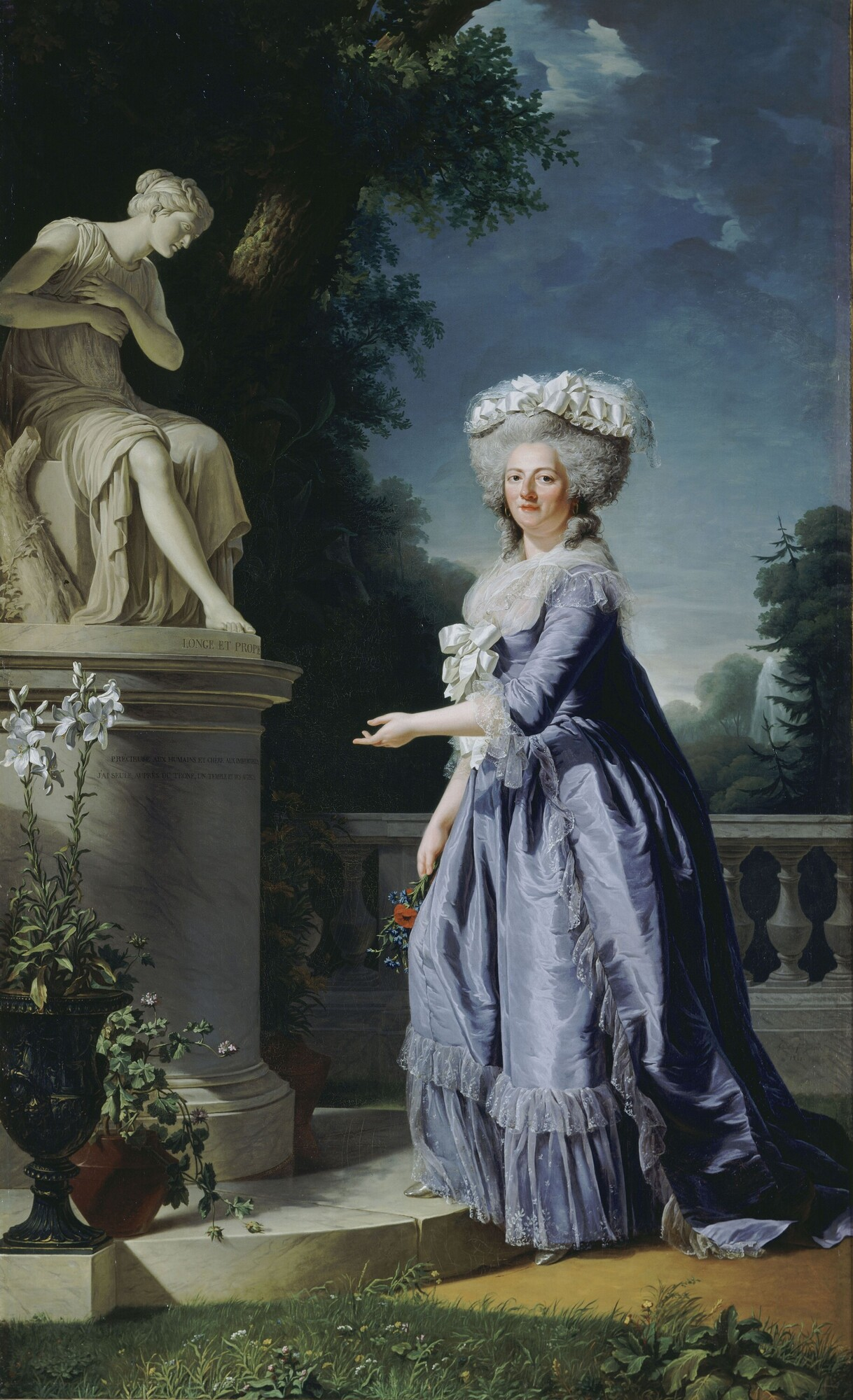
Portrait de Madame Victoire par Adélaïde Labille-Guiard (1788). Madame Victoire représentée devant une statue de l'Amitié au château de Bellevue.

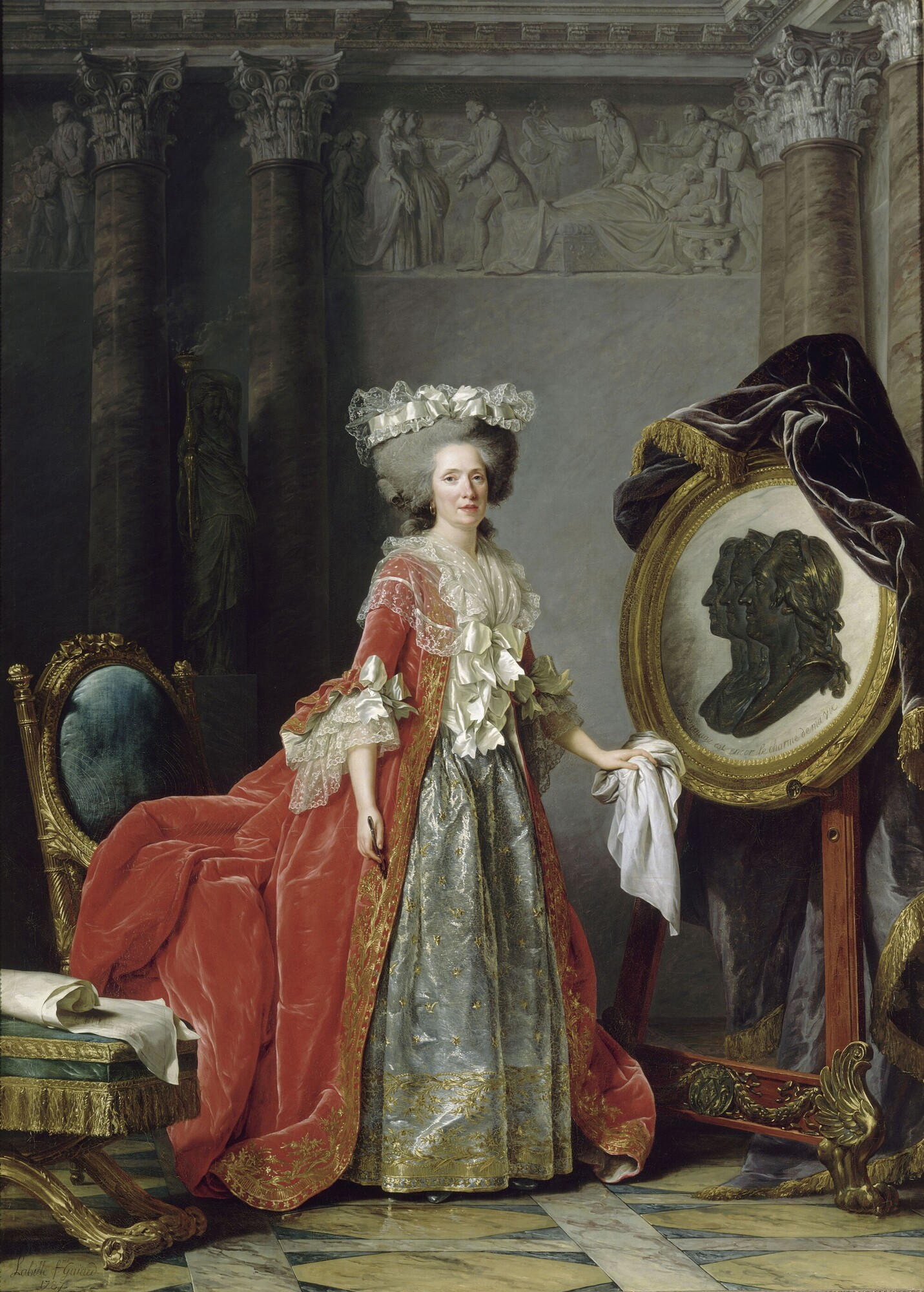
Portrait de Mme Adélaïde, 1787. par Adélaïde Labille-Guiard, château de Versailles.

Au décès de Louis XV, en 1774, le château est attribué par Louis XVI et Marie-Antoinette aux filles du roi défunt, et tantes du nouveau monarque, Mesdames Adélaïde, Sophie et Victoire. Bien que logeant principalement au château de Versailles, eu égard à leurs obligations à la Cour, Mesdames viennent à Bellevue se délasser des rigueurs de l'étiquette. Celles-ci font transformer le décor intérieur par Richard Mique et font agrandir les jardins vers le Sud, en créant un jardin anglais orné de fabriques pittoresques, identiques à celles réalisées au même moment aux hameaux de Chantilly ou de Trianon. Le 3 mars 1782, Mme Sophie mourut, laissant pour occupantes principales du château Madame Adélaïde et Mme Victoire. 
Sous la Révolution, Mesdames quittèrent Bellevue le 19 février 1791, à la tombée de la nuit, pour prendre le chemin de l'émigration, en direction de l'Italie, abandonnant ainsi la majeure partie du mobilier.

### Le déclin et la destruction du château (1791-1825)
Le 5 mai 1794, sur le rapport de Couthon, la Convention nationale « décrète que les maisons et jardins de Saint-Cloud, Bellevue, Mousseaux, le Raincy, Versailles, Bagatelle, Sceaux, l'Isle-Adam et Vanvres ne seront pas vendus et seront entretenus aux frais de la République, pour servir aux jouissances du Peuple, et former des établissements utiles à l'agriculture et aux arts ». Mais on en fit finalement une caserne.
Le château fut vendu à M. Testu-Brissy, qui le fit abattre, épargnant deux ailes qui formaient la cour. On dépeça le parc et les jardins. Sous l'Empire et dans les premières années de la Restauration, l'ensemble était dans un état de dégradation déplorable. Dès l'an XI, la maison dite « des Colonnes » mord ainsi sur le jardin anglais. En 1823, M. Guillaume fit l'acquisition de la plus grande partie de l'ancien domaine, et procéda au lotissement de l'ensemble. En 1826, cinquante maisons élégantes s'étaient élevées sur les ruines et les décombres, avec la participation de l'architecte François Guenepin (V. des exemples conservés 62 route des Gardes et, peut-être, 2 rue du Bassin), chacune sur de vastes parcelles, en respectant le plan général du domaine, et transformant les ailes du château pour créer une place qui portera le nom du promoteur. À sa mort, le lotissement n'est pas achevé. Il est traversé vers 1838 par la ligne de chemin de fer où l'explorateur Dumont d'Urville trouvera la mort en 1842. La gare de "Bellevue" est voisine de l'emplacement de l'ancien château. Au fil des années, les vastes parcelles sont subdivisées en lots plus modestes. En 1925, la compagnie Pharos effectue un ultime lotissement entre les avenues du 11 novembre, Eiffel et la rue Bussières.

### Les autres destructions auXXesiècle
Des vestiges du château disparaissent encore de 1943 à 1972, à l'exception de la glacière et de la terrasse (48° 49′ 19″ N, 2° 13′ 40″ E). Une grande partie du jardin anglais de Mesdames, respecté par Guillaume, notamment l'une des fabriques, la « Tour des Dames de France », subsiste jusque dans les années 1960. 

### Les éléments subsistants
Il ne subsiste que peu de choses du domaine de Bellevue, l'ensemble étant protégé :
- la partie centrale de la terrasse fait l'objet d'une inscription au titre des monuments historiques depuis le 28 août 1974[6] ;

- le pavillon situé 59 route des Gardes, dit « le Petit Bellevue », avec un petit salon circulaire, et le pavillon de musique de 1785, attribué à Richard Mique ; il fait l'objet d'une inscription au titre des monuments historiques depuis le 3 juillet 1990[7] ;

- le bâtiment des Gardes, 61 route des Gardes, dont les façades et toitures font l'objet d'une inscription au titre des monuments historiques depuis le 3 juillet 1990[8] ;

- la grotte artificielle créée pour Mesdames, 62 route des Gardes, ainsi que le pavillon et les sols, font l'objet d'une inscription au titre des monuments historiques depuis le 12 juin 1990[9] ;

- la glacière de 1755, 1 allée Pompadour, ainsi que le pavillon et les sols font l'objet d'une inscription au titre des monuments historiques depuis le 17 juillet 1990[10].

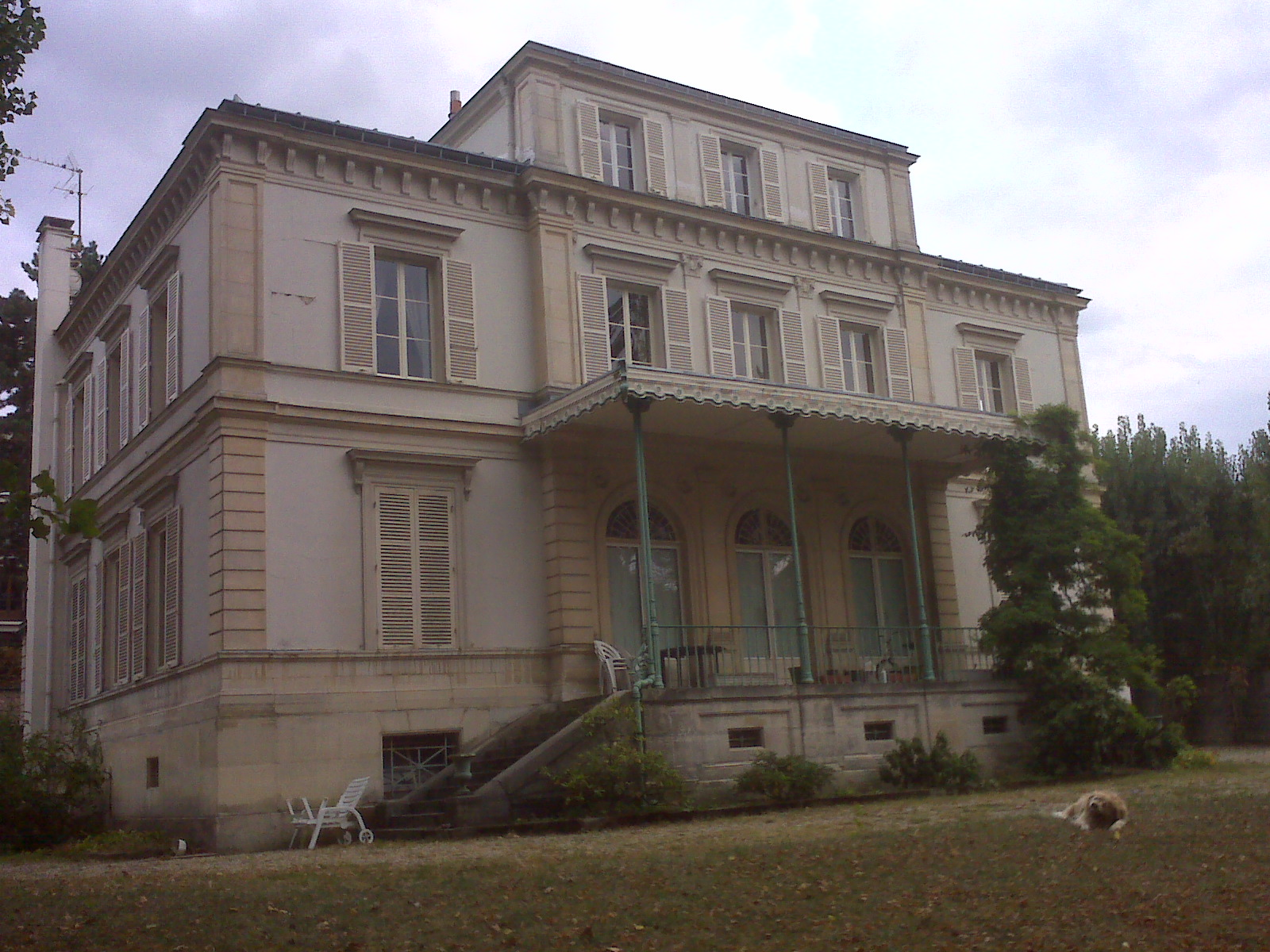
Vue 2009 de la maison construite par l'architecte François Guenepin, au 62 route des Gardes.
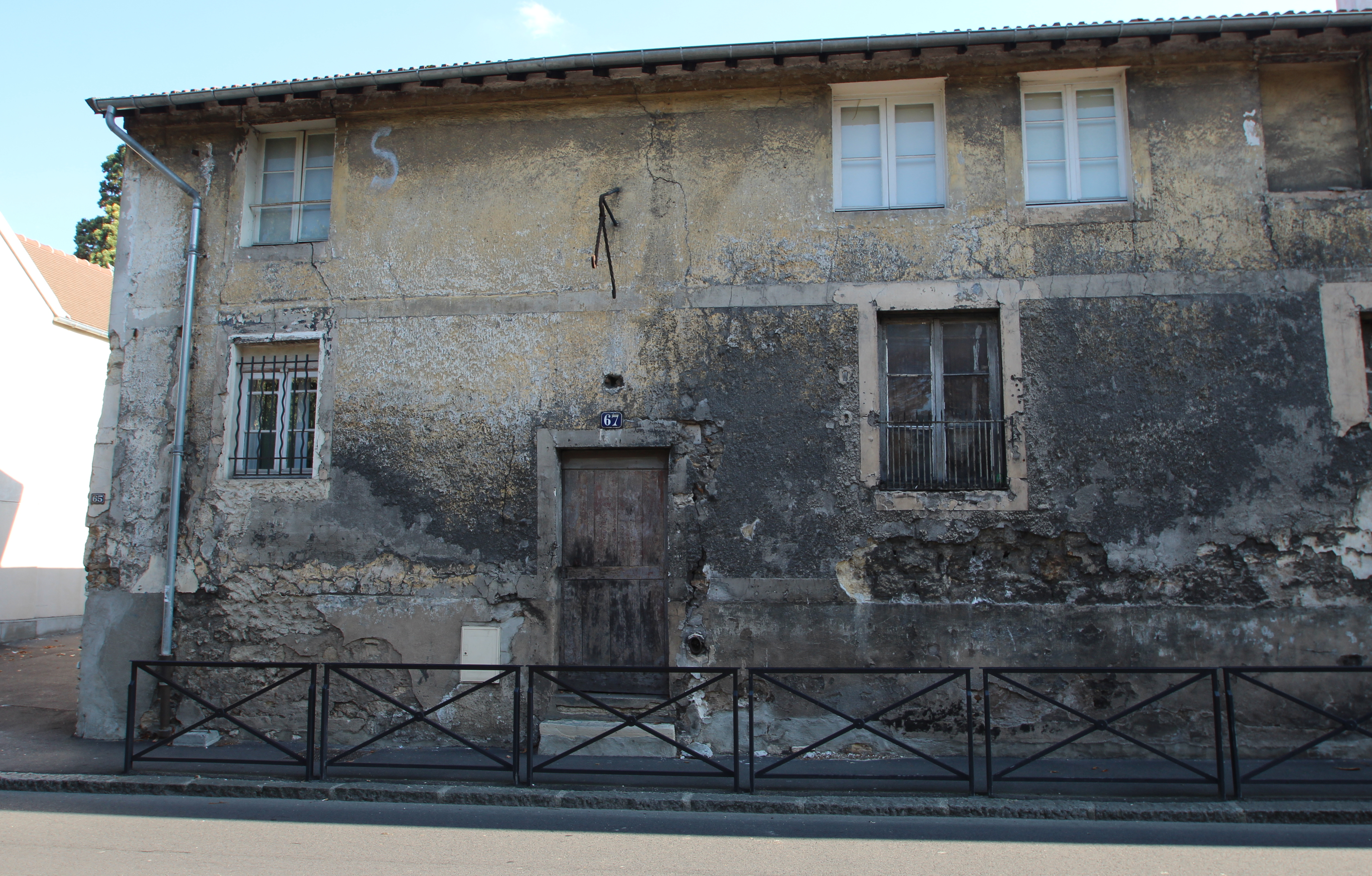
Bâtiment au 67 route des gardes, Meudon.

## Architecture et décor

### L'aspect extérieur

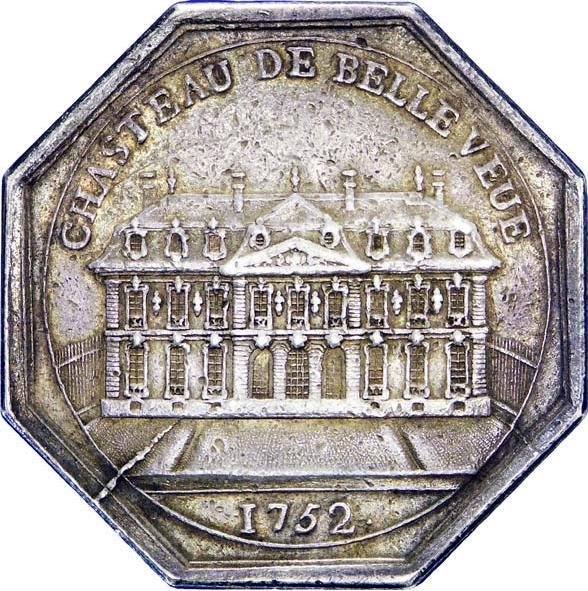
Jeton représentant le château de Bellevue, 1752.

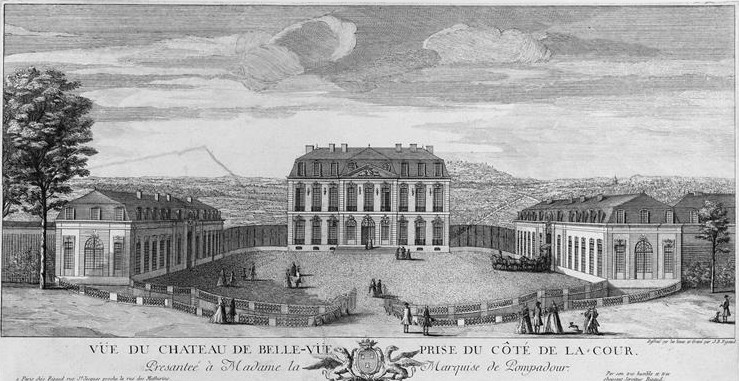
Le château de Bellevue au temps de Mme de Pompadour. Vue depuis la cour.

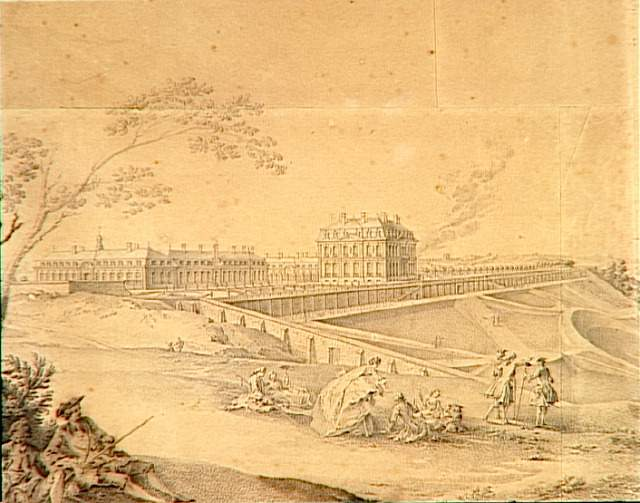
Le château de Bellevue vu depuis l'est. Par Jacques André Portail.

Par sa conception, Bellevue marque une date importante dans l'évolution du château français. Le bâtiment, de plan massé, quasiment carré, est une construction à deux étages, typique des maisons de plaisance qui deviennent alors à la mode et dont on trouvera le développement parfait au Petit Trianon. Elle comprend neuf travées en façade et six sur les côtés. Le décor quasiment identique des quatre façades, simplement couronnées de frontons triangulaires décorés en haut-relief par Guillaume II Coustou, souligne encore le caractère ramassé du bâtiment. Au premier étage, dix-huit consoles placées entre les travées portent des bustes, pour la plupart des portraits d'empereurs romains sélectionnés par Tournehem dans le magasin des marbres de Folichancourt.
De taille relativement modeste, Bellevue fait davantage penser à la maison d'un riche particulier qu'à un château royal. De fait, il a été conçu à l'origine non pas pour le Roi lui-même mais pour la marquise de Pompadour, qui souhaitait y recevoir Louis XV dans l'intimité.
À l'intérieur, on a conservé sur l'axe principal l'enfilade classique vestibule-salon, mais les pièces situées au centre des petits côtés sont orientées selon un axe perpendiculaire. Au rez-de-chaussée, le vestibule et le salon, servant aussi de salle à manger d'apparat, sont dallés de marbre. L'escalier principal est coiffé d'un lanterneau vitré. La diminution du nombre de pièces s'accompagne d'une réduction drastique des espaces réservés au service, rejetés dans les dépendances qui s'ordonnent dans un quadrilatère rejeté au sud du château. Les deux bâtiments bas édifiés de part et d'autre de la cour d'honneur, de plan ovale fermée par une grille, abritent pour celui du nord l'appartement des bains, orné de peintures de François Boucher, la conciergerie, la ménagerie et les poulaillers, et pour celui du sud un théâtre « à la chinoise », le service de la bouche, les écuries pour trente-sept chevaux, les remises et la chapelle du commun.
Le département des cartes et plans de la Bibliothèque nationale de France conserve la maquette du château de Bellevue précieusement protégée par une cloche et posée sur le plateau d’un meuble en forme de Guéridon à cinq pieds en bois doré et sculpté. La maquette a été réalisée par P. N. Le Roy en 1777. Présente dans les appartements de Mesdames à Versailles jusqu’en 1792, saisie et confiée au garde-meuble de 1807 à 1815, elle a été achetée en 1827 par la Bibliothèque nationale et attribuée au département. Elle a été présentée en 1875 lors de l’exposition cartographique du Congrès international des sciences géographiques et en 1989, dans « 1789, Le patrimoine libéré »

### Les décors intérieurs

#### Au temps deMmede Pompadour: l'archétype du style rocaille
À Bellevue, Madame de Pompadour a fait réaliser des décors intérieurs du plus grand raffinement. Les deux niches du vestibule sont ornées de La Musique d'Étienne Maurice Falconet et de La Poésie de Lambert-Sigisbert Adam (Adam l'aîné) (les deux œuvres se trouvent aujourd'hui au musée du Louvre). Le grand salon et le salon de compagnie sont ornés de boiseries de Jacques Verberckt, de dessus-de-porte de Jean-Baptiste Oudry et de trumeaux de Carle Van Loo. L'escalier est peint en trompe-l'œil par Paolo Antonio Brunetti. Au premier étage, la chapelle, située au centre, comporte un tableau d'autel de François Boucher, L'Adoration des bergers (Lyon, musée des Beaux-Arts). L'appartement du roi comprend un cabinet doré réalisé par Verberckt et Boucher.
Le mobilier du château, de style rocaille, commandé par la marquise de Pompadour intégrera les collections royales lors de la revente du domaine à Louis XV.

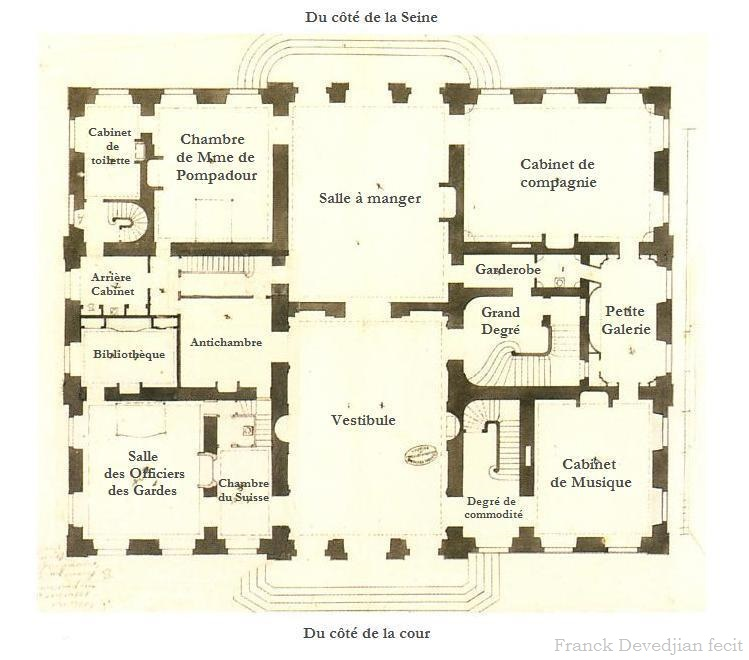
Distribution du rez-de-chaussée de Bellevue, 1750.
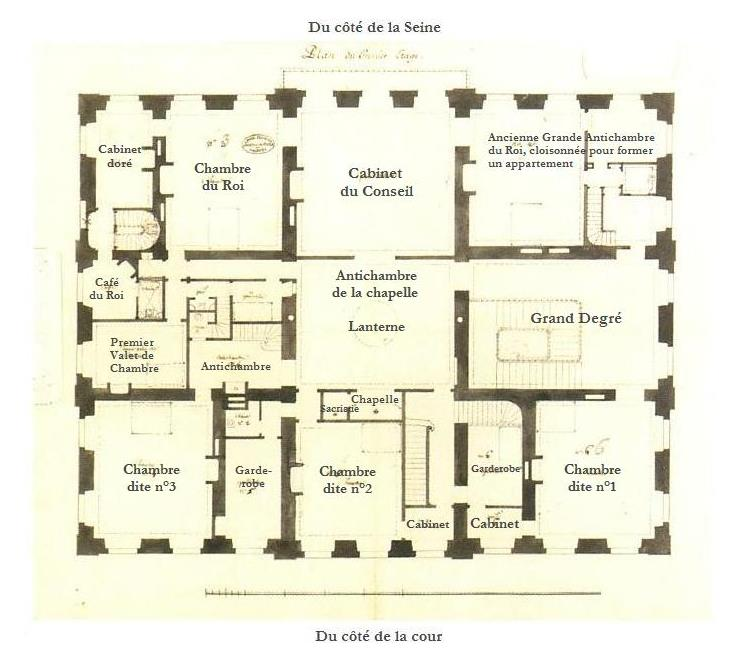
Distribution du premier étage de Bellevue, 1750.
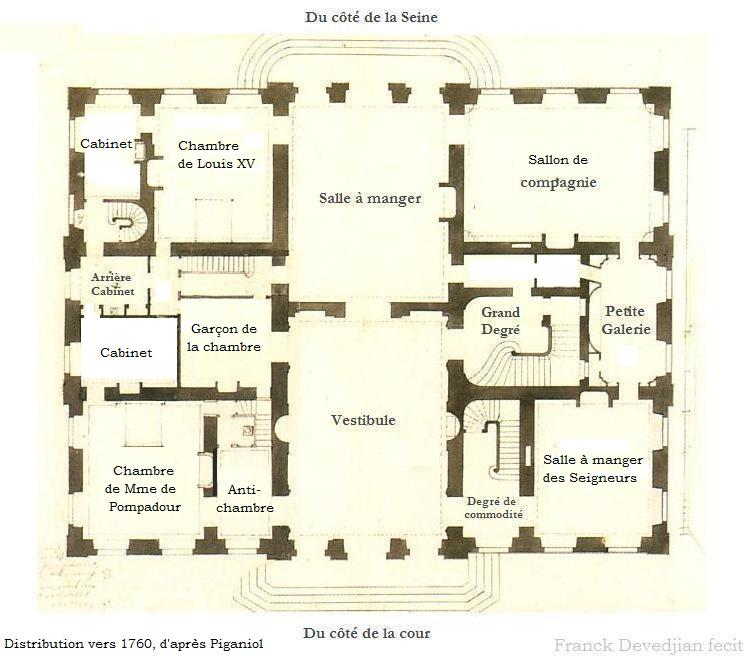
Distribution du rez-de-chaussée de Bellevue vers 1760.
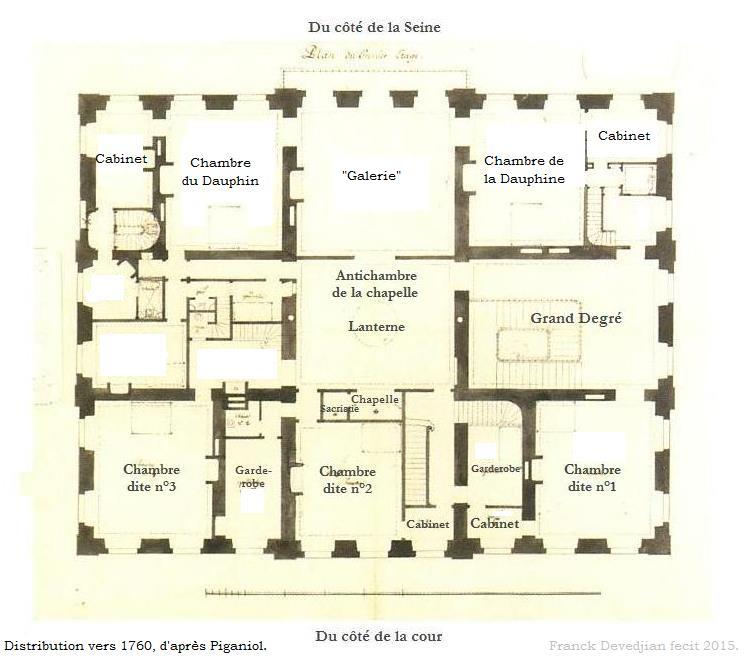
Distribution du premier étage vers 1760.

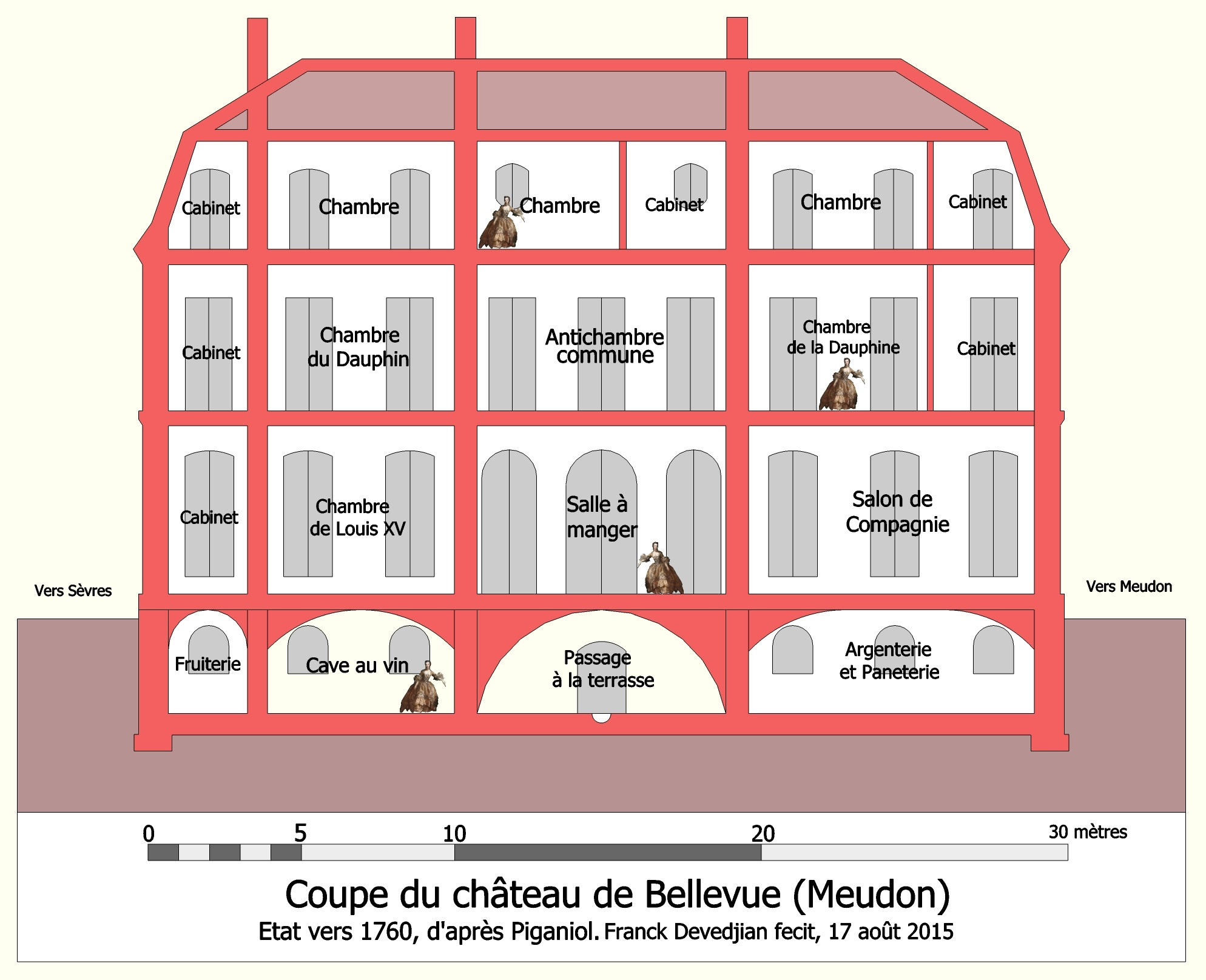
Coupe du château de Bellevue, vers 1760, avec la distribution.
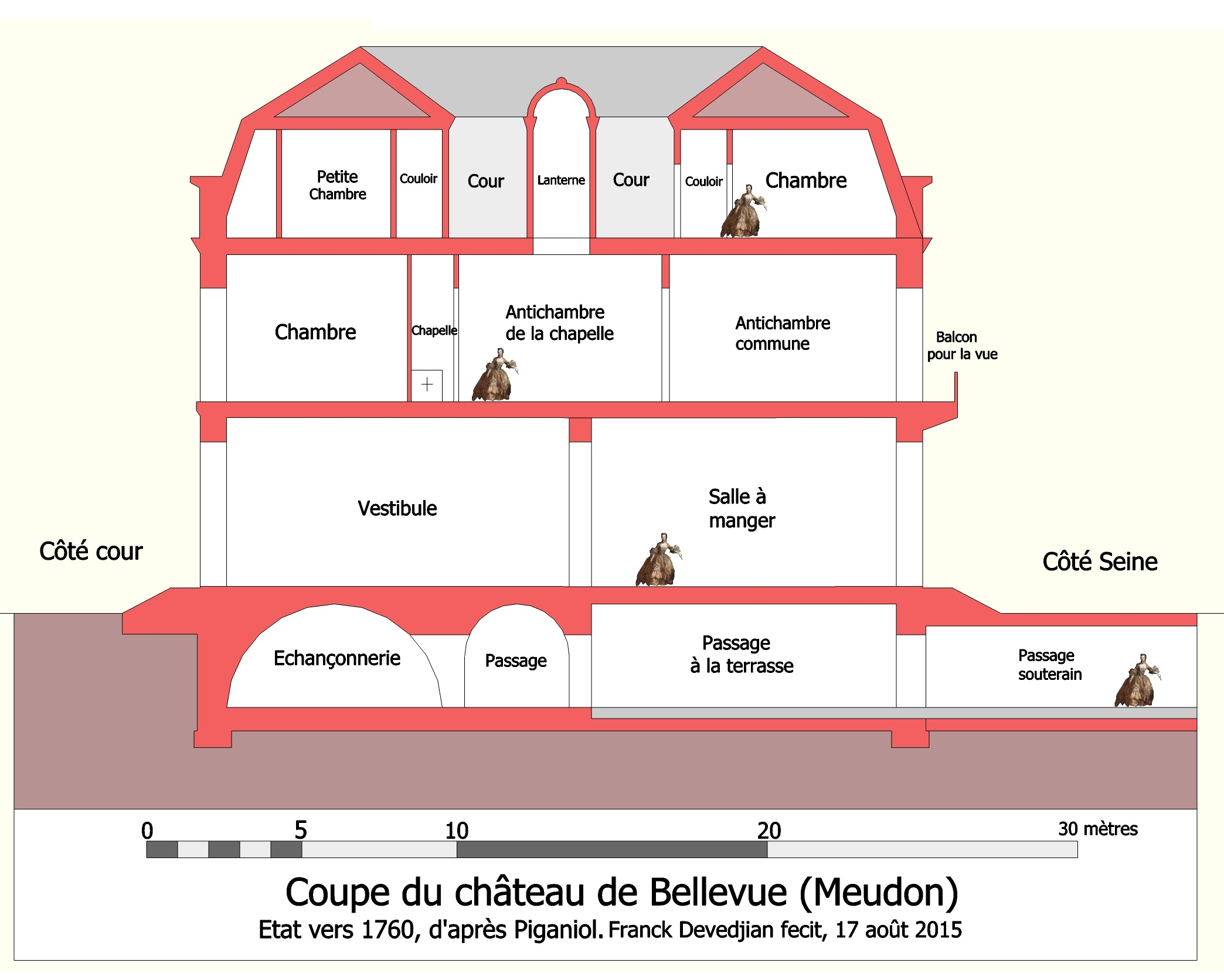
Coupe du château, suivant son axe de symétrie, état vers 1760.

##### Le rez-de-chaussée

###### Le vestibule
« Les Artistes les plus renommés ont été employés pour la décoration intérieure & extérieure de cet édifice. Le vestibule est orné de deux statues, l'une de M. Étienne Maurice Falconnet (1716-1791), & l'autre de M. Lambert Sigisbert Adam. Elles représentent la Poésie & la Musique ; on donne la préférence à celle de M. Falconnet. » (Piganiol, 1760).  

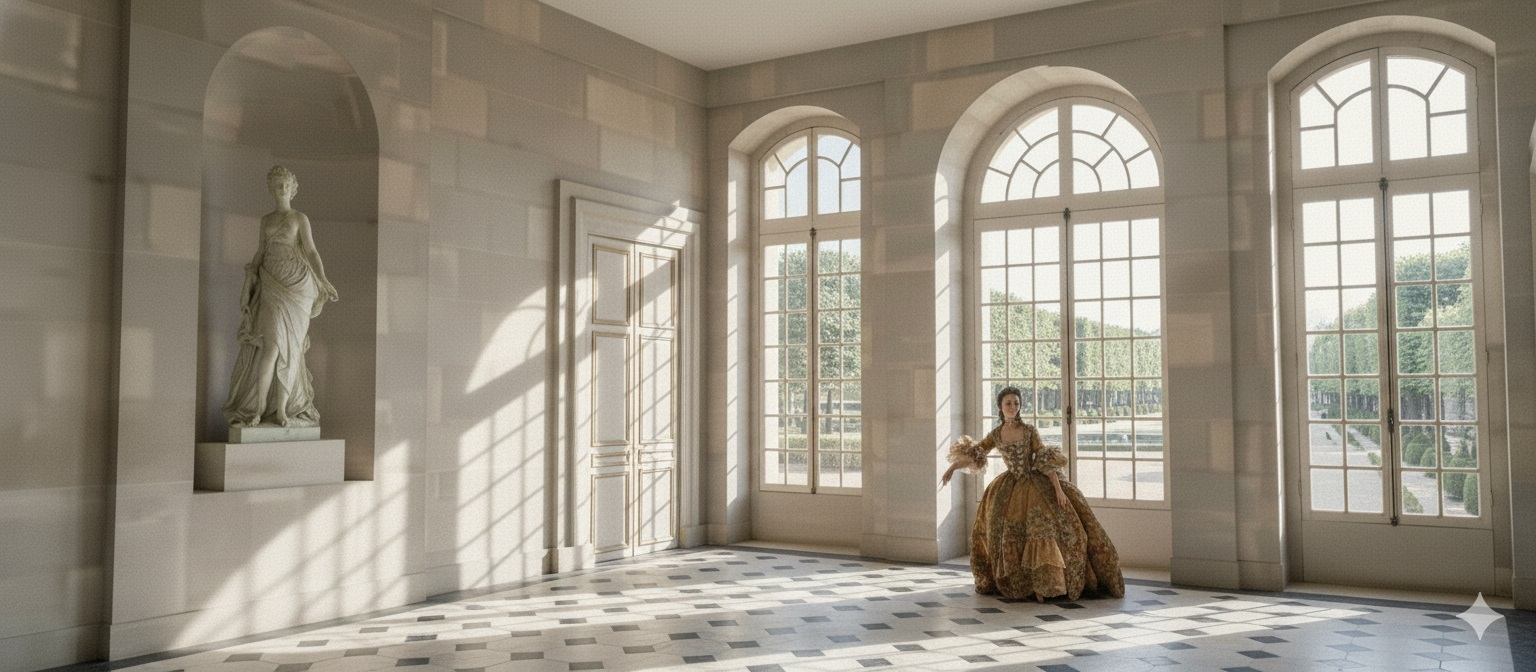
Vue d'artiste du vestibule du château de Bellevue dans son état en 1755.
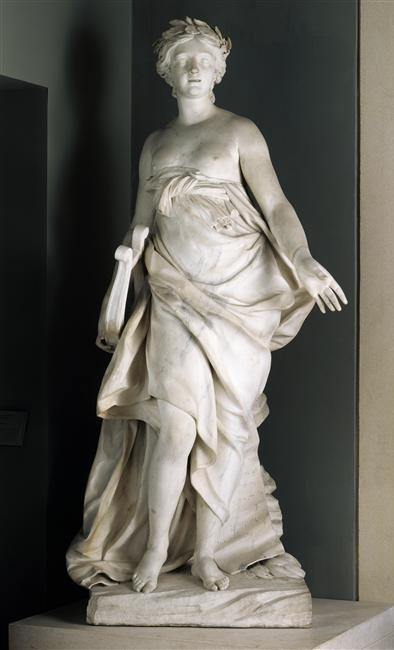
Étienne Maurice Falconet, La Musique, vestibule du château de Bellevue.
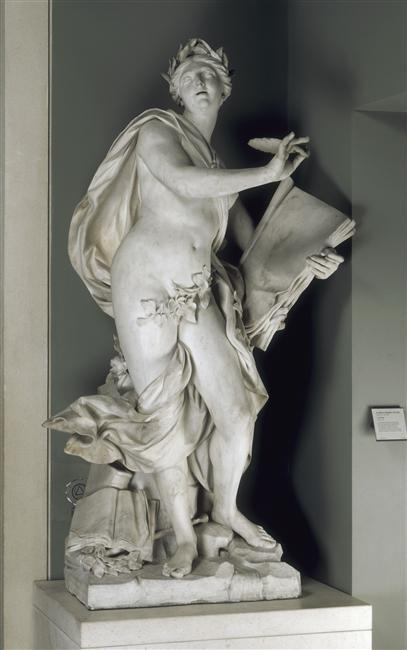
Lambert Sigisbert Adam, La Poésie, Paris, musée du Louvre.

###### La salle à manger (état en 1750)

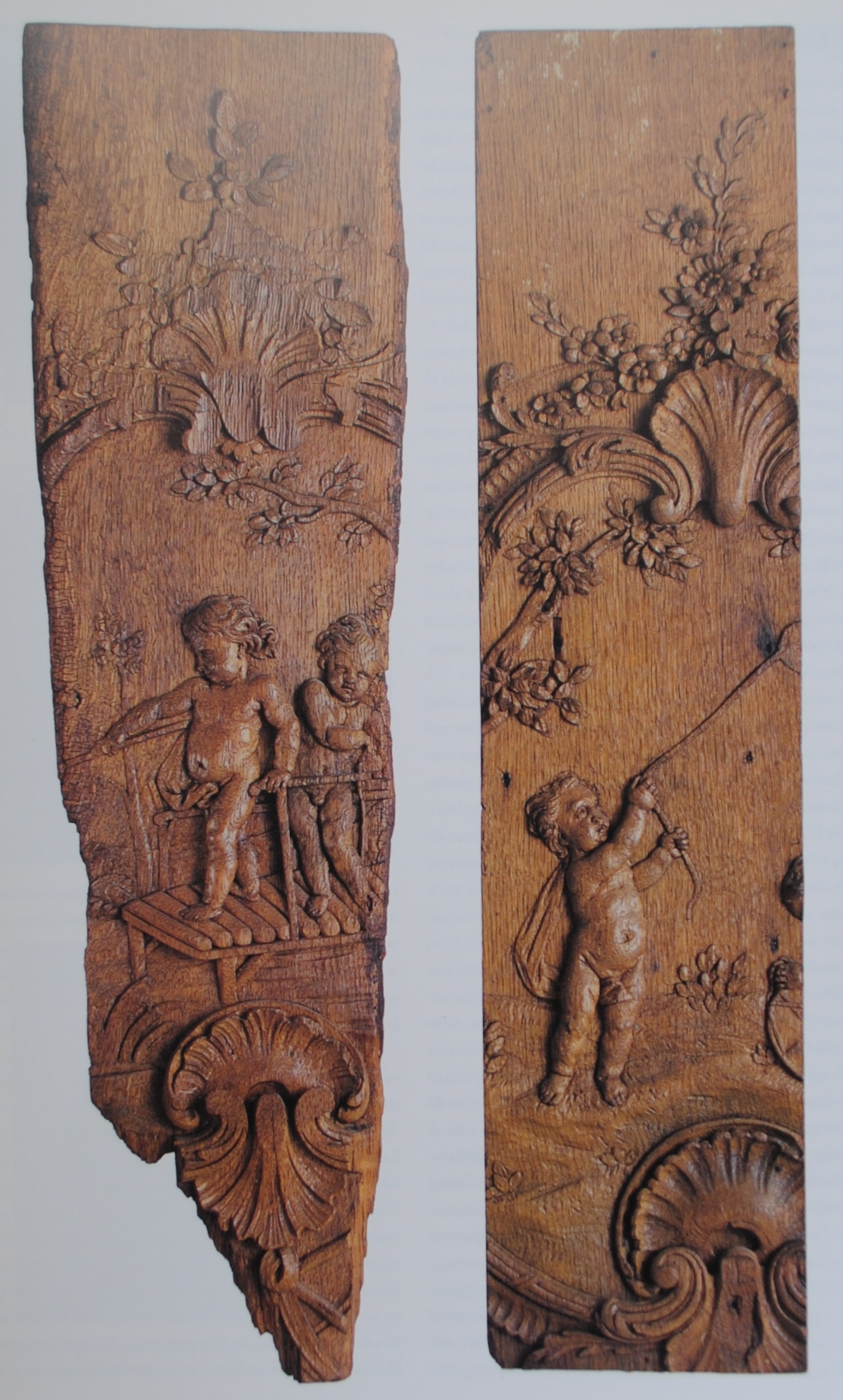
Fragments de boiseries provenant du château de Bellevue, au temps de Mme de Pompadour. Attribué à Jacques Verberckt, Musée des arts décoratifs, Paris. Ces boiseries étaient placées dans la salle à manger, puisque Verbeckt y avait représenté les attributs de la chasse et de la pêche, d'après Piganiol.

« Six dessus de porte de M. Oudry, représentant les attributs de la chasse & de la pêche, ornent la salle à manger, & ces mêmes attributs sont exécutés en menuiserie, avec la plus grande délicatesse, par M. Verbek. » (Piganiol, 1760).  
La liste des tableaux commandés pour le roi indique qu'au salon de 1750, Oudry exposa « quatre tableaux pour Mme de Pompadour, destinez pour la salle à manger du château de Bellevue » :
- « le premier, deux chiens, un brac et un épagneul, un panier à gibier, contre lequel il y a un faisan et des lapreaux dessus ;

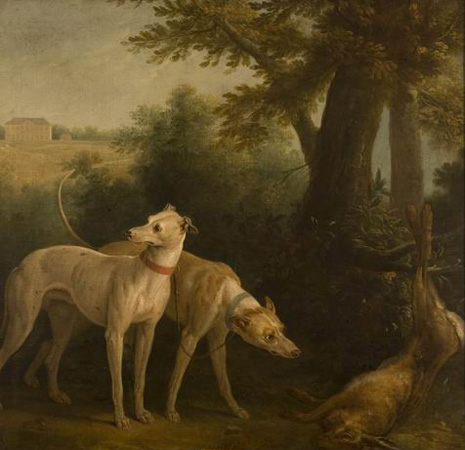
le deuxième, un chien épagneul en arrêt devant deux perdrix dans des bleds ; (Musée de l'Ermitage, Russie)
- le troisième, un barbet qui se jette sur des canards et des canichons ;
- le quatrième, deux lévriers, l'un flairant un lièvre, on y voit le château de Bellevue dans le lointain. » (Musée de l'Ermitage, Russie). 
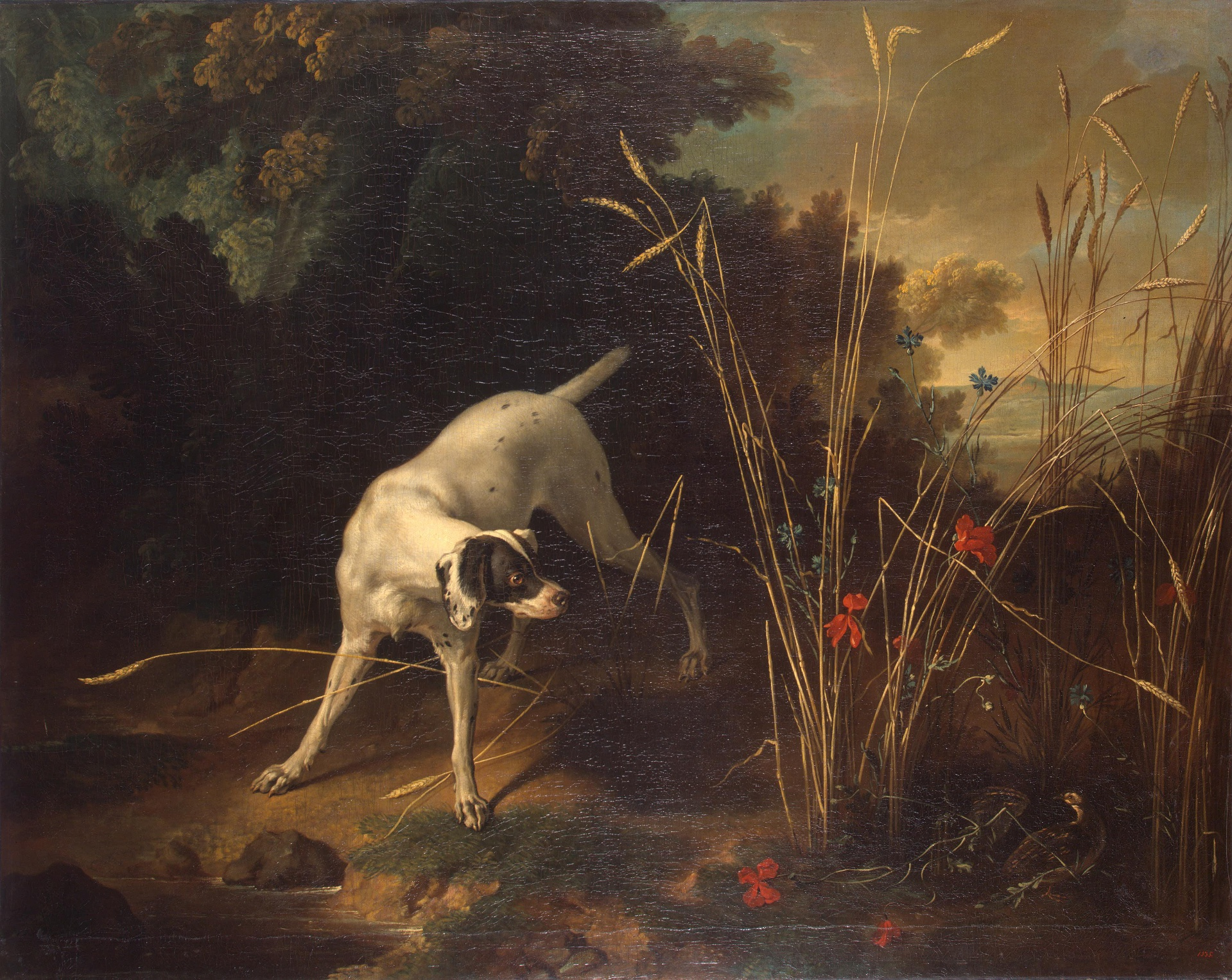
Deux lévriers, l'un flairant un lièvre, on y voit le château de Bellevue dans le lointain. Jean-Baptiste Oudry. 115 × 122 cm. (Musée de l'Ermitage, Russie)
- Un chien épagneul en arrêt devant deux perdrix dans des bleds, Jean-Baptiste Oudry. 129 × 162 cm (agrandi)(Musée de l'Ermitage, Russie)
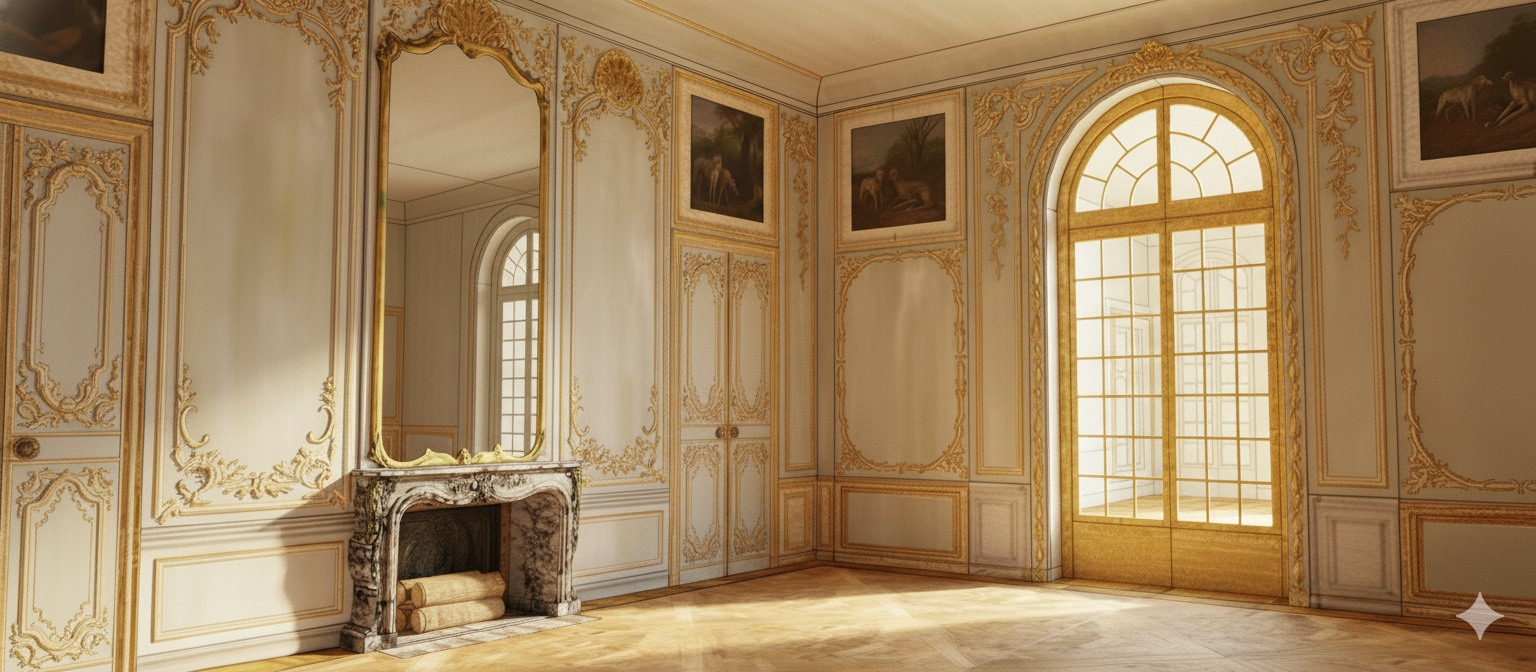
Schéma restituant le volume et la glace au-dessus de la cheminée de la salle à manger au temps de Mme de Pompadour.

###### Le salon de compagnie (état en 1750)

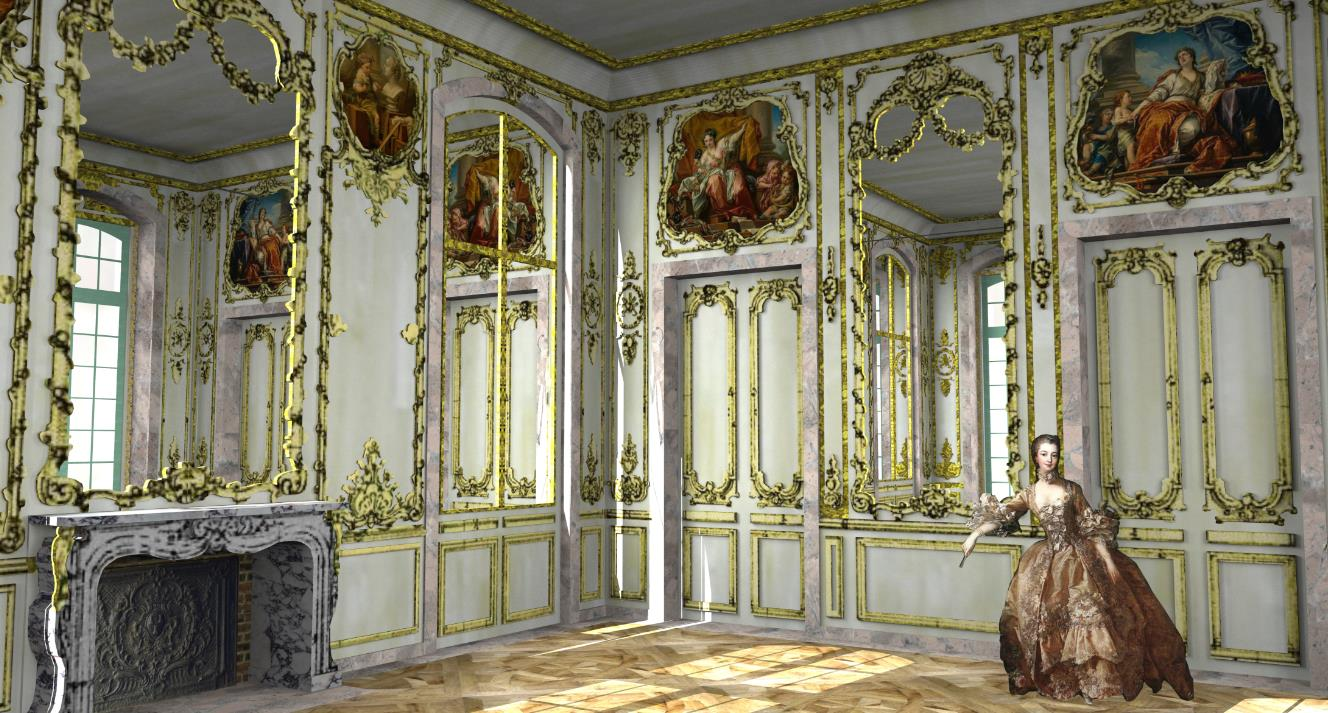
Restitution du salon de compagnie de Mme de Pompadour à Bellevue, vers 1755. Il s'agissait de la plus belle pièce de tout le château.

« Ensuite on entre dans un salon de compagnie, enrichi de six tableaux du célèbre M. Carle Vanloo, dont quatre représentent les Arts, & deux la Tragédie & la Comédie. Ces tableaux sont connus, & ont fait l'ornement du salon de peinture dans le temps. » (Piganiol, 1760). 

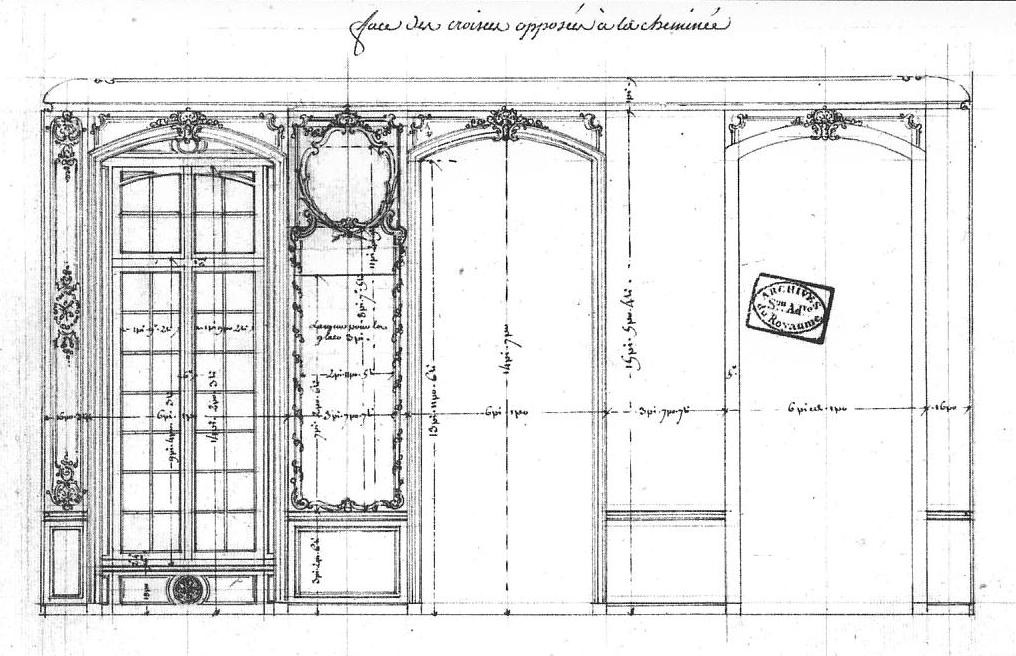
Coupe d'une paroi du Cabinet de Compagnie, 1749. Archives nationales.
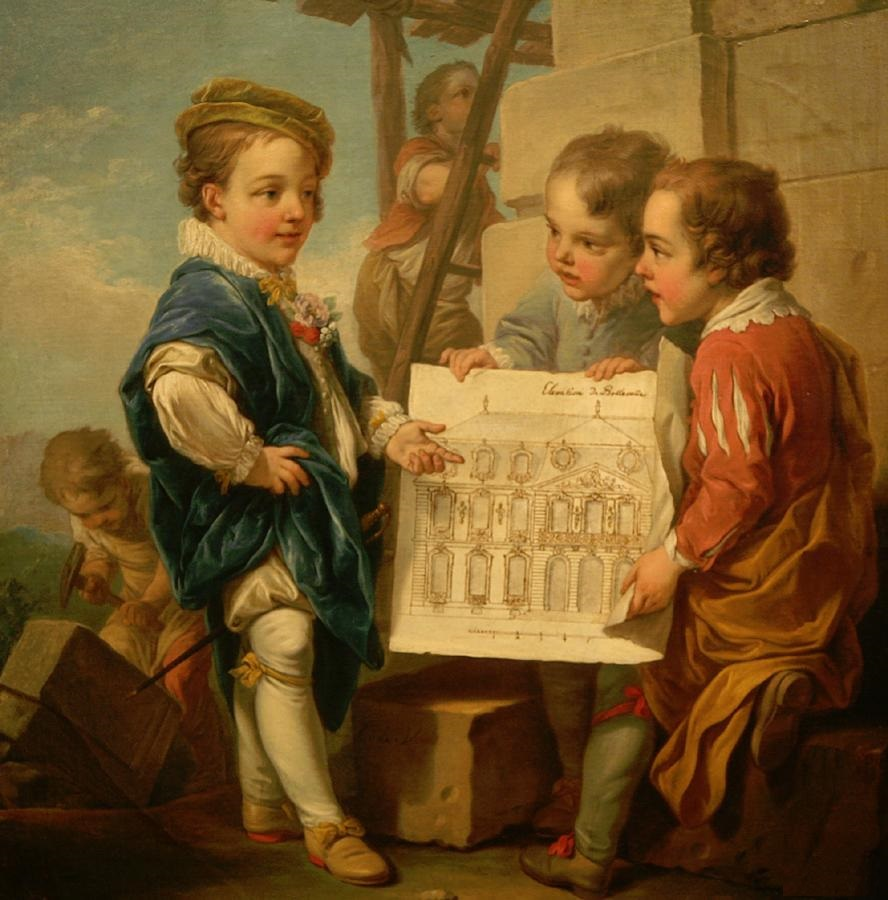
L'Architecture, Carle Van Loo.
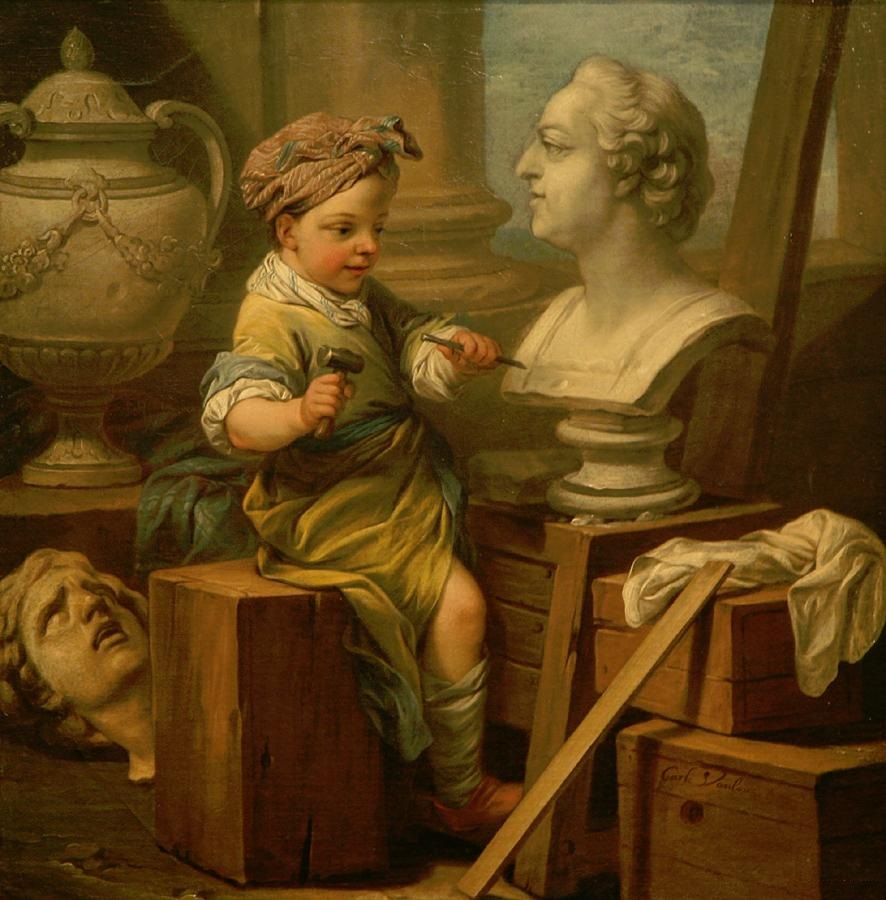
La Sculpture, Carle Van Loo.
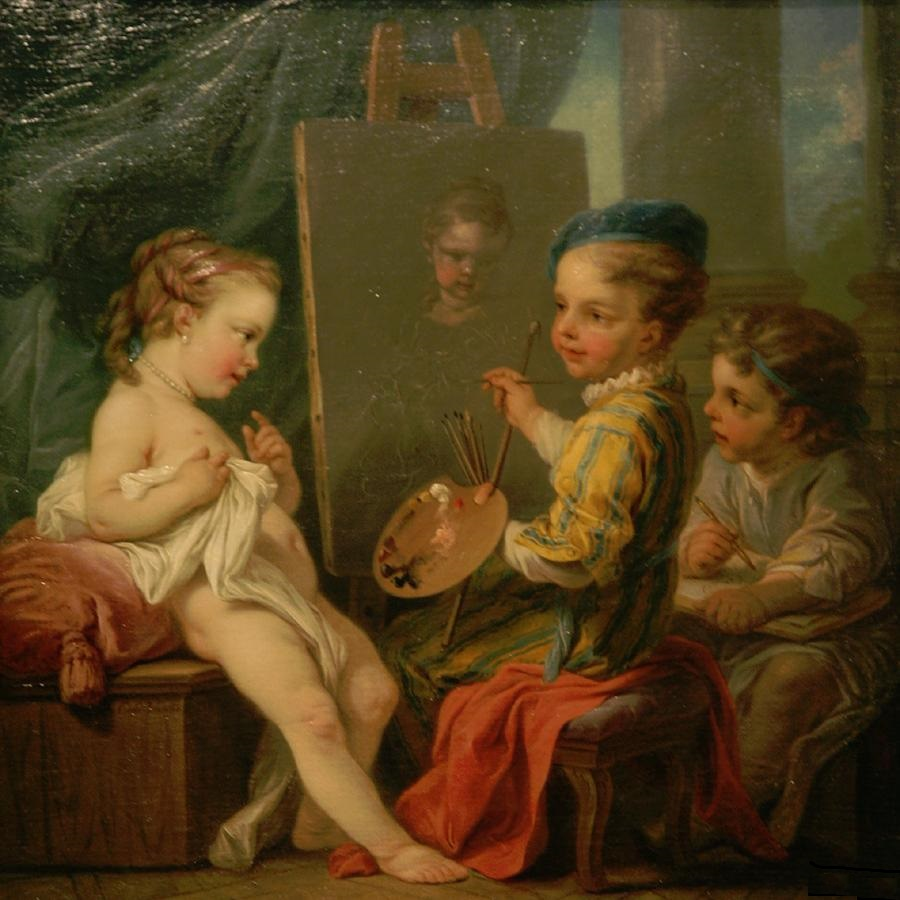
La Peinture, Carle Van Loo.
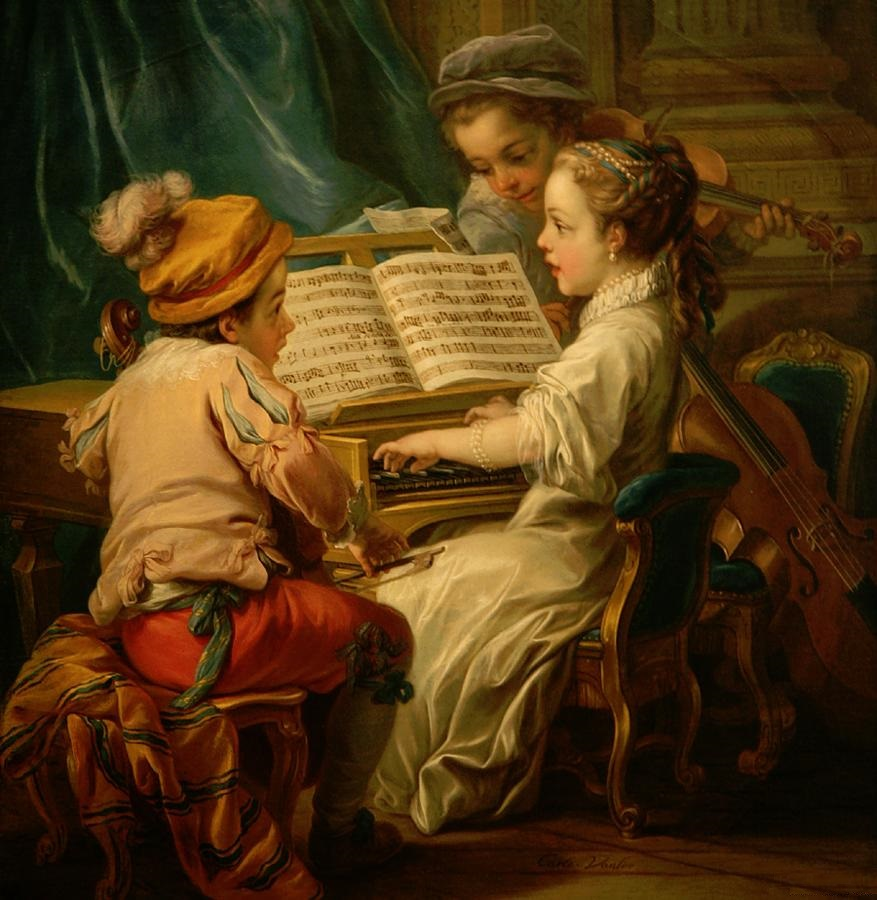
La Musique, Carle Van Loo.

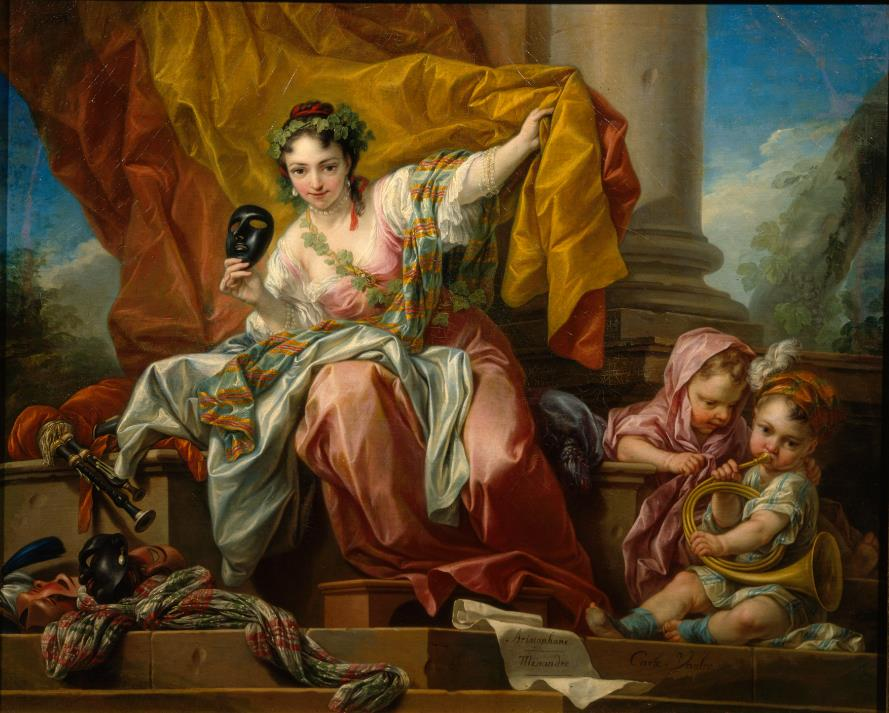
La Comédie, par Carle Van Loo, peint pour le cabinet de Compagnie de Mme de Pompadour à Bellevue, 1750-52. (Musée Pouchkine, Moscou, Russie)
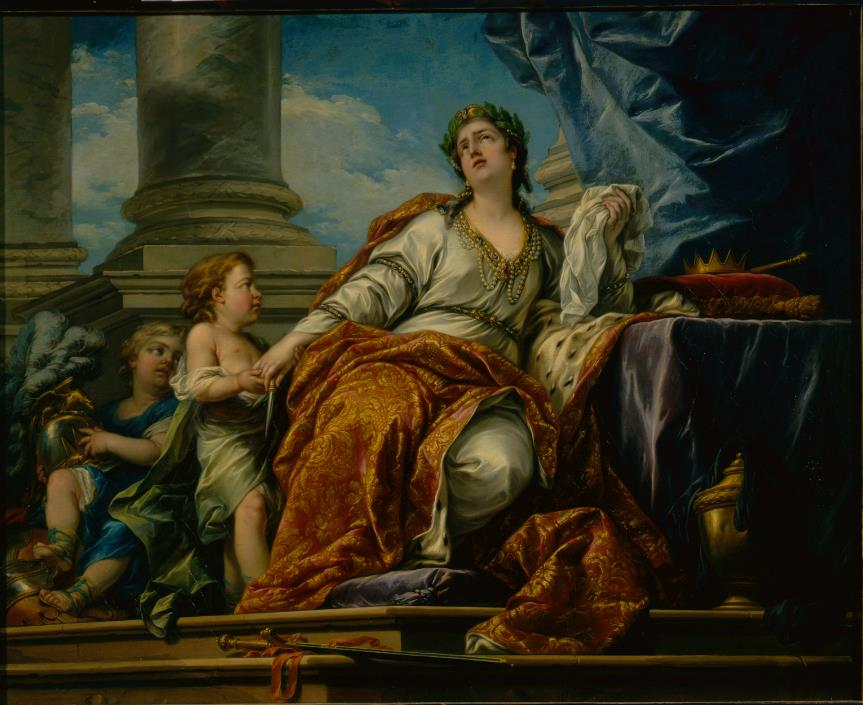
La Tragédie, par Carle Van Loo, peint pour le cabinet de Compagnie de Mme de Pompadour à Bellevue, 1750-52. (Musée Pouchkine, Moscou, Russie)

###### La petite galerie
« On traverse en retour une galerie étroite, qui n'a de remarquable qu'une très-jolie figure de marbre, qui représente l'Amour ; elle est de M. Sally. Cette galerie conduit à la pièce destinée d'abord à être une salle de musique, & qui est devenue aujourd'hui la salle à manger des Seigneurs : on y admire deux dessus de porte de M. Pierre. » (Piganiol, 1760).

###### La chambre deMmede Pompadour en 1750 (chambre de Louis XV en 1760)

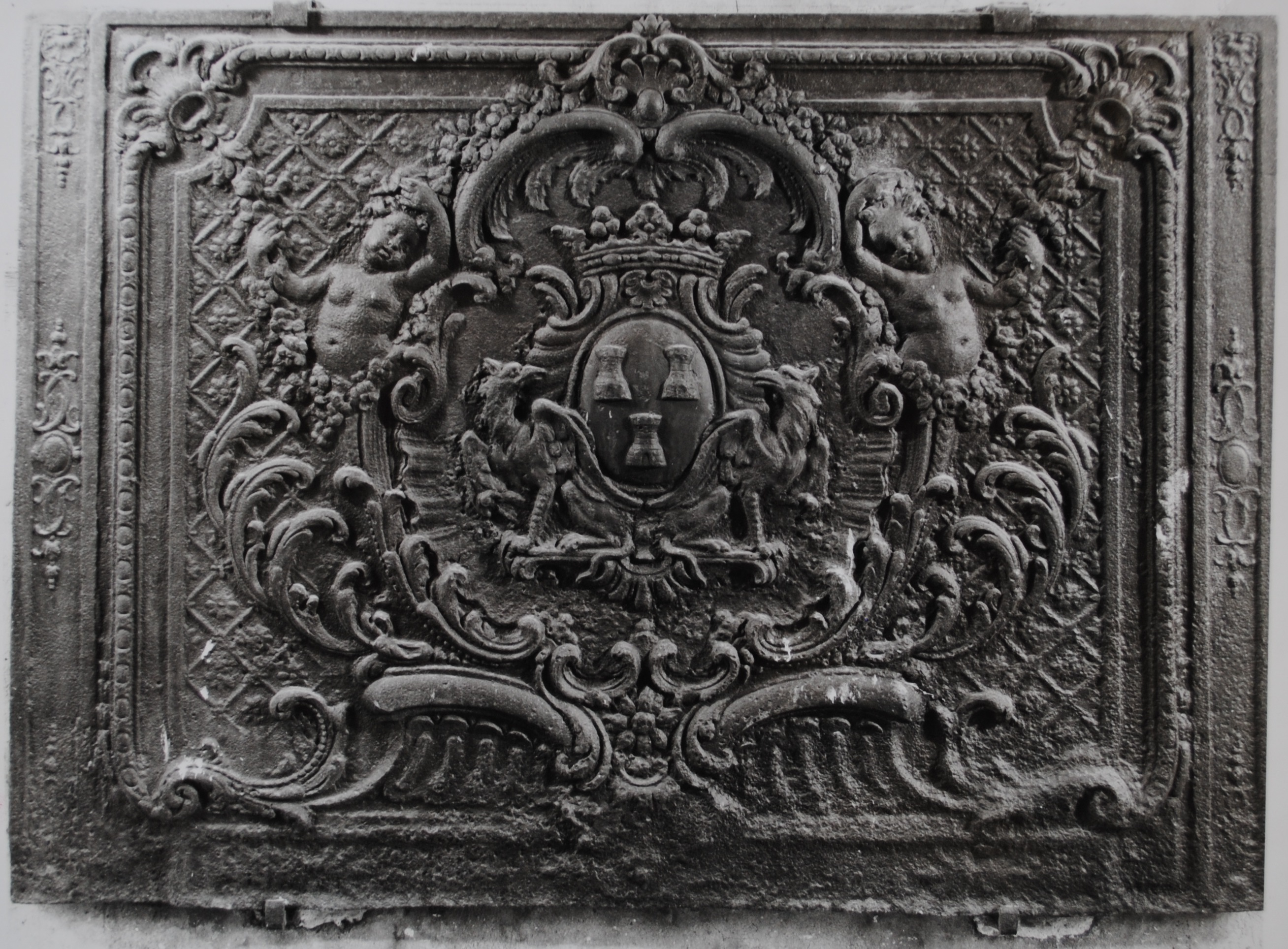
Taque foyère aux armes de Mme de Pompadour, provenant du château de Bellevue, vers 1750. Musée d'art et d'histoire de Meudon.

« À gauche est l'appartement du Roi : on y voit trois dessus de porte admirables de M. Vanloo. On passe ensuite dans un joli boudoir, meublé en perse brodée en or. M. Boucher y a peint en dessus de porte deux vues Chinoises, avec les graces qui caractérisent tout ce qui sort du pinceau de ce grand Maître : derriere l'appartement du Roi, & du côté de la Cour, est actuellement l'appartement de Madame de Pompadour : c'étoit ci-devant la salle des Gardes. » (Piganiol, 1760). 

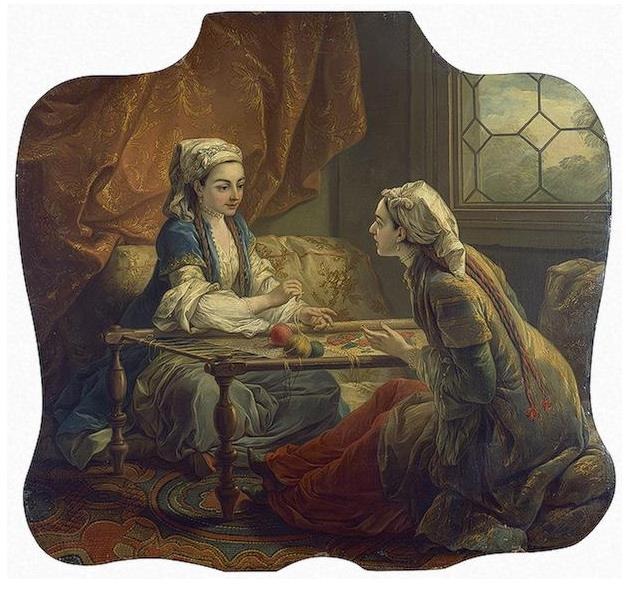
Deux sultanes faisant de la broderie, Carle Van Loo. Musée de l'Ermitage.
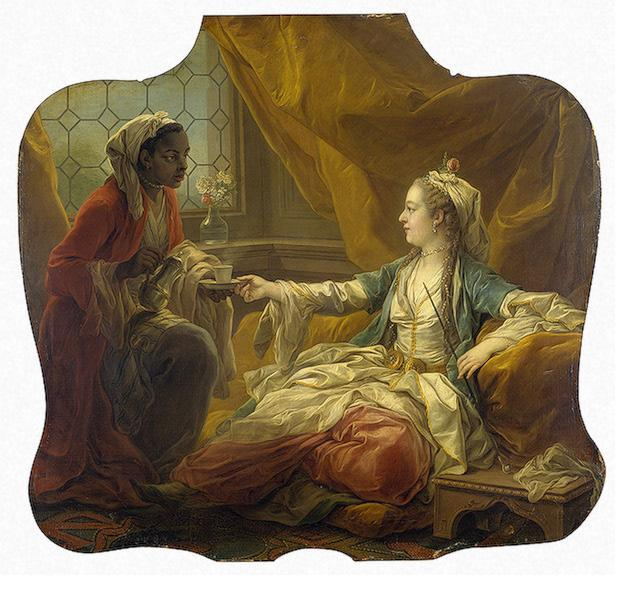
Une sultane buvant du café, Carle Van Loo. Musée de l'Ermitage.
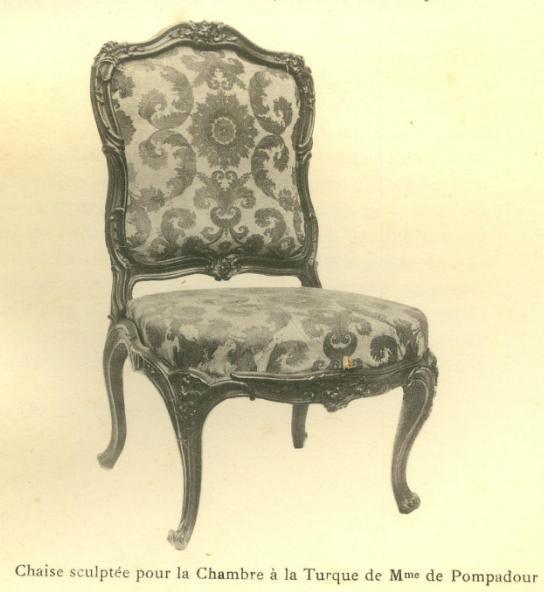
Chaise sculptée qui proviendrait de la chambre de Mme de Pompadour.

###### Le cabinet

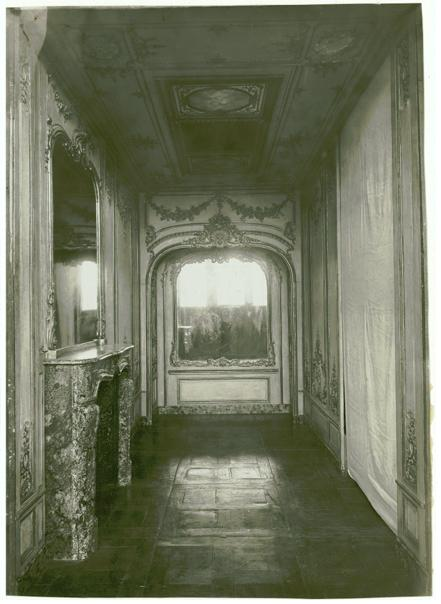
Photographie du cabinet, avec l'emplacement des boiseries replacées.

Quatre photographies, conservées au musée départemental de Sceaux, décrivent le cabinet réalisé initialement pour Mme de Pompadour, mais vite utilisé par Louis XV, après la modification de la distribution des appartements. Ces quatre photographies, prises par Grandemange, ne peuvent décrire que le cabinet d'angle du rez-de-chaussée, de l'appartement qu'occupera le roi Louis XV durant près de 20 ans. En effet, le volume de la pièce conduit à envisager qu'il y avait au-dessus un entresol. Or si ces boiseries avaient été placées au premier étage - seule autre possibilité - la hauteur sous plafond plus réduite n'aurait pas permis d'y réaliser un entresol, et ainsi, les boiseries auraient été plus hautes (cf. futur cabinet du dauphin). 

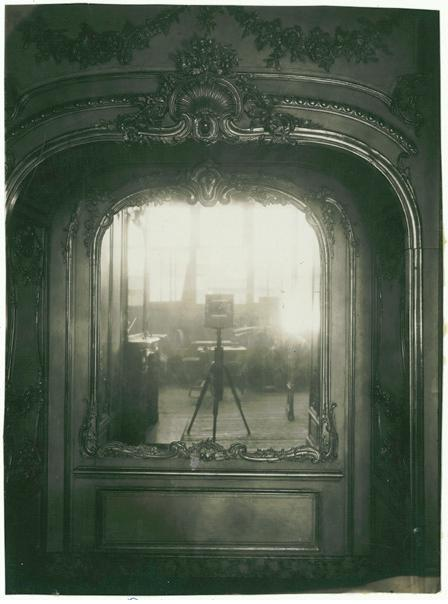
Détail de la boiserie de la niche du cabinet.
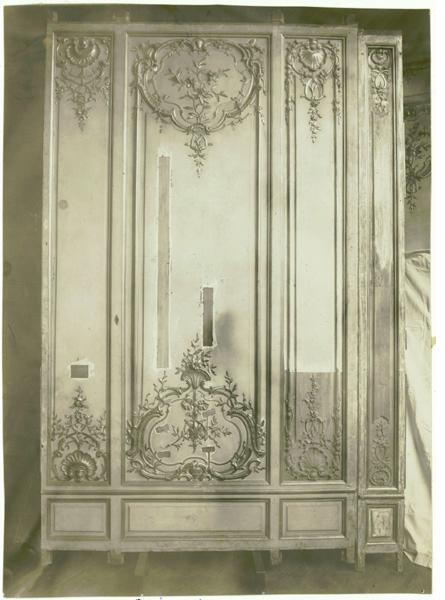
Panneaux boisés et dorés provenant du cabinet.
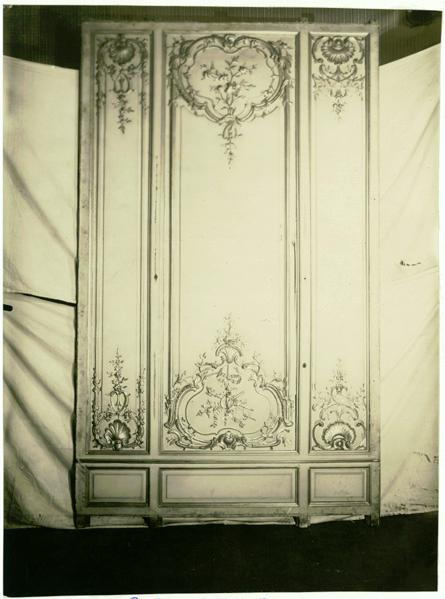
Autres panneaux de boiseries provenant du cabinet.

###### L'escalier peint par les Brunetti, père et fils.

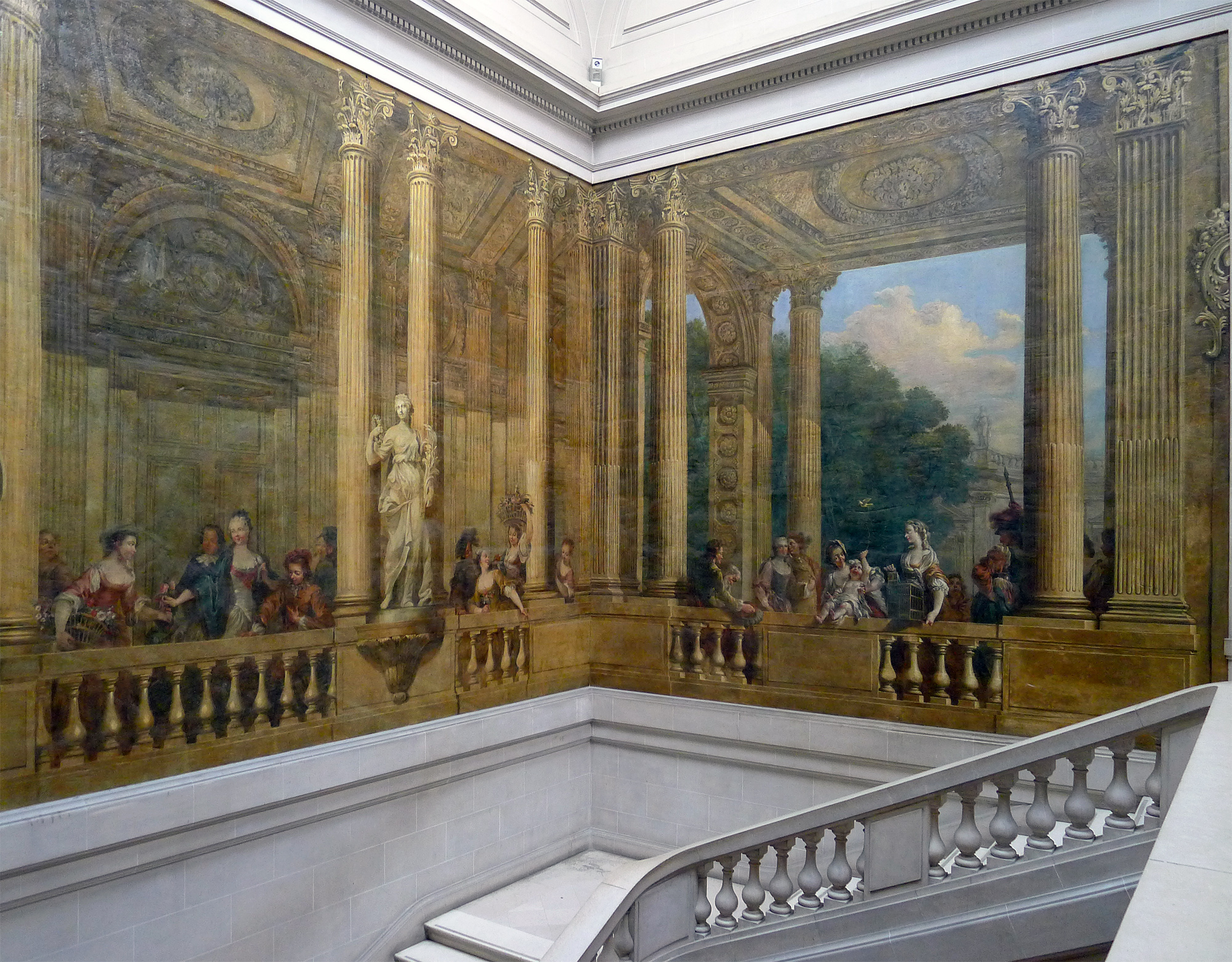
Peintures murales réalisées en 1748 par les Brunetti, provenant de l'ancien hôtel de Luynes, sis boulevard Saint-Germain. Musée Carnavalet, Paris. Le décor de l'escalier de Bellevue fut réalisé par les mêmes artistes, et à la même époque.

« L'escalier, qui conduiit aux appartemens du premier étage, a été peint par M. Brunetti, père, quant à l'architecture ; & les figures sont de M. Brunetti, fils : elles représentent Ariane & Bacchus, Zéphire & Flore, Diane & Endimion, Mars & Vénus : toutes ces figures sont encadrées avec art dans des masses d'une architecture noble & brillante. C'est bien dommage que l'obscurité, qui règne dans la partie inférieure, dérobe aux yeux le plaisir de bien voir ces beautés. La partie supérieure est très-bien éclairée & fait un bel effet. » (Piganiol, 1760).

##### Le premier étage

###### La chapelle et l'antichambre commune (ancien salon du Conseil de Louis XV)

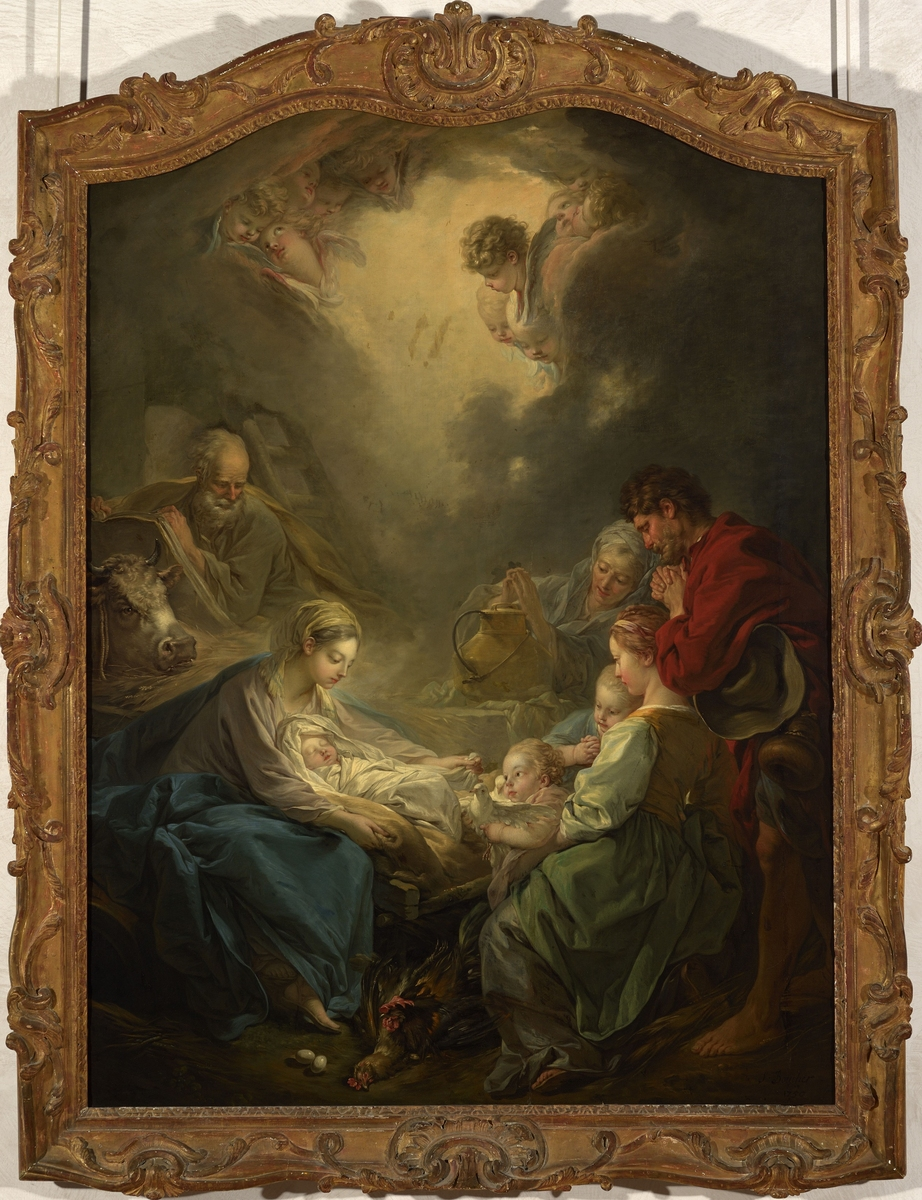
La Lumière du monde, tableau de Boucher surmontant l'autel de la chapelle. Musée des Beaux-Arts de Lyon.

Le premier étage fut destiné initialement à Louis XV, mais le roi se plut bien mieux au rez-de-chaussée. La chapelle était placée dans un réduit. 
L'antichambre du côté de la Seine desservait deux appartements, l'un pour le Dauphin, l'autre pour la Dauphine. 
« Ce qu'on admire le plus dans le premier étage, c'est l'appartement de M. le Dauphin, & son cabinet meublé en Pékin, avec des dessus de porte de MM. Vernet & de Boulogne, & celui de Madame la Dauphine, meublé de même, & orné de dessus de porte de M. Pierre. » (Piganiol, 1760).  

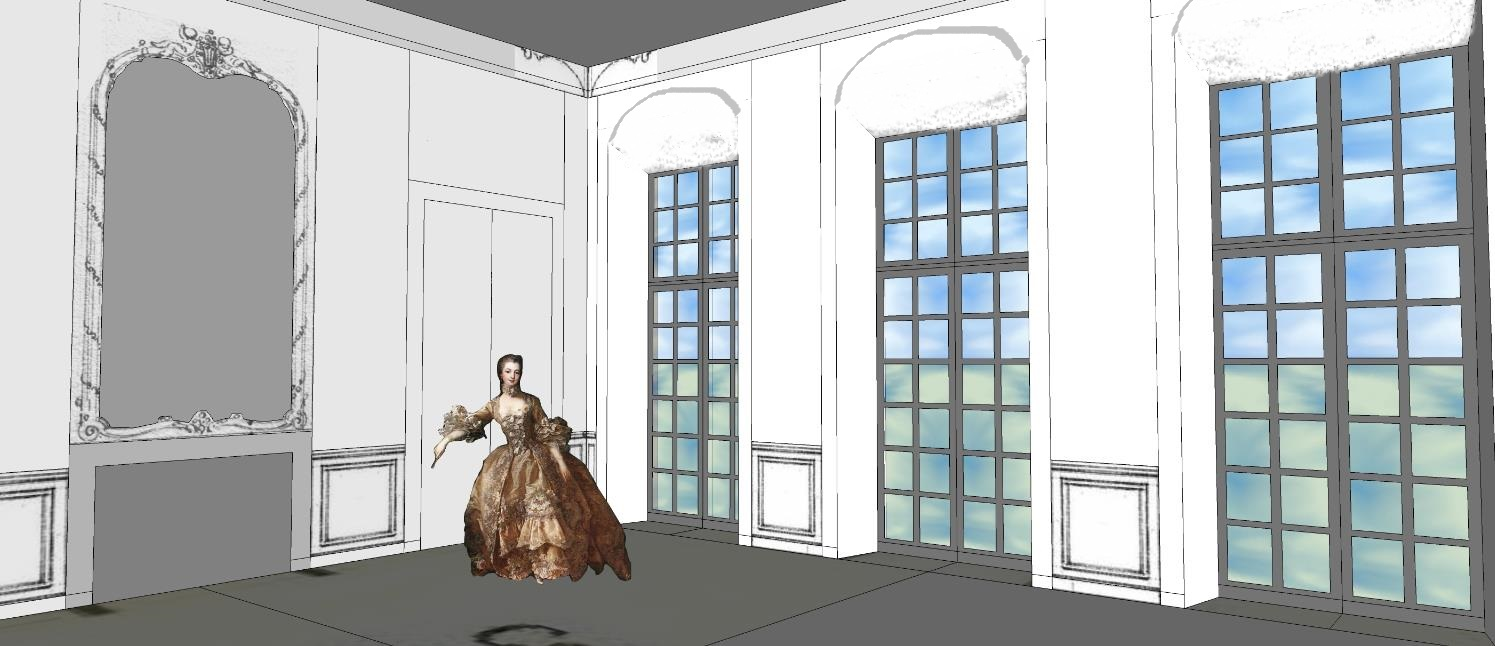
Schéma de l'antichambre commune du premier étage, disposant de la vue sur la Seine, avec repositionnement du trumeau originel surmontant la cheminée. 1750.

###### La petite "galerie" peinte par Boucher (cabinet de Louis XV en 1750)
« Après cette chambre à coucher se trouve une galerie d'une élégance & d'une délicatesse, qui fait honneur au goût de Madame de Pompadour, qui en a imaginé & tracé les desseins elle-même. Toute la menuiserie forme des guirlandes de fleurs, travaillées avec la plus grande légèreté par M. Verbrek, & peintes pas MM. Dinant & Dutout : ces guirlandes renferment de jolis tableau de M. Boucher. L'ameublement est peint sur étoffe par M. Perrot, & représente, ainsi que les tableaux, tous les attributs de l'agriculture : tous ces morceaux sont précieux, & ont été exécutés avec une précision & des graces uniques. Les autres appartemens sont ornés de tableaux de différens Maîtres ; tous les ameublements sont en Pékin de diverses couleurs : par-tout on voit les plus riches tapis de la Savonnerie. » (Piganiol, 1760).

##### Le deuxième étage
« Au second-étage, une lanterne ingénieusement imaginée au milieu du bâtiment, a donné lieu à l'Architecte de pratiquer un grand nombre de petits appartemens occupés par les Seigneurs de la suite du Roi. » (Piganiol, 1760).

##### L'aile des bains
Mme de Pompadour fit aménager dans l'aile des communs du côté de Sèvres un appartement des bains, pour son usage. François Boucher peignit deux tableaux, conservés de nos jours à New York et Washington, La Toilette de Vénus, et Vénus au bain. 

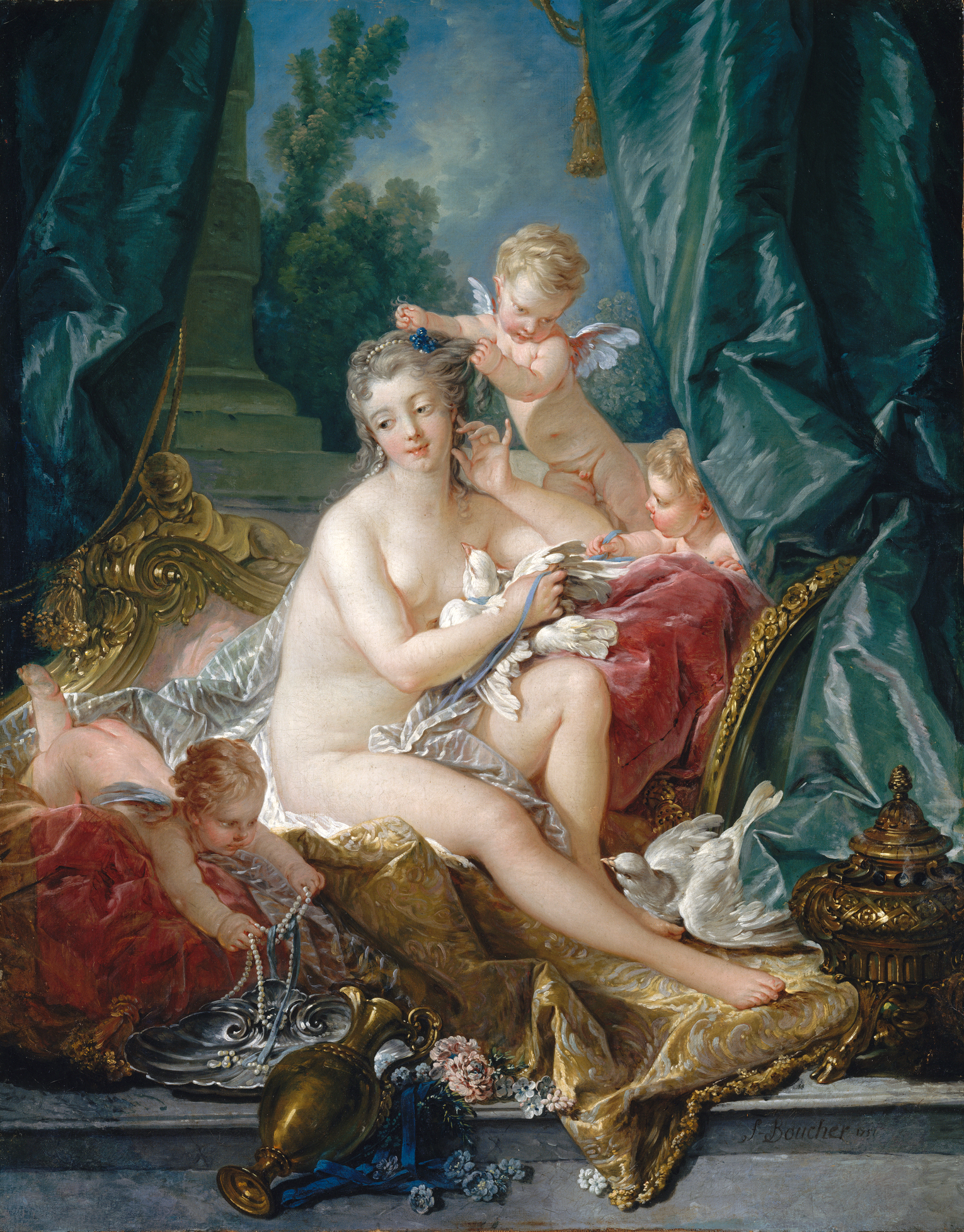
La Toilette de Vénus, par François Boucher, 1751. Met, NY, USA.
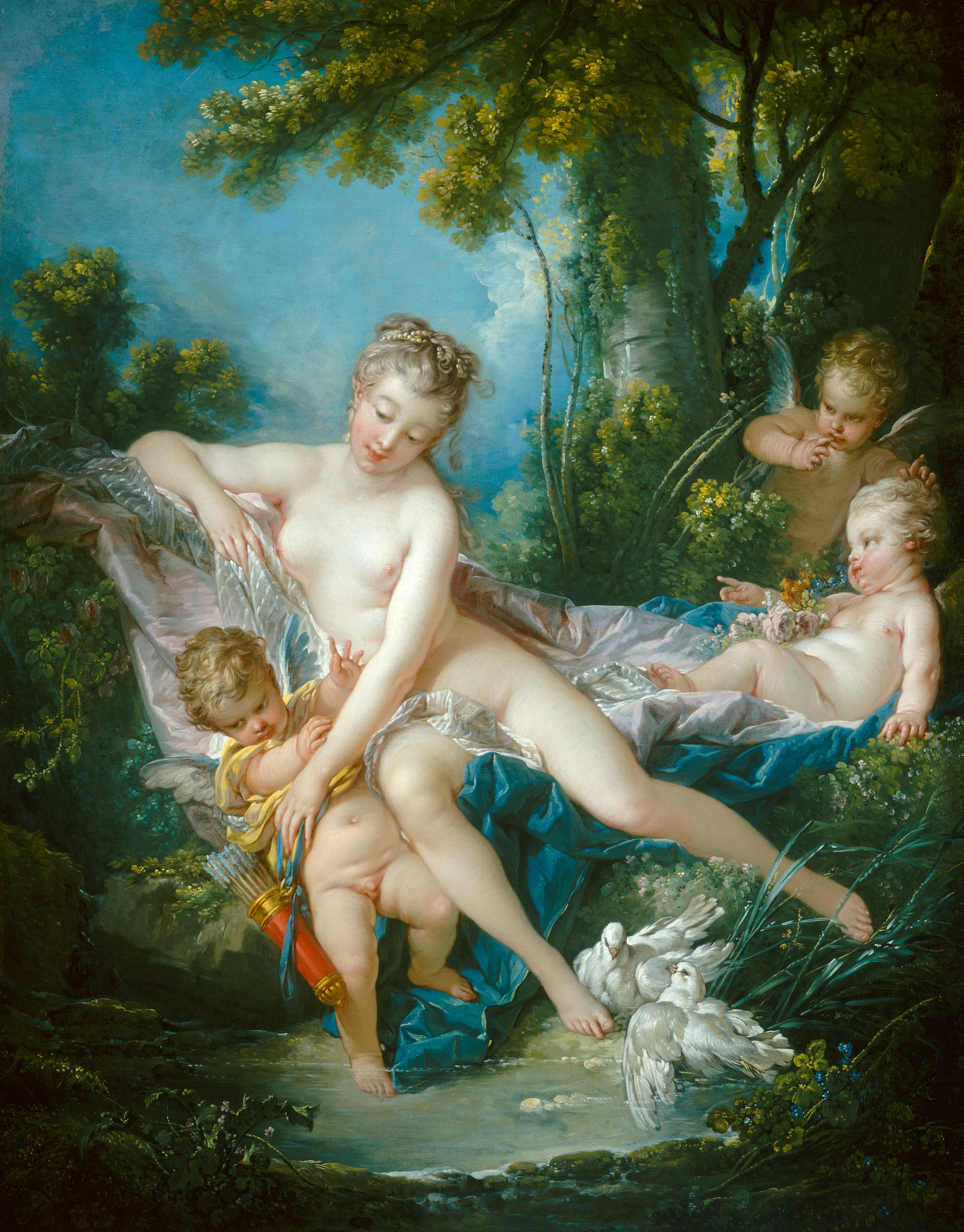
Vénus au bain, François Boucher, 1751, National Gallery of Arts, Whasinghton, USA.

##### Le théâtre de Mme de Pompadour (1750-1757)

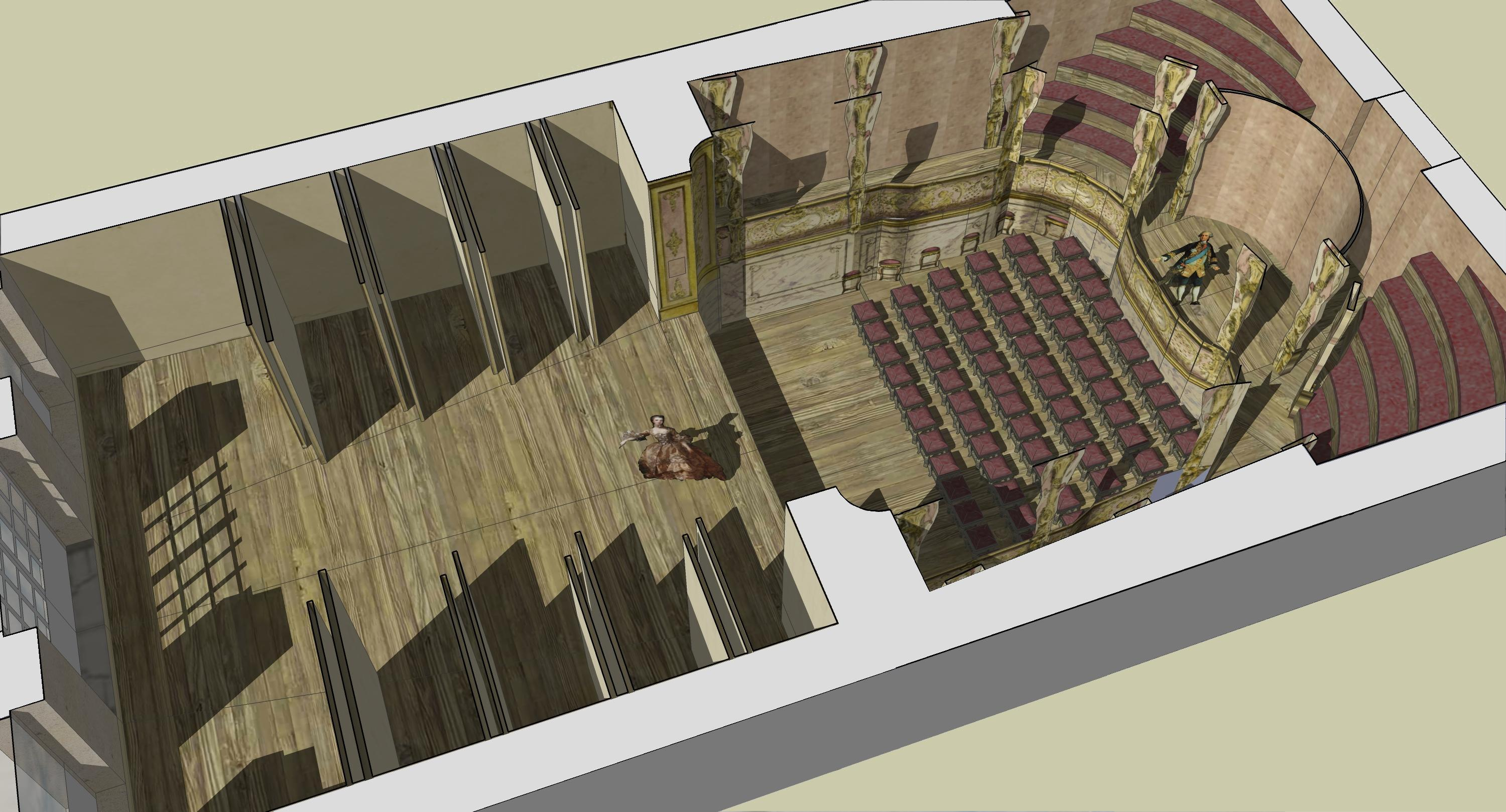
Schéma restituant le volume du théâtre de Bellevue, 1750-1757. par Franck Devedjian (publié dans la revue Versalia 2016).

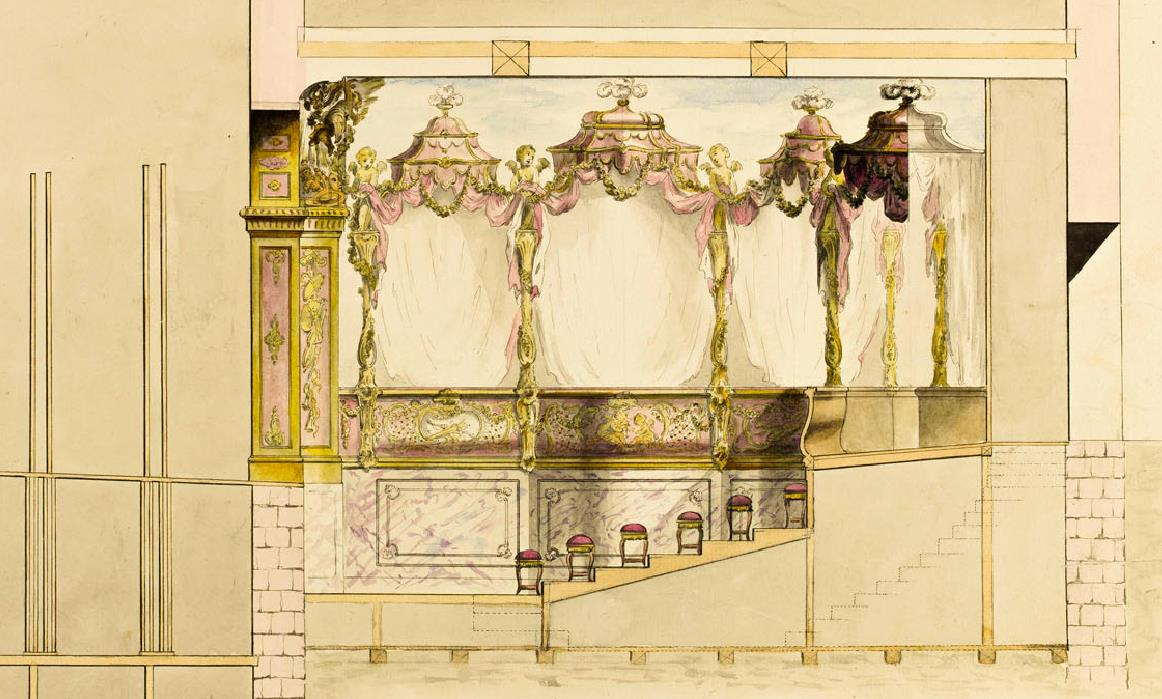
Coupe du théâtre de Bellevue, vers 1752. (Attribution inédite par Franck Devedjian, voir Versalia 2016.)

#### Au temps de Louis XV (1757-1774): le triplement de la superficie
Louis XV va entreprendre à Bellevue de grands travaux, pour son compte. C'est à lui que l'on doit notamment les travaux d'agrandissements et d'embellissement de la toute fin de son règne, en 1773, juste un an avant sa mort. L'ensemble est déjà d'un style fortement néo-classique, que ses filles, Mesdames, développeront encore, en fonction de leurs goûts. 

##### Les modifications de 1767

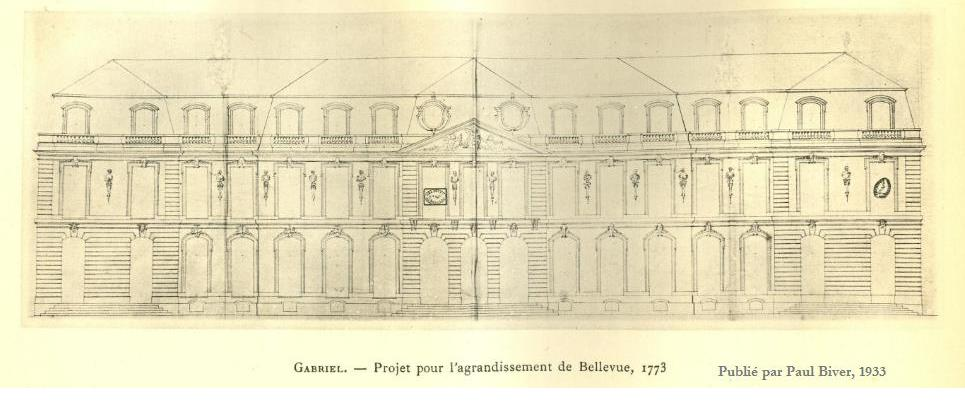
Projet d'agrandissement de Bellevue, non réalisé. Ange-Jacques Gabriel, vers 1766.

###### La chapelle
Doyen peignit pour la nouvelle chapelle de Bellevue un grand tableau ayant pour sujet l'Adoration des mages. L'œuvre est conservée de nos jours en l'église Saint-Martin de Mitry-Mory.

###### Le nouveau décor de la salle à manger, pièce centrale du château
En juillet 1766 sont commandés quatre dessus de porte pour la salle à manger, à savoir :
- Les Noces de Persées troublées par Phinée, et ce dernier avec ses soldats changés en statues à l'aspect de la tête de Méduse, par Taraval ;
- Le Festin donné aux dieux par Tantale, où Jupiter ressuscite Pélops et lui remet une épaule d'yvoire, la sienne ayant été mangée par Cérès, par Taraval ;
- Le Combat d'Hercule et des Lapithes contre les centaures aux noces de Pithoüs, de Durameau ;
- Le Festin des dieux, décrit au premier livre de l'Iliade, où Vulcain leur servant à voir, il s'éleva entre eux un rire inextinguible, par Durameau.

Mais Durameau ne peindra jamais les deux toiles promises, car il était trop occupé à peindre le plafond de l'opéra royal de Versailles.  

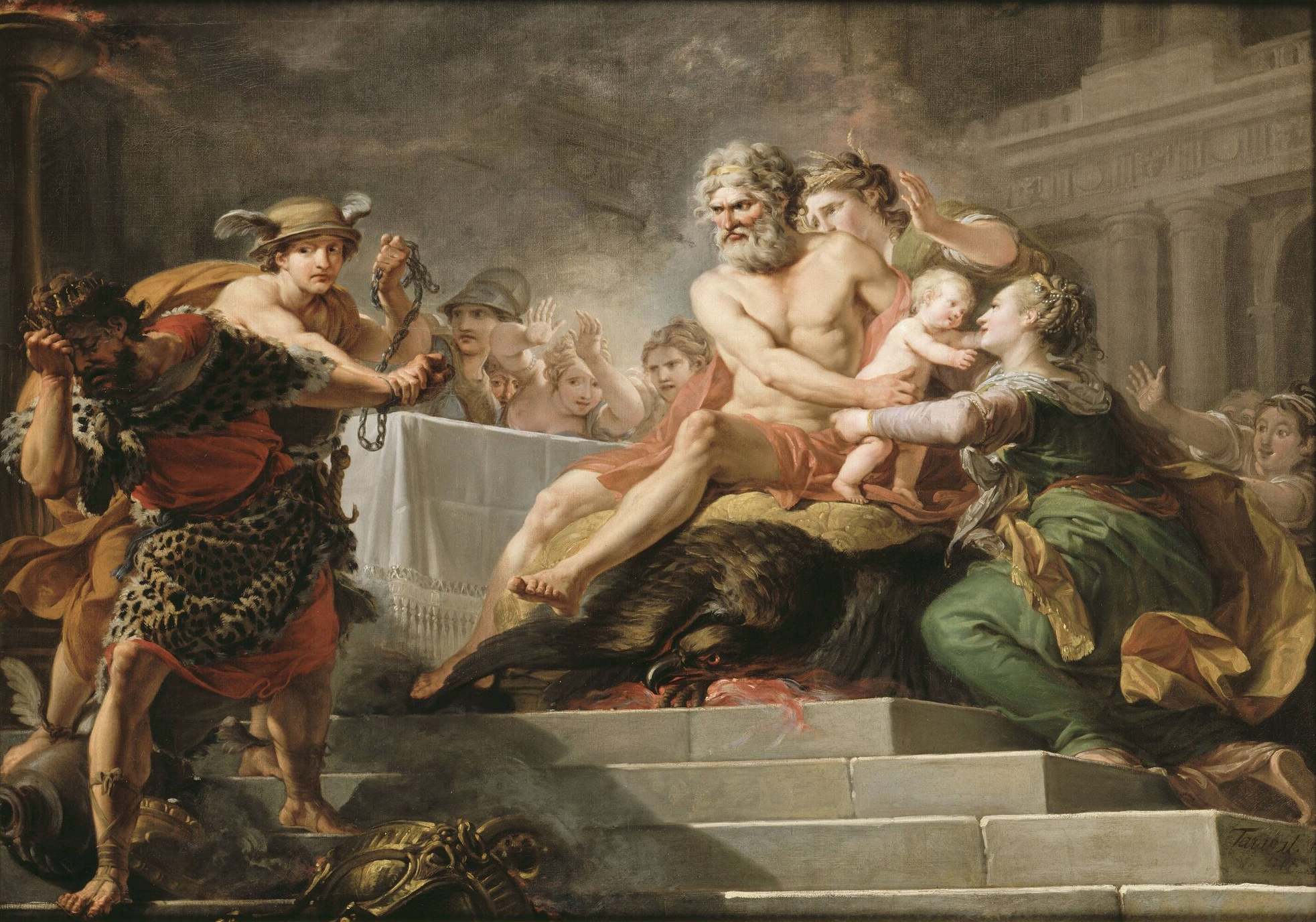
Le festin donné aux dieux par Tantale, Hugues Taraval, 1767. Musée de Versailles.
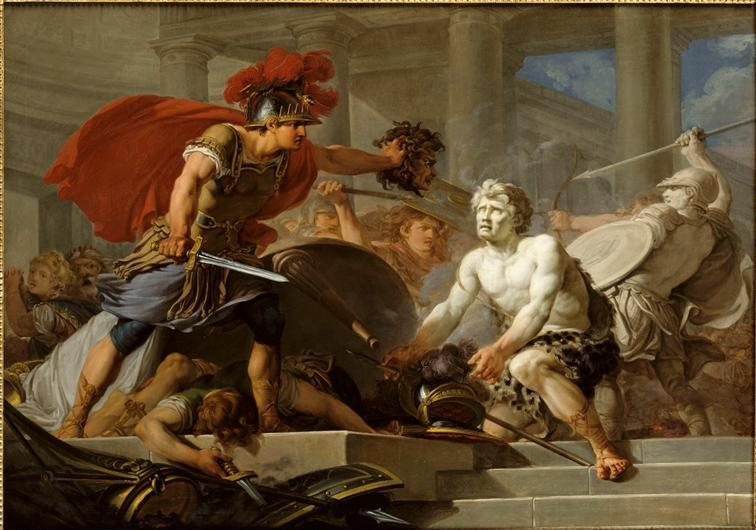
Les Noces de Persée et Andromède troublées par Phinée, Hugues Taraval, 1767. Musée de Versailles.

###### La chambre de Louis XV

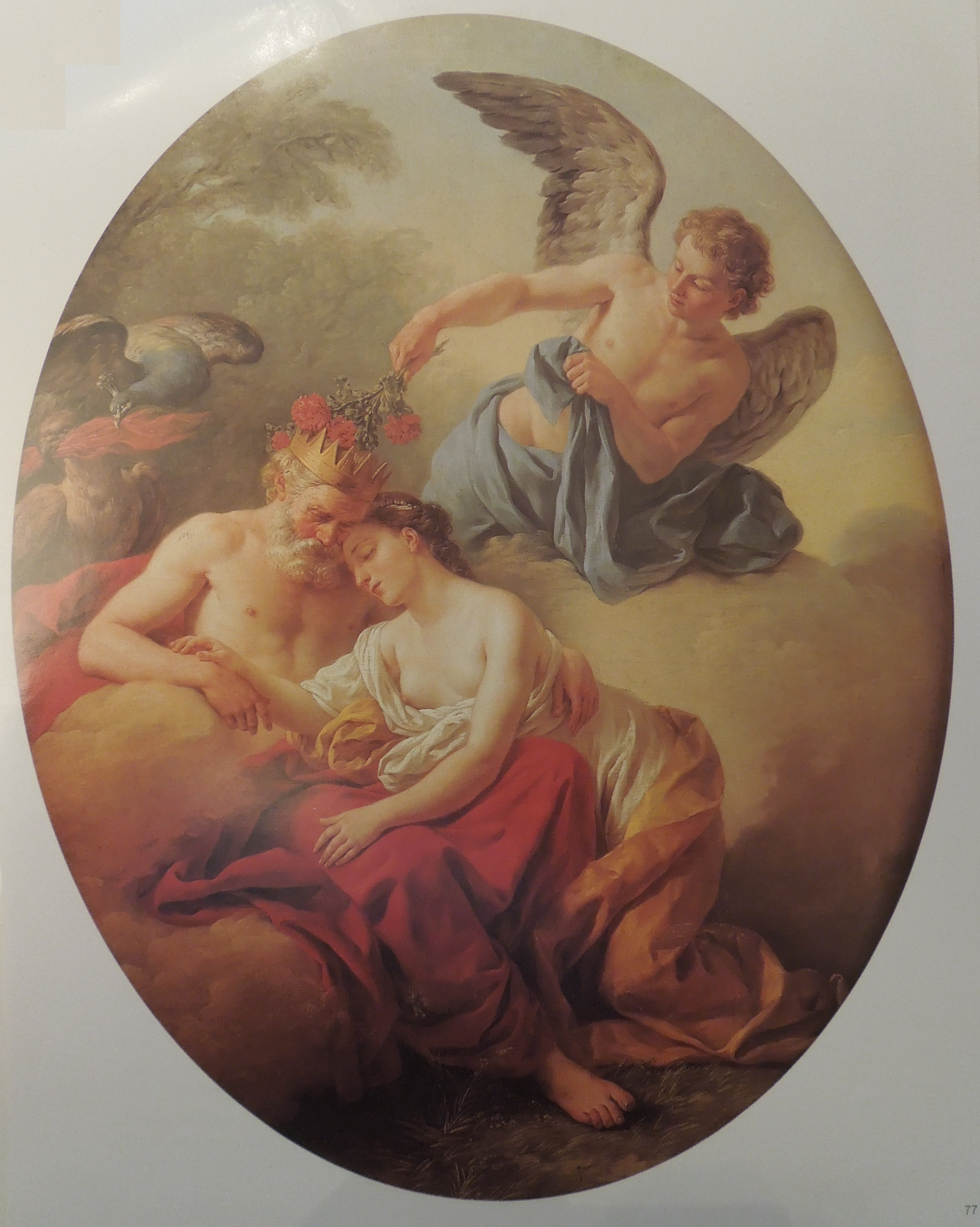
Jupiter et Junon sur le mont Ida, par Lagrénée, 1767. Peint pour la chambre du roi, œuvre placée entre les deux croisées.

Les trois toiles représentant Mme Pompadour en sultane laissèrent place à trois nouvelles œuvres commandées à Lagrénée, dont le talent était alors reconnu. 

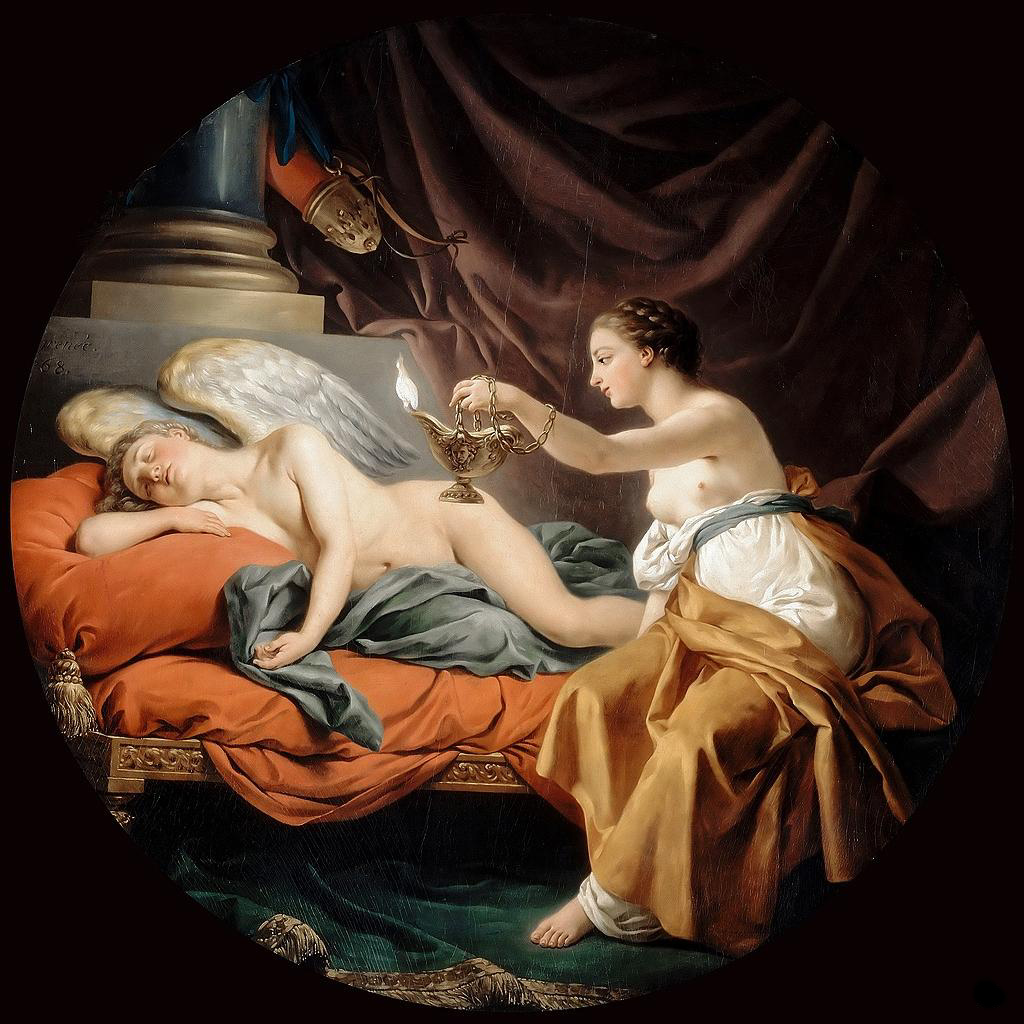
Psyché surprend l'Amour endormi, Louis Lagrénée, 1768. Musée du Louvre.
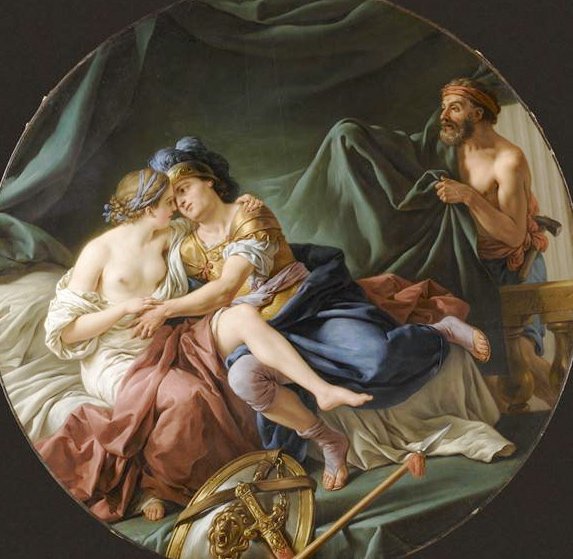
Mars et Vénus surpris par Vulcain, Louis Lagrénée, 1768. Musée du Louvre.

###### Le salon des jeux (ancien cabinet de compagnie deMmede Pompadour)
Les tableaux de Carle Van Loo qui ornaient la pièce au temps de Mme de Pompadour vont laisser place à quatre petits tableaux circulaires peints par Jean Restout, qui prendront la place des petits tableaux de Van Loo.  
Deux autres toiles, plus grandes, ont été commandées en 1767 à Fragonard, Le Jour et La Nuit. Mais en 1773, ces tableaux n'étaient toujours pas réalisés. Avec la mort du roi Louis XV en 1774, il se peut que ces toiles n'aient jamais été réalisées.  

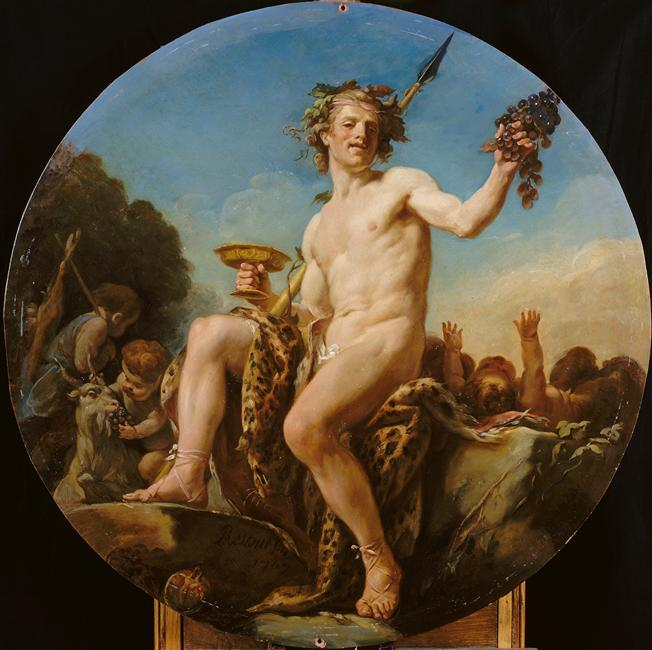
L'Automne, par Jean Restout, musée de Versailles, inv. MV 7357.
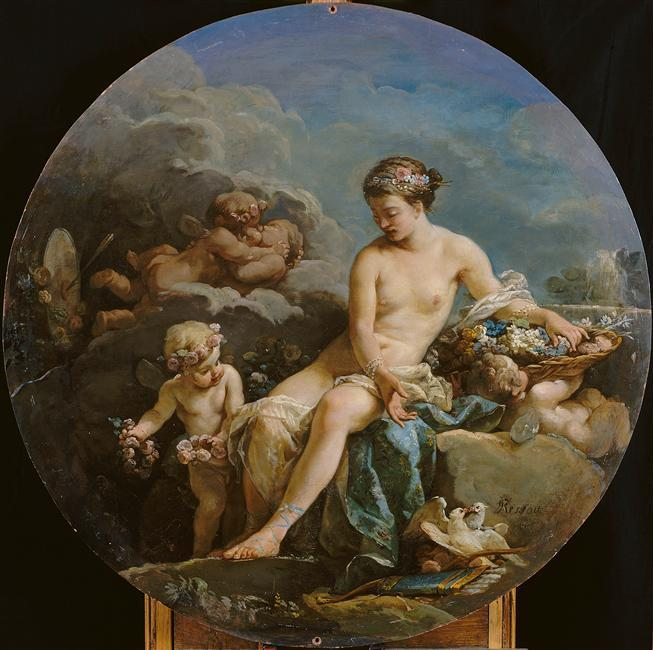
Le Printemps, par Jean Restout, musée de Versailles, inv. MV 7355.
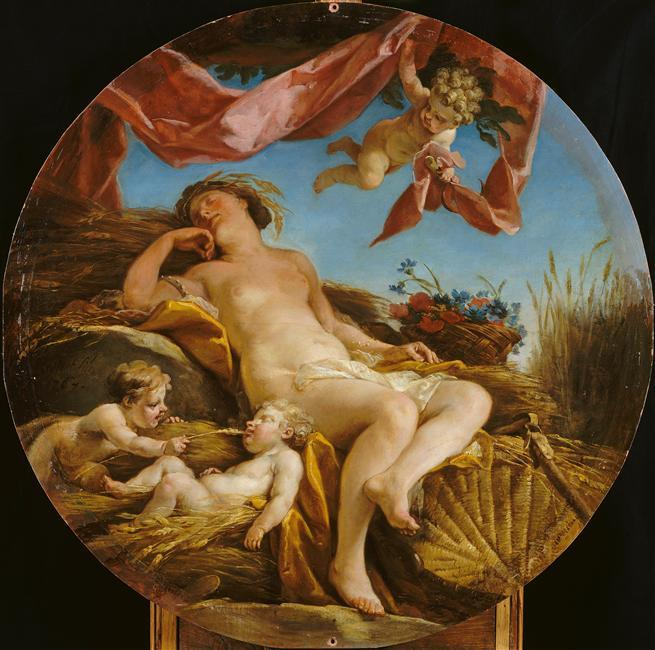
L'Été, par Jean Restout, musée de Versailles, inv. MV 7356.
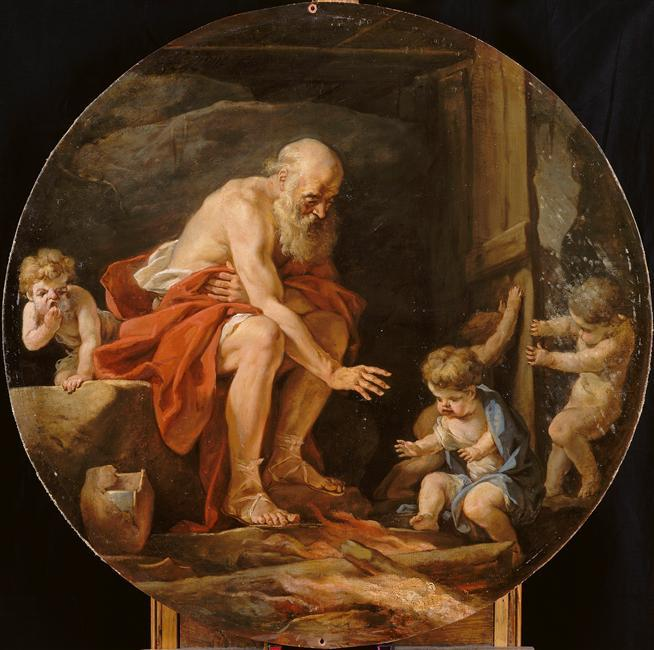
L'Hiver, par Jean Restout, musée de Versailles, inv. MV 7358.

###### Le salon de musique

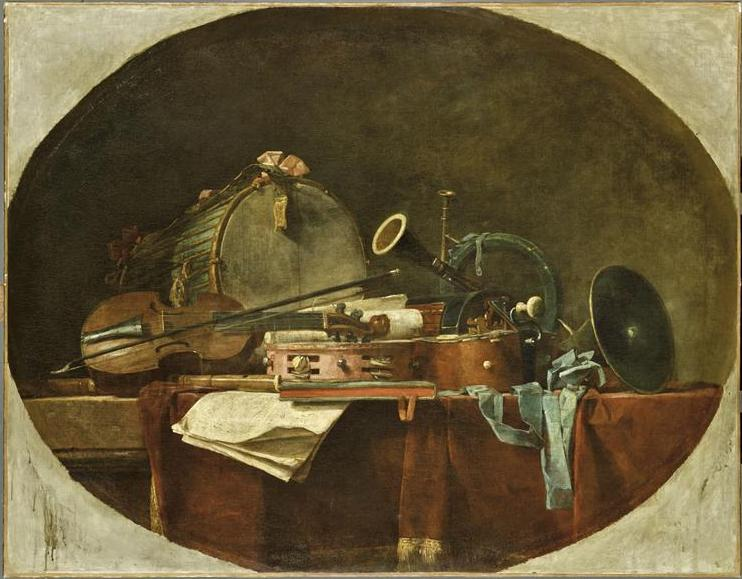
Les Attributs de la musique civile, par Chardin, musée du Louvre. 1767.
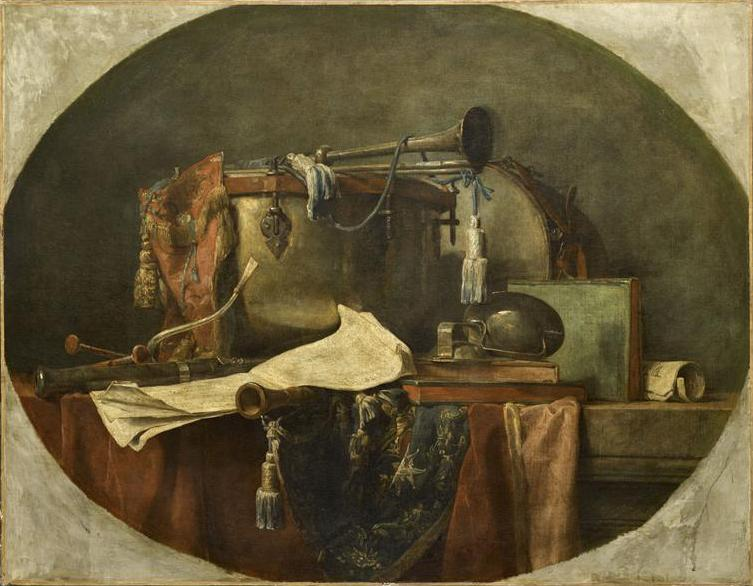
Les Attributs de la musique militaire, par Chardin, Musée du Louvre. 1767.

##### Les grandes modifications de 1773

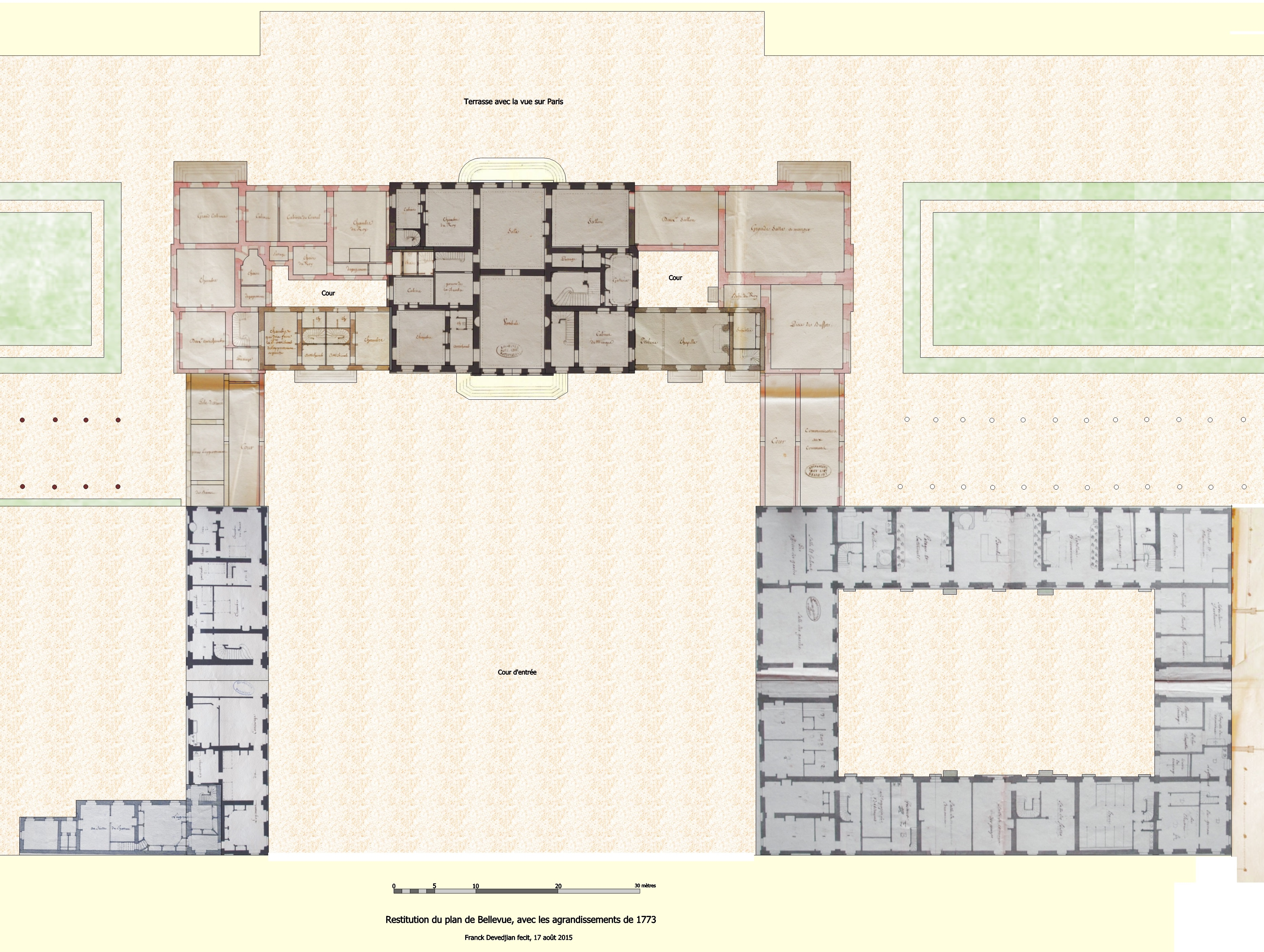
Plan du château de Bellevue, avec les agrandissements de 1773.

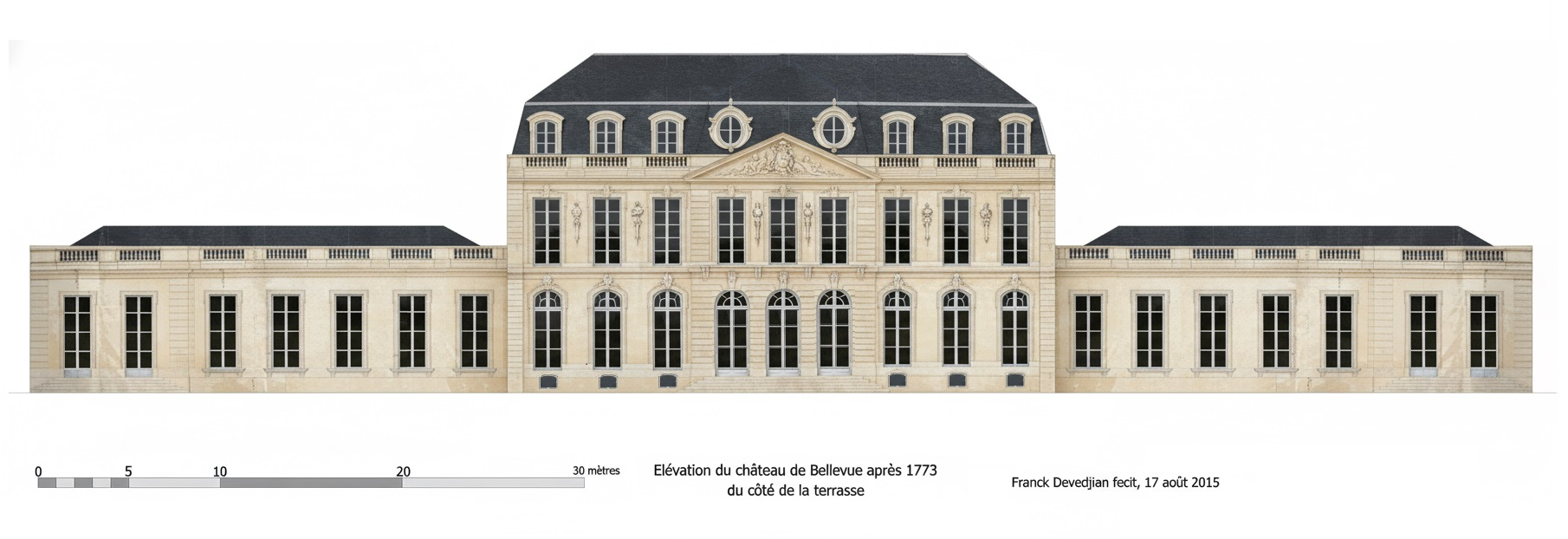
Restitution de l'élévation du château de Bellevue avec les agrandissements de 1773, ordonnés par Louis XV.

###### Le deuxième salon, à la suite du salon des jeux

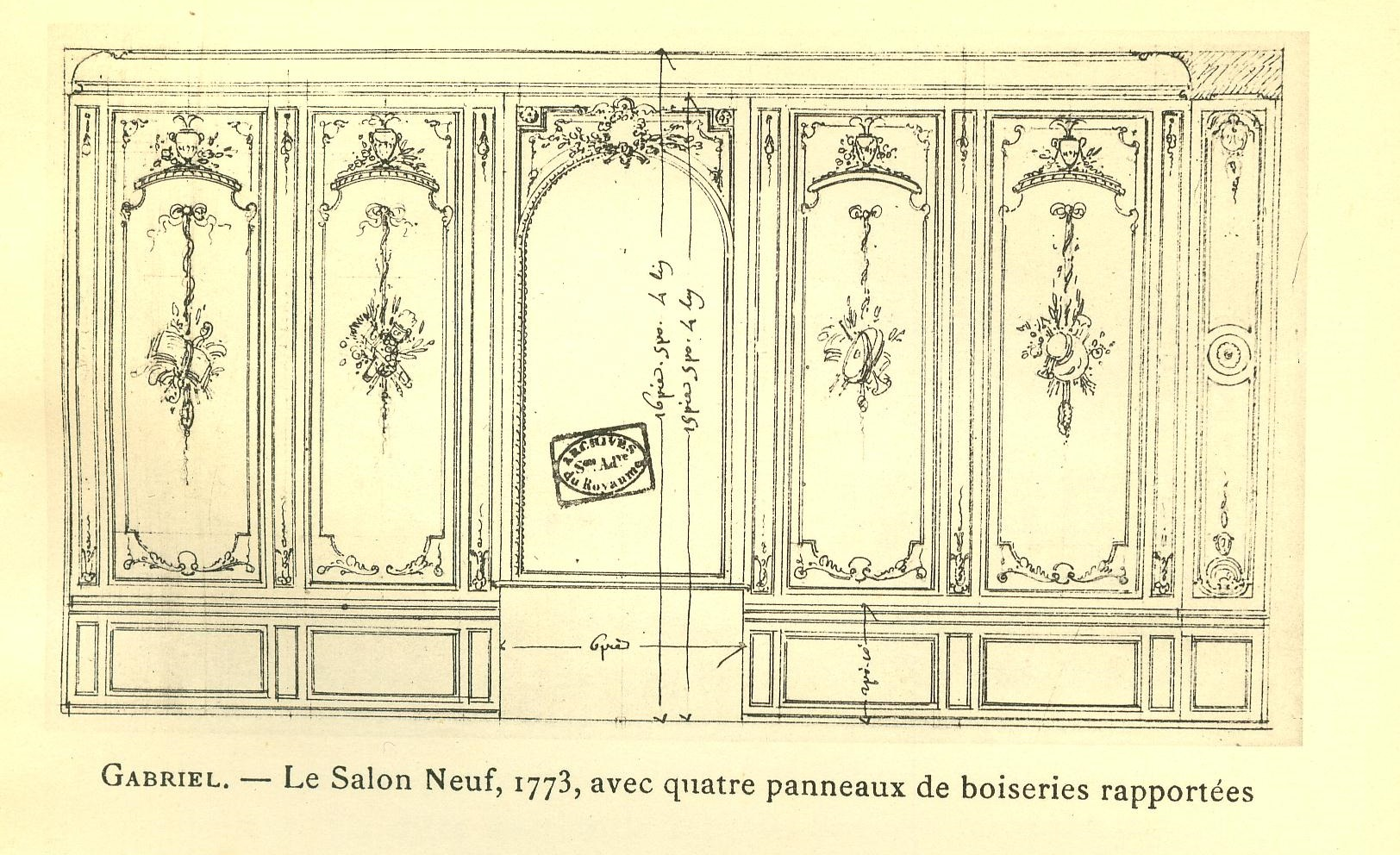
Paroi face aux croisées du deuxième salon. Avec des boiseries remployées datant vers 1750.

Nous ne connaissons pas les toiles qui devaient orner les dessus-de-porte de la pièce. 

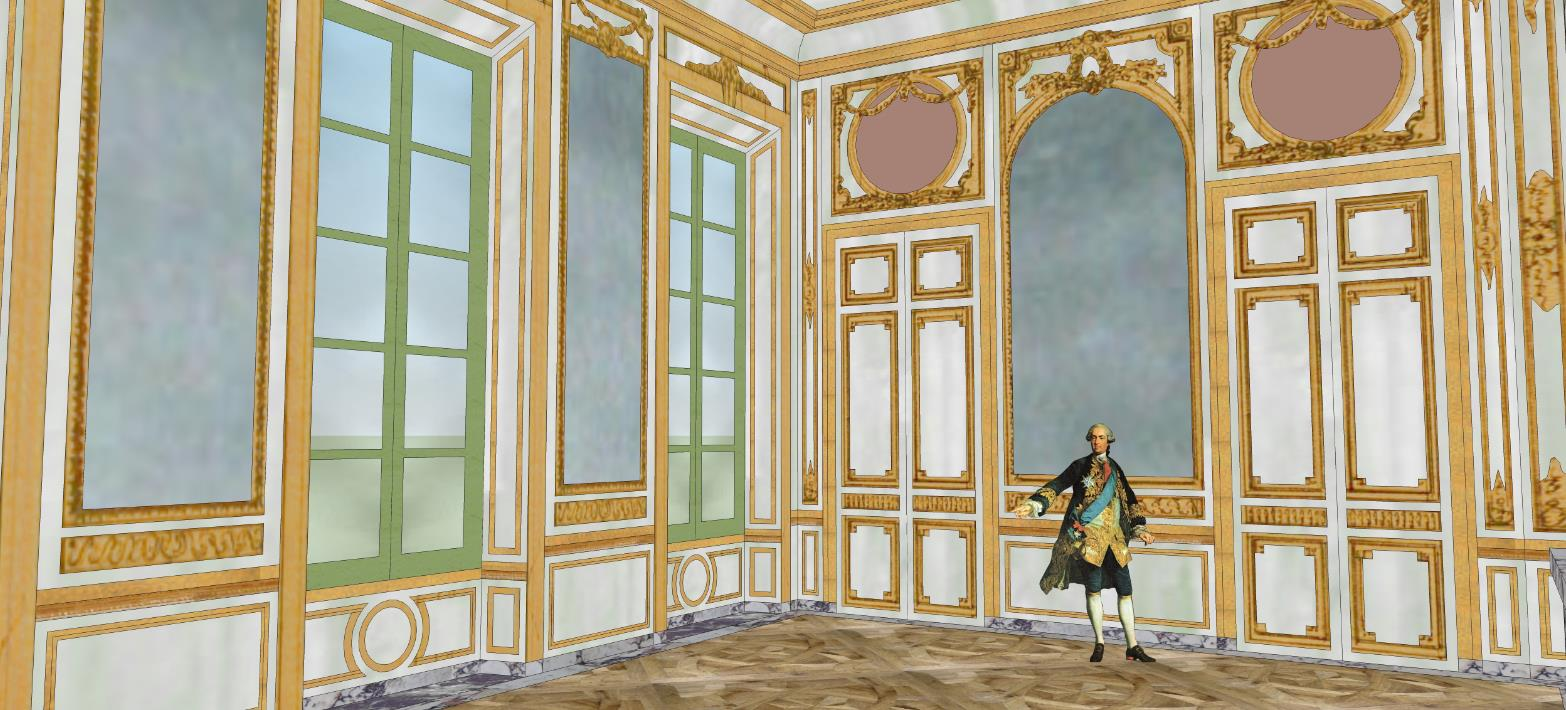
Restitution du deuxième salon, vers 1774. Vue du côté des fenêtres.
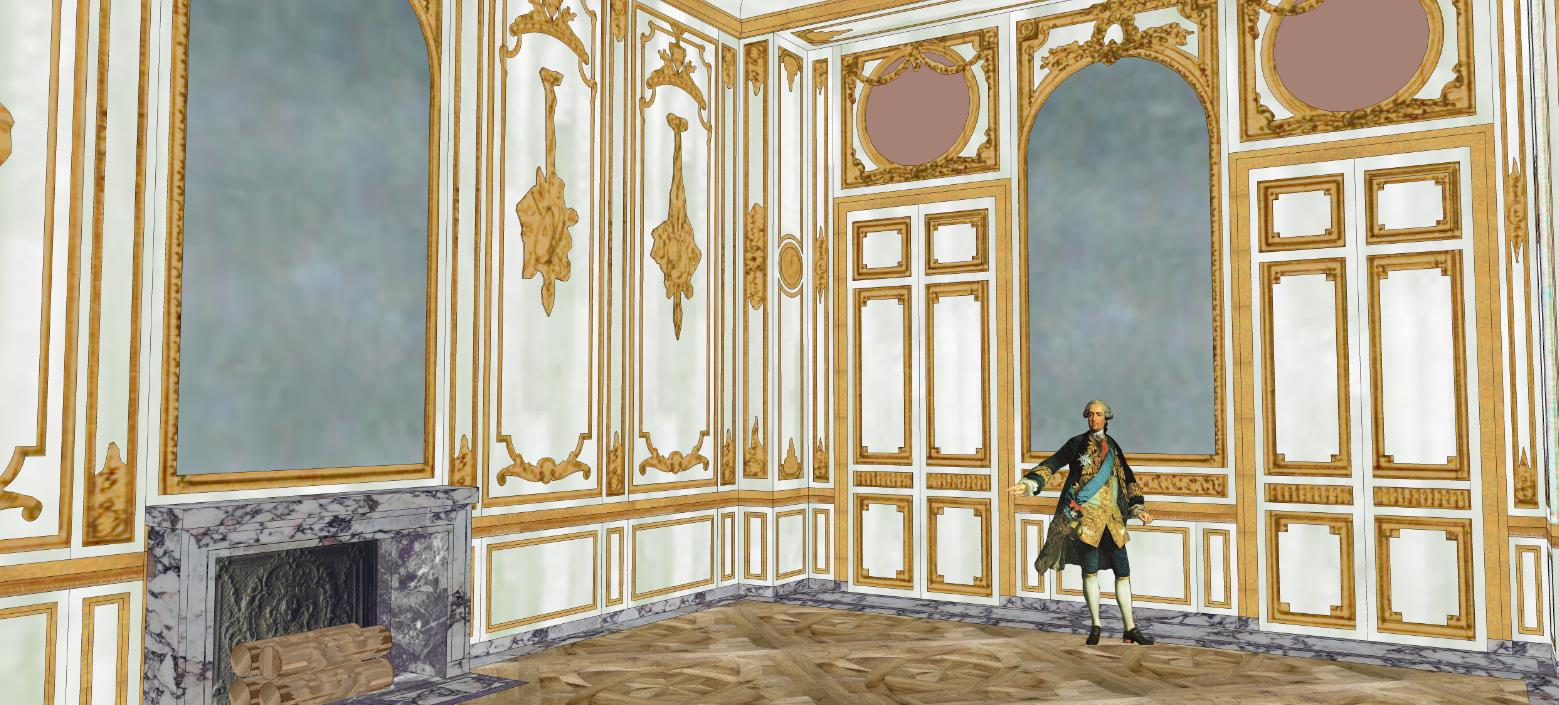
Restitution du deuxième salon, vers 1774. Vue du côté des boiseries.

###### La salle à manger

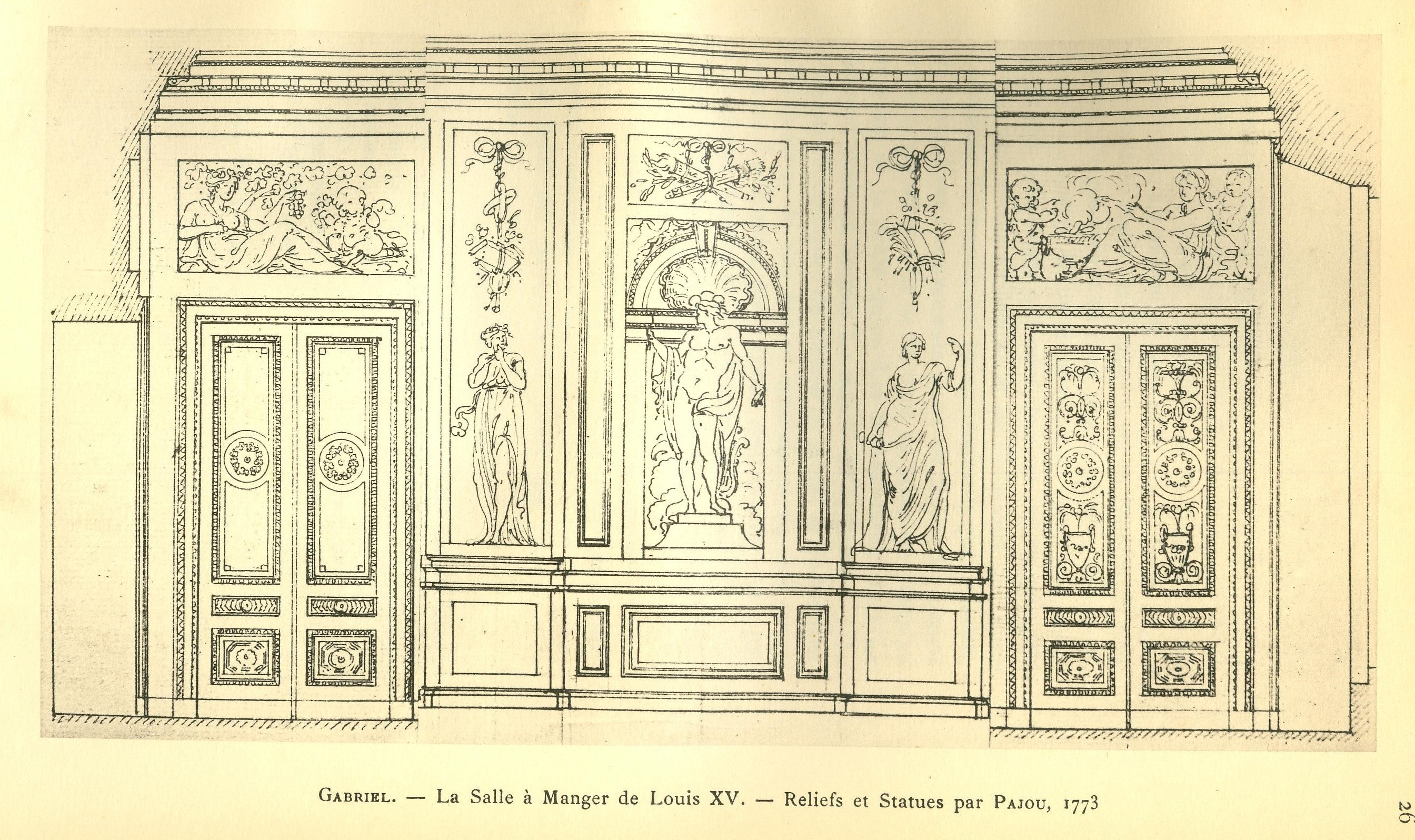
Paroi du côté de Sèvres du grand salon de Bellevue, 1773. Non achevé à la mort de Louis XV en 1774. Archives nationales.

Cette pièce monumentale, avec son sol en marbre, devait être tout entière réalisée en stéréotomie de pierre, avec statues des neuf muses, sculptures de Pajou. Mais à la mort de Louis XV, les sculptures n'étaient pas encore achevées, et le décor n'avait pas été mis en place. De nombreux projets conservent néanmoins le décor voulu par Ange-Jacques Gabriel, fort novateur, et corrigé par Louis XV.

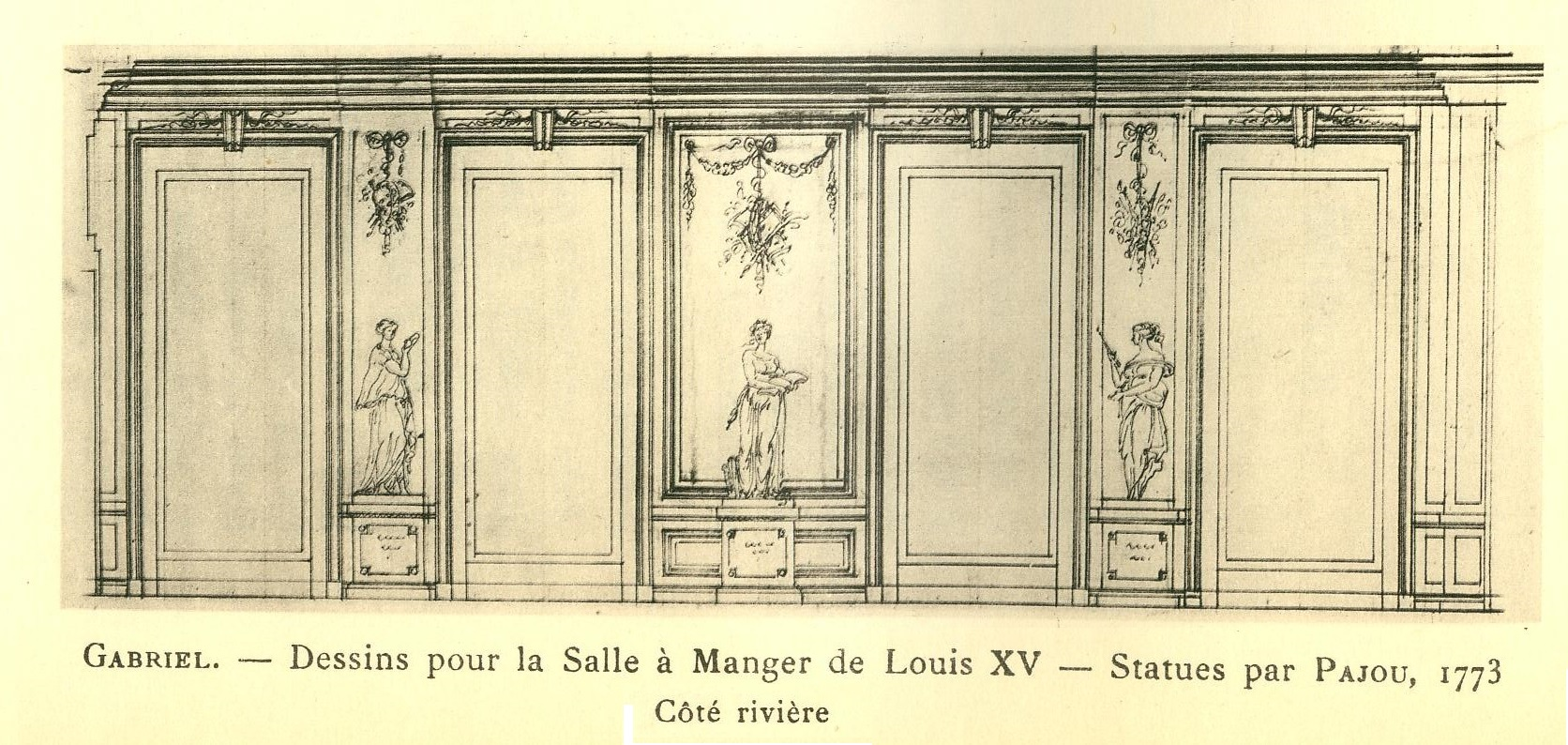
Paroi du côté de la Seine du grand salon de Bellevue, 1773. Non achevé à la mort de Louis XV en 1774. Archives nationales.
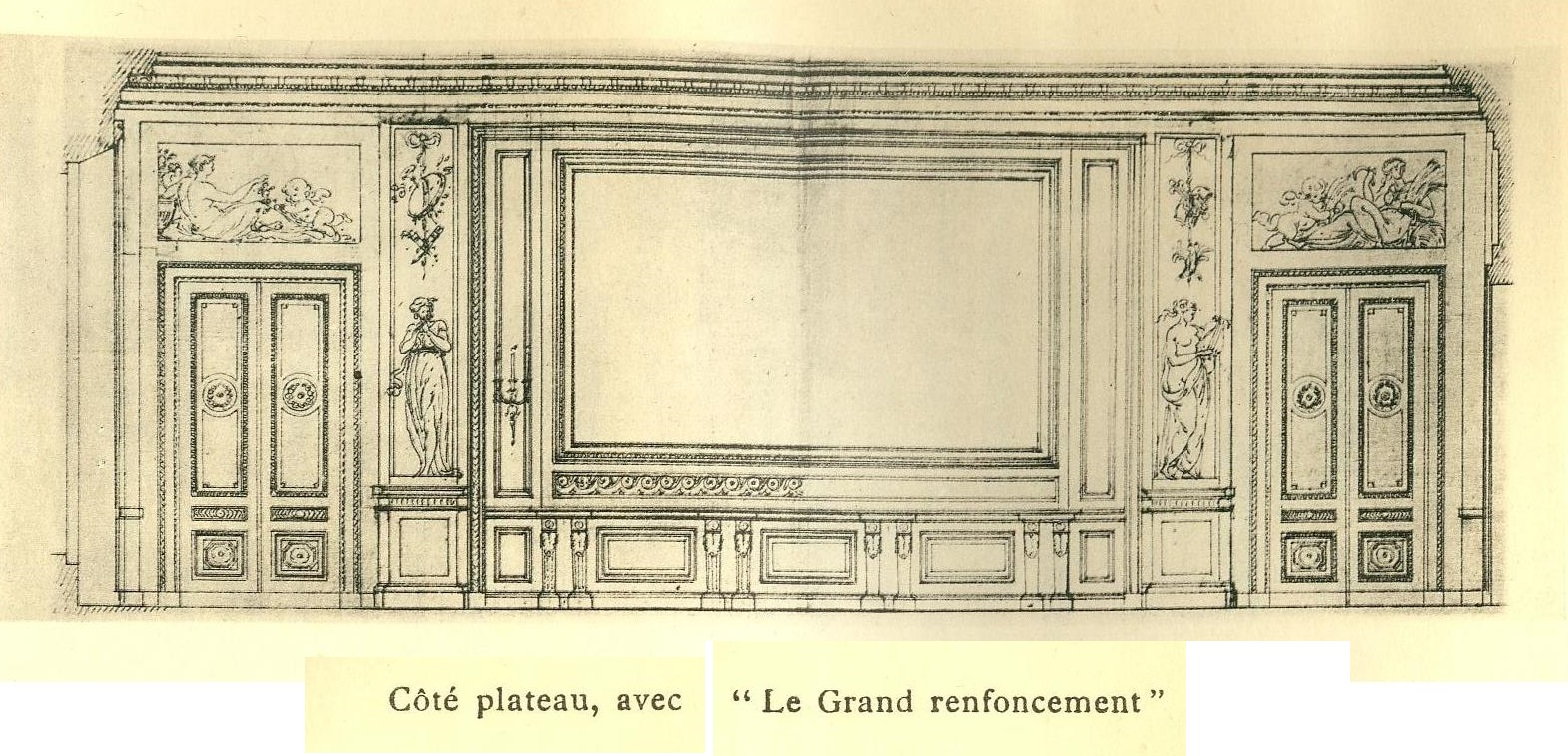
Paroi du côté opposé aux quatre croisées du grand salon de Bellevue, 1773. Non achevé à la mort de Louis XV en 1774. Archives nationales.
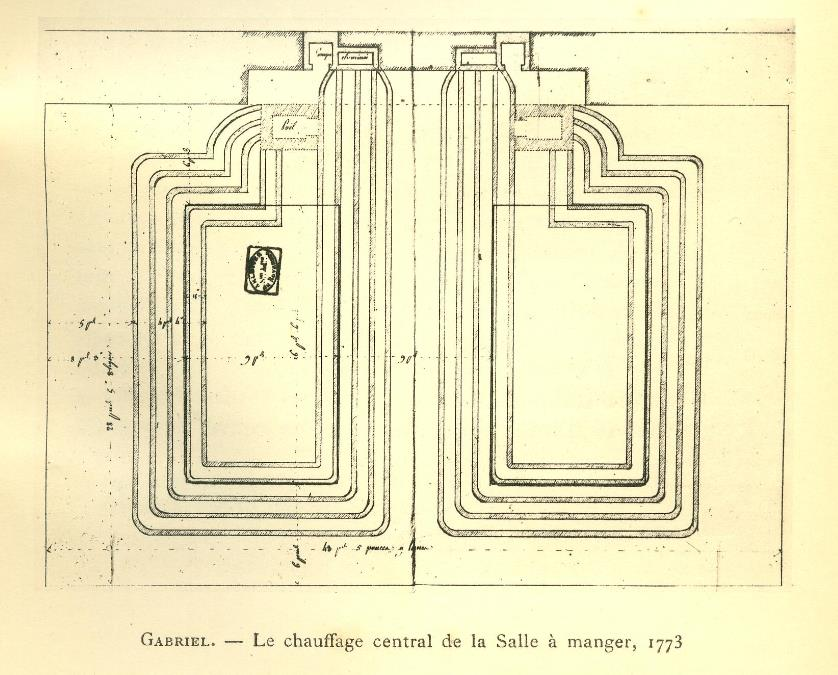
Plan du système de chauffage au sol du grand salon de Bellevue, 1773.  Archives nationales.

###### La pièce du buffet
Cette pièce fut aussi voulue en appareillage de pierre.

#### Au temps de Mesdames: un intérieur néo-classique aménagé avec luxe

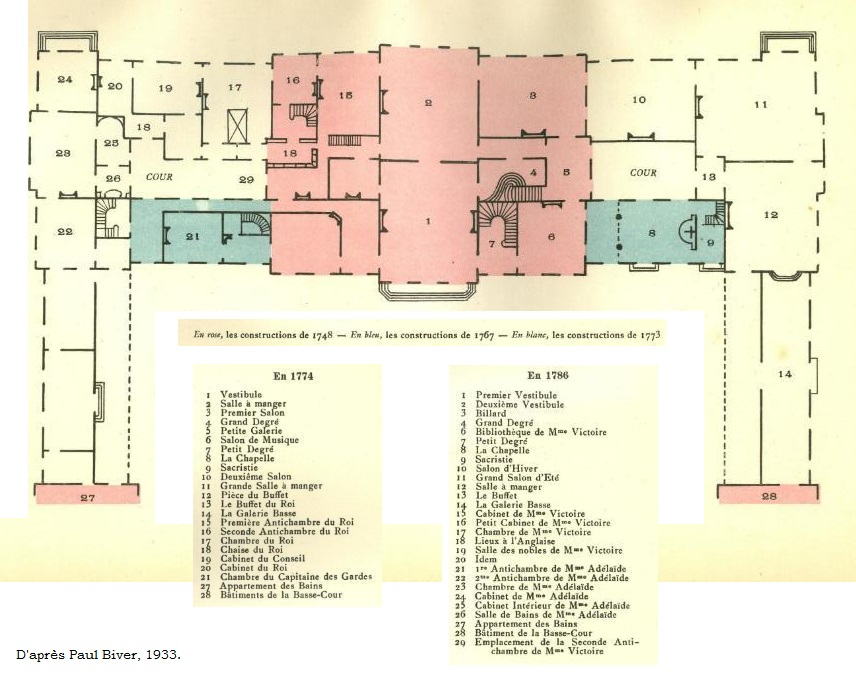
Distribution du rez-de-chaussée de Bellevue en 1786 (légende de droite).

Mesdames Victoire, Adélaïde et Louise de France, propriétaires du château à l'époque de Louis XVI, y commanderont d'importants ensembles mobiliers à la dernière mode néo-classique.  Aujourd'hui, certains meubles d’ébénisterie et de menuiserie de Bellevue sont conservés au Musée du Louvre, au Château de Versailles et au Musée des Arts décoratifs à Paris.

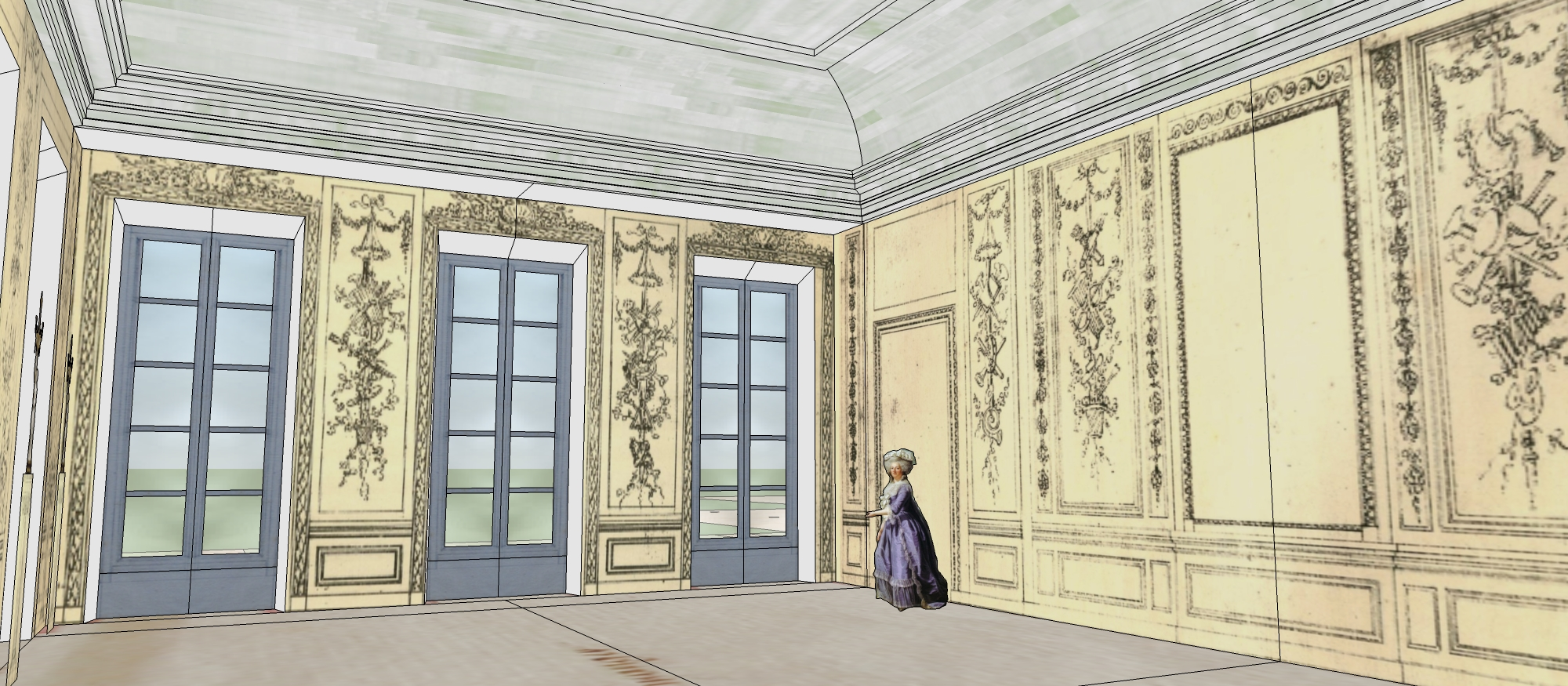
Schéma restituant le volume du Grand Salon au temps de Mesdames, vers 1785.

##### L'appartement deMmeAdélaïde

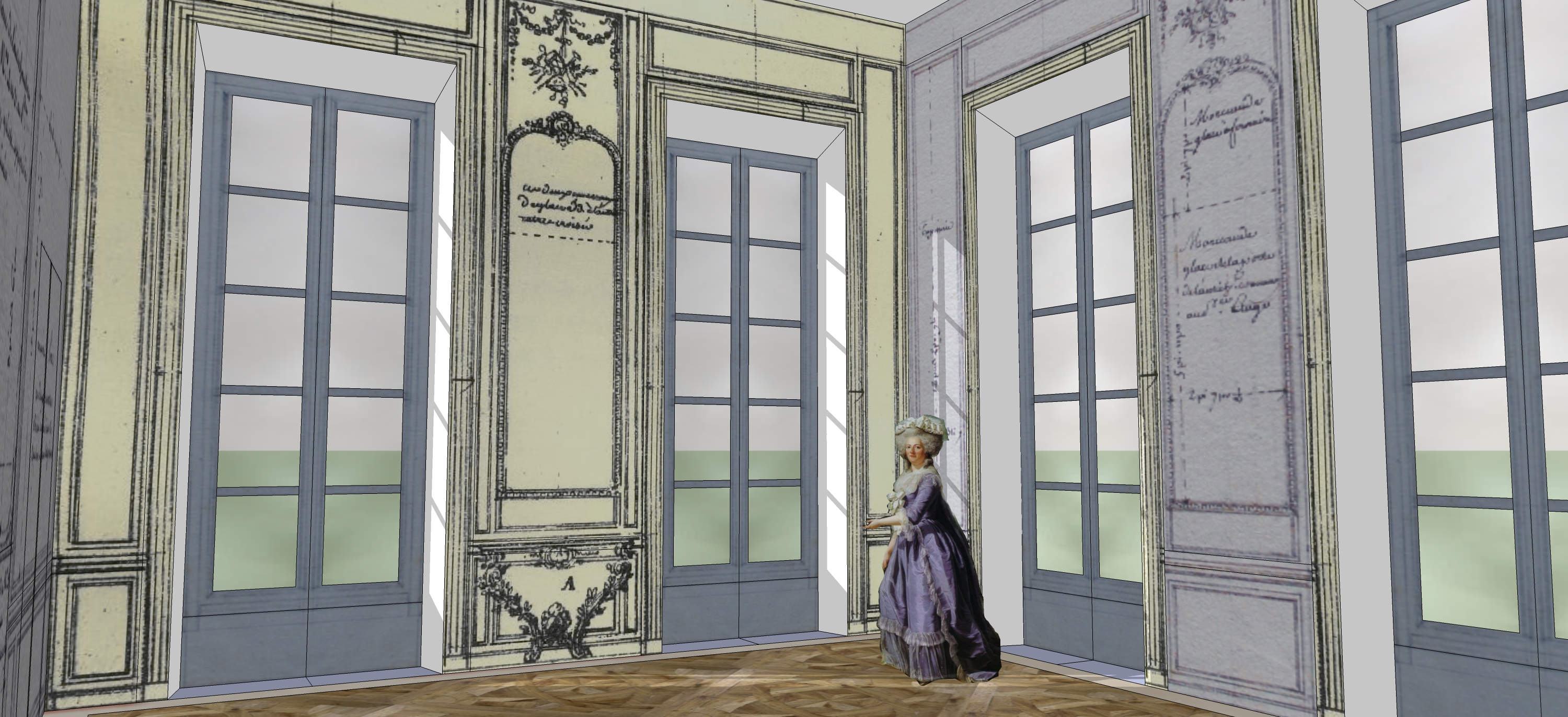
Schéma restituant le cabinet de Mme Adélaïde à Bellevue, vers 1775, avec les boiseries et glaces remployées.

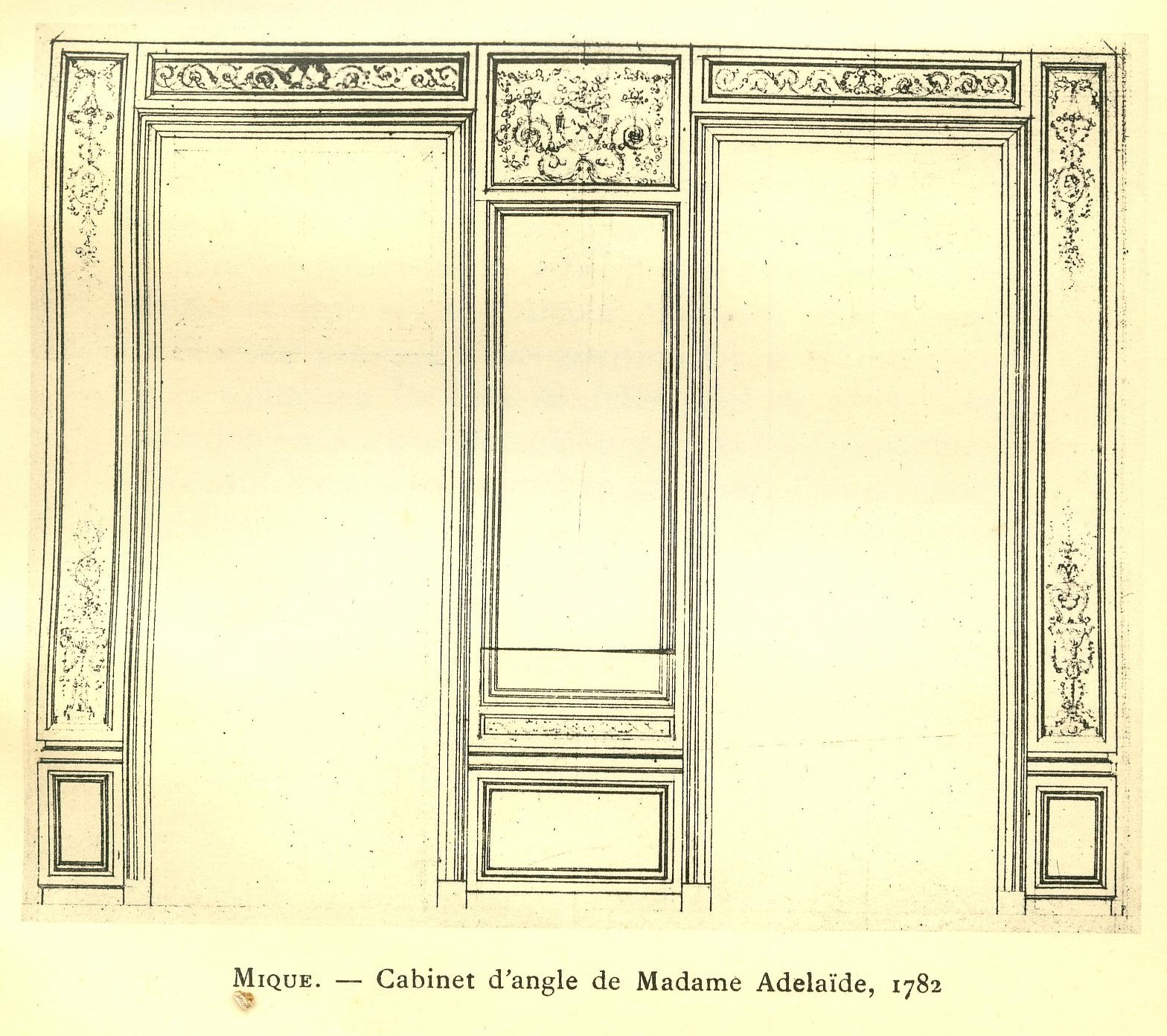
Elevation de la paroi côté Sèvres du cabinet d'angle de Mme Adélaïde, avec modification du décor proposée par l'architecte Richard Mique. Archives nationales. 1782.

Les appartements de Mesdames ont d'abord été agencés avec un réemploi des boiseries anciennes datant du temps de Mme de Pompadour. Puis un programme nouveau de décoration est venu modifier l'ensemble du décor. 

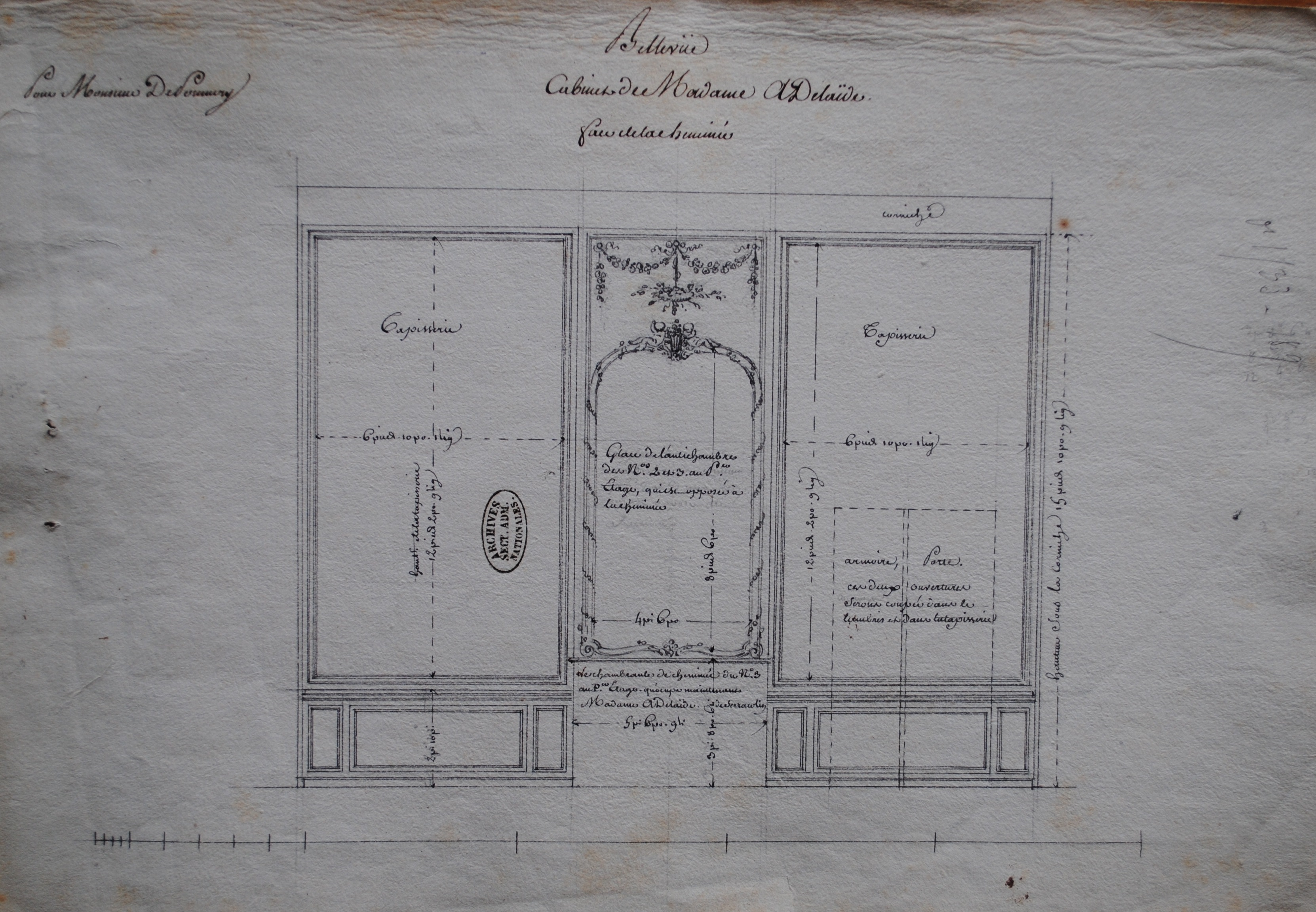
Paroi du côté de l'aile des bains du cabinet d'angle de Mme Adélaïde à Bellevue, vers 1775. Archives nationales.

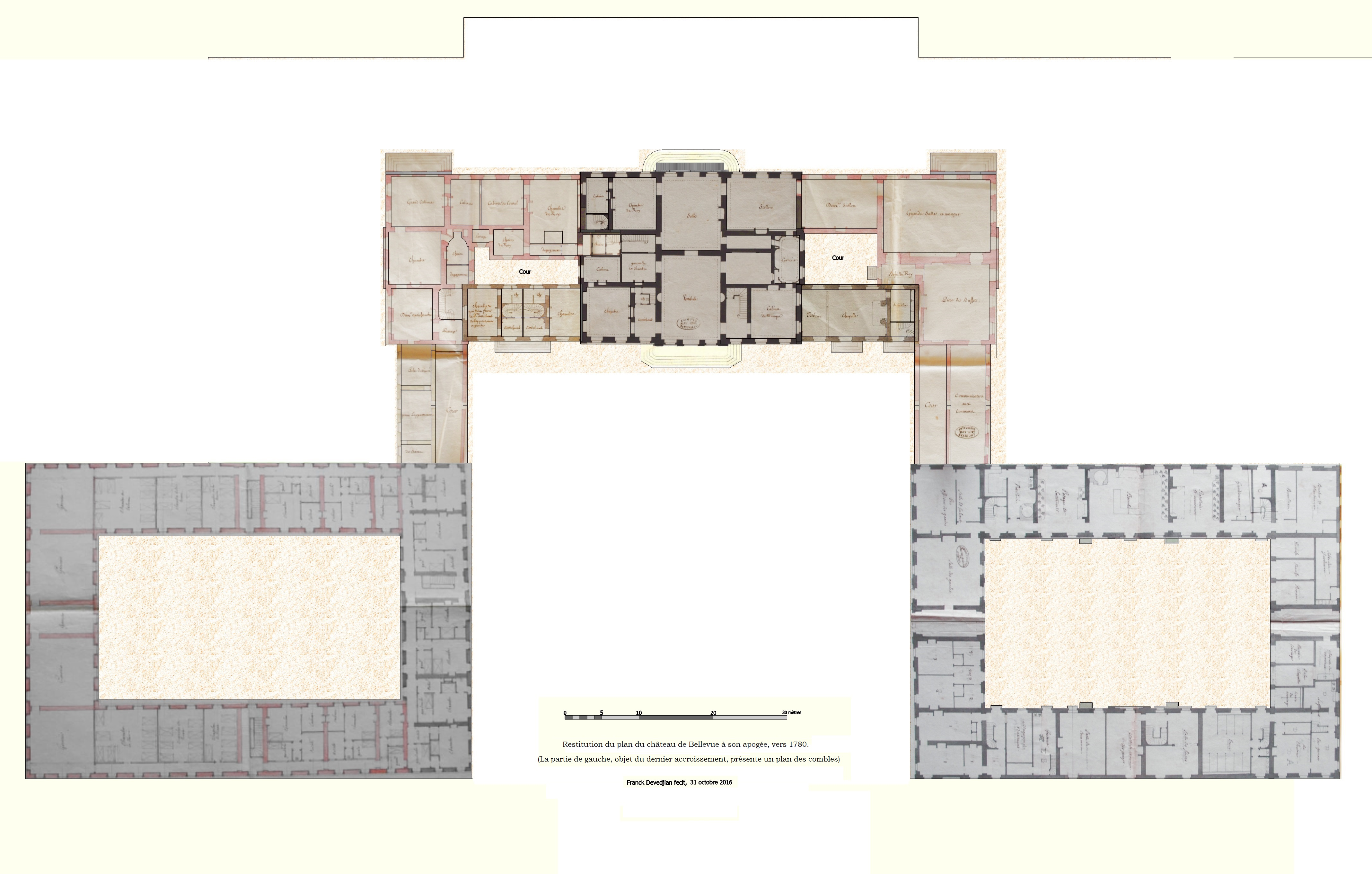
Plan du château de Bellevue tel qu'il aurait dû être dans sa configuration définitive, avec le projet d'agrandissement de l'aile des bains à gauche.

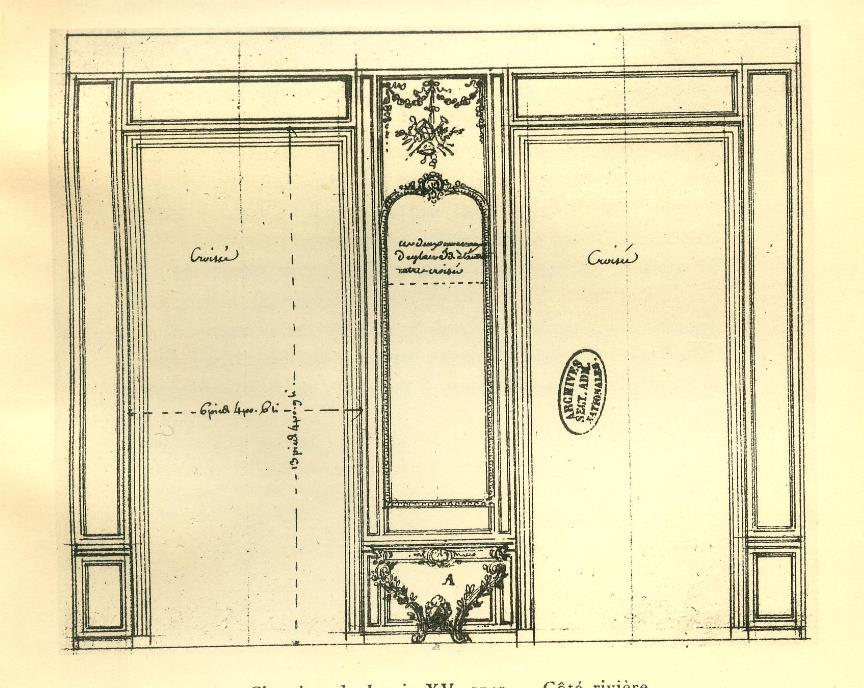
Paroi du côté de Sèvres du cabinet d'angle de Mme Adélaïde à Bellevue, vers 1775.
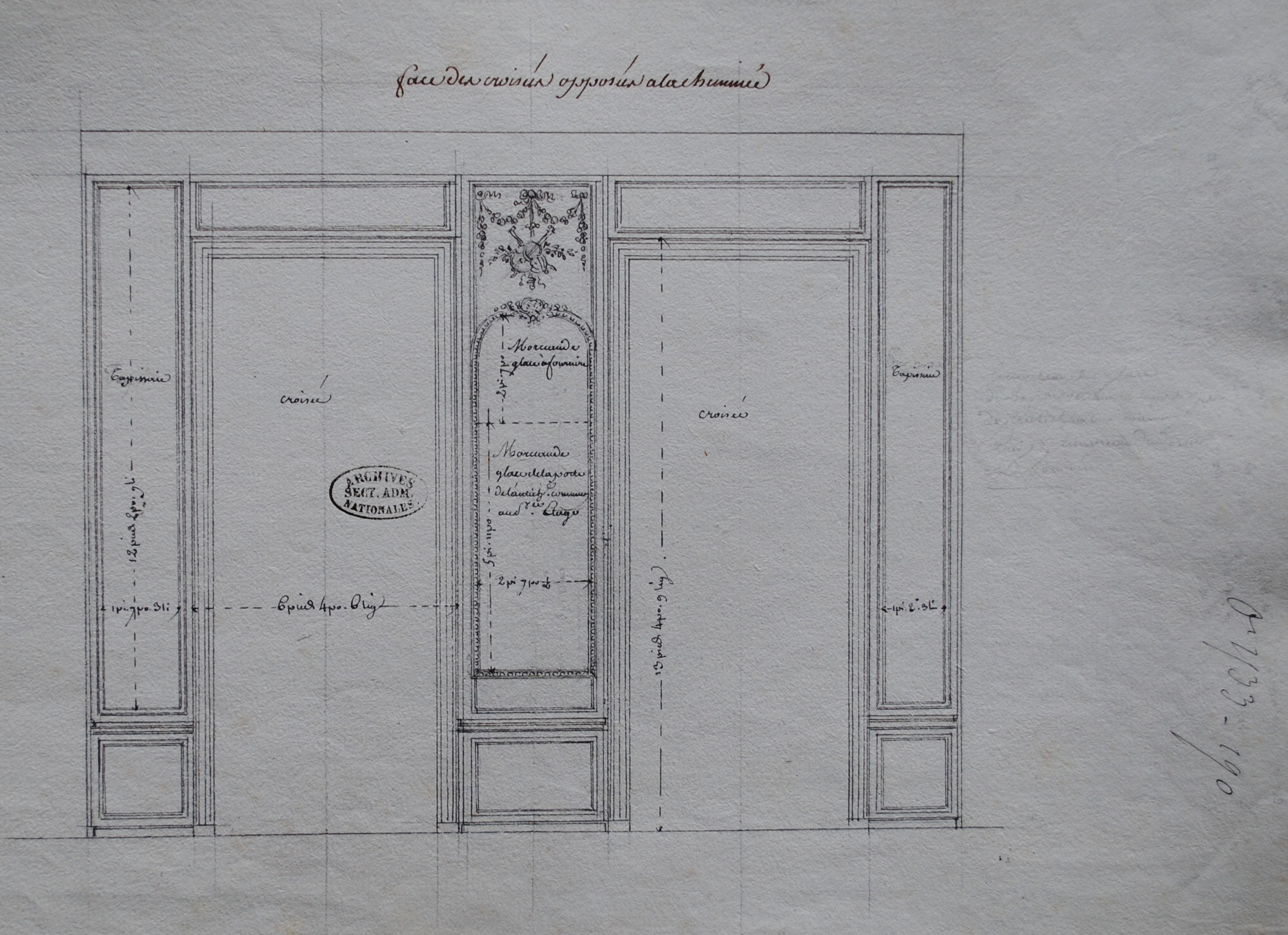
Paroi du côté de la Seine du cabinet d'angle de Mme Adélaïde à Bellevue, vers 1775. Archives nationales.
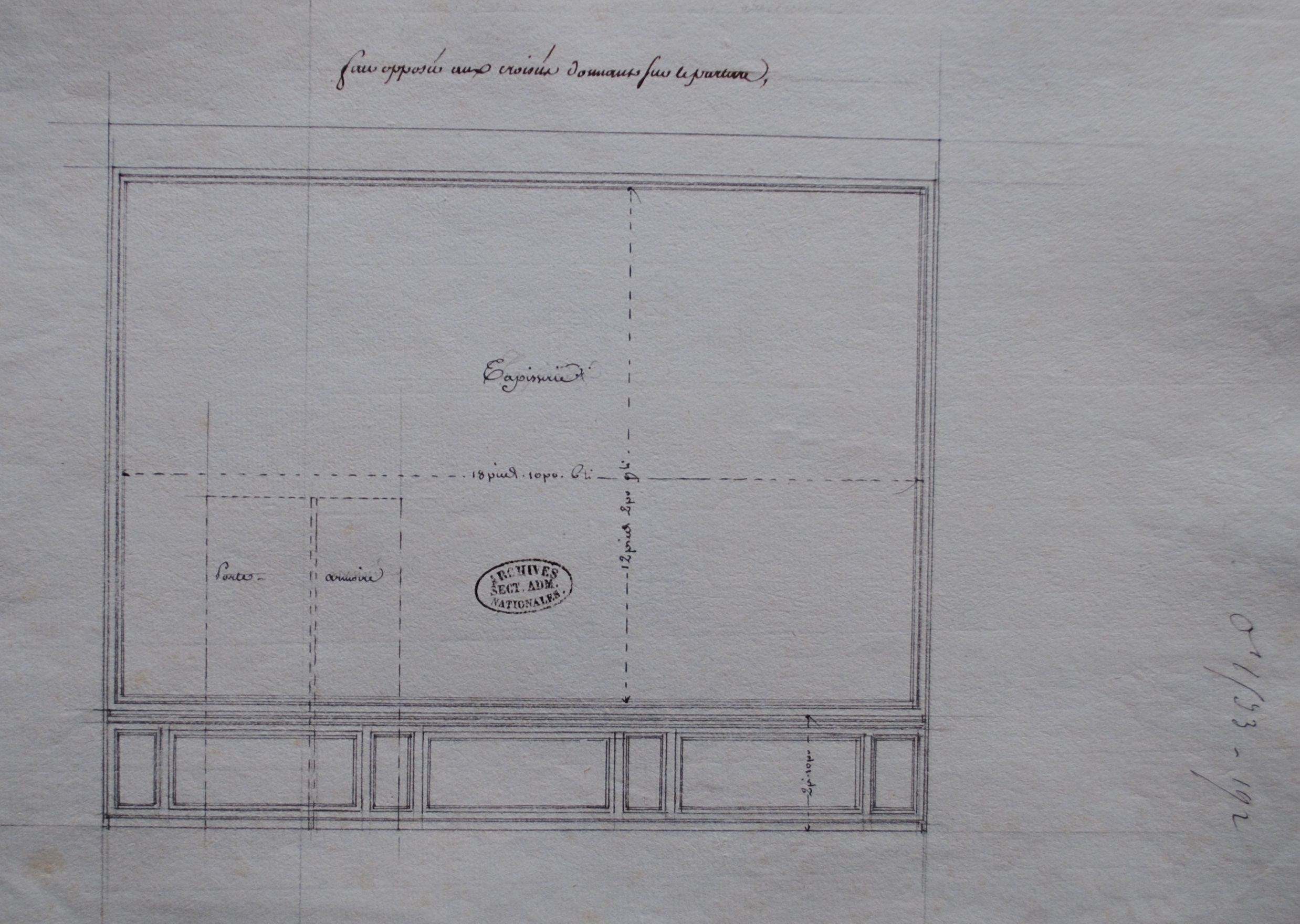
Paroi du côté de Meudon, du cabinet d'angle de Mme Adélaïde à Bellevue, vers 1775. Archives nationales.

### Les jardins

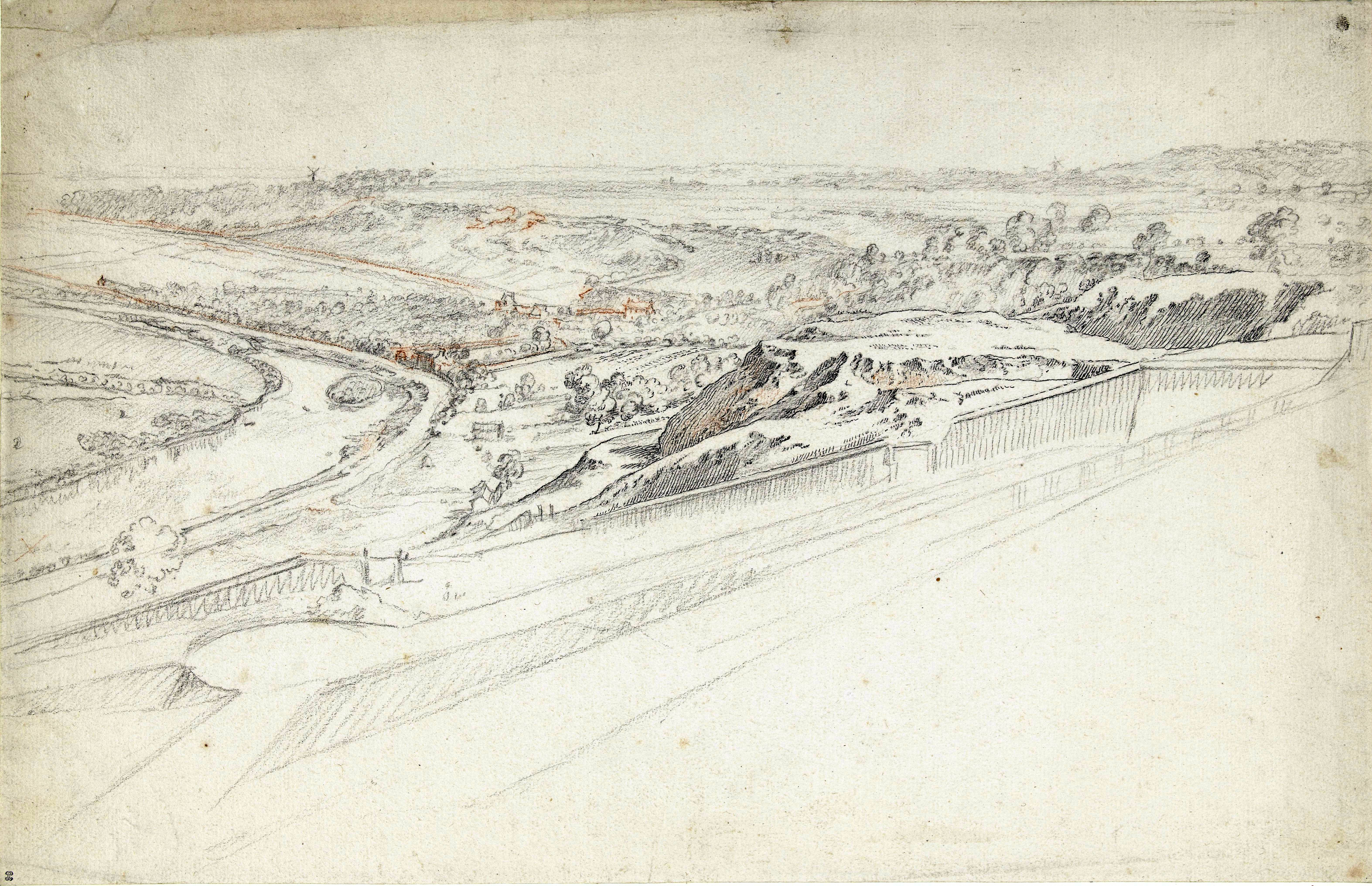
Vue depuis le premier étage du château de Bellevue, en direction de Meudon et Issy. Jacques-André Portail, vers 1755. Rijksmuseum, Amsterdam.

Dessiné par Garnier d'Isle, le premier jardin est divisé en deux parties, à l'organisation opposée : l'une, au nord, s'étage au-dessus de la Seine, en s'adaptant ingénieusement, par des allées courbes se croisant en X, à un terrain en très forte pente ; l'autre, au sud, au-delà de la cour, comprend deux séries de bosquets de part et d'autre d'un tapis vert, ce dernier ensemble étant fort plat. L'accès se fait selon un axe transversal est-ouest parallèle au grand côté du château. Mais avec l'installation de Mesdames à Bellevue, le jardin va prendre de l'ampleur, à tel point qu'il triplera de taille : en effet, la partie classique sera doublée en superficie, tandis qu'un hameau sera également développé, lequel inspirera directement celui du Hameau de la Reine à Versailles, créé quelques années après.

#### Les jardins classiques deMmede Pompadour

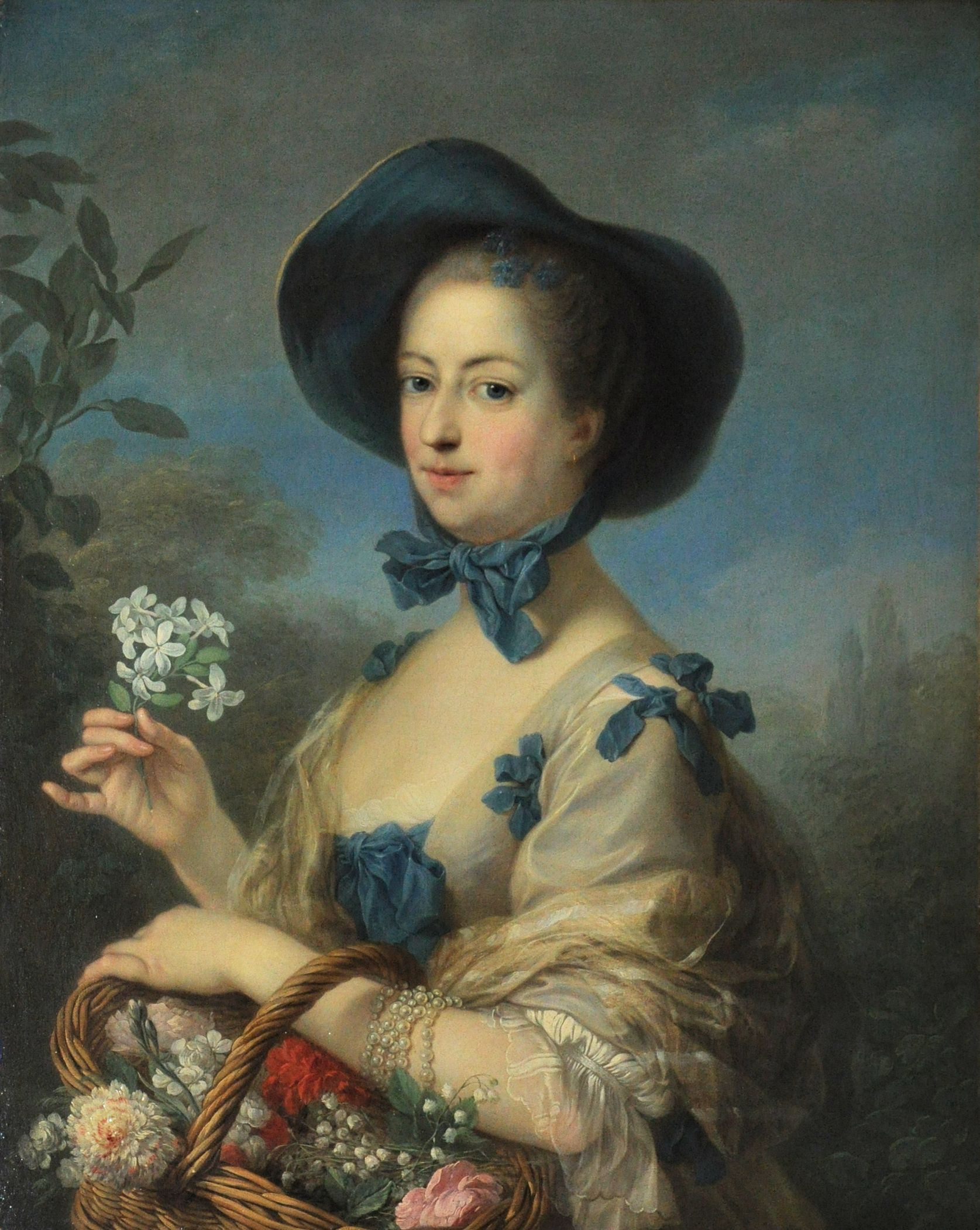
Mme de Pompadour en belle jardinière, Carle Van Loo, vers 1754.

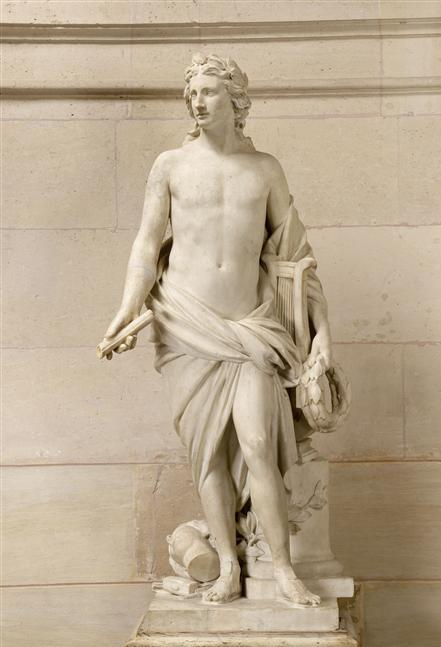
Apollon, par Guillaume II Coustou, 1753. Musée de Versailles, MV7951.

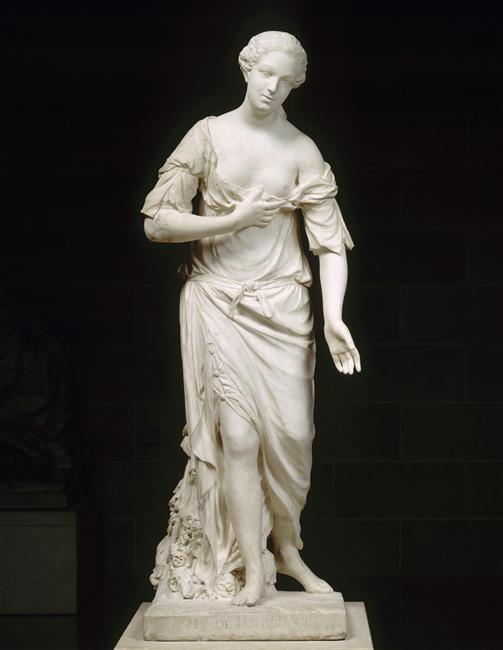
L'Amitié sous les traits de Mme de Pompadour, par Jean-Baptiste Pigalle, musée du Louvre, RF3026.

Ce sont les premiers jardins créés. Ils s'organisaient suivant un axe de symétrie, au sein duquel prenait place le château.
Guillaume Coustou II fit un Apollon pour le château de Bellevue.
La sculpture de L'Amour et l'Amitié de Pigalle, commandée pour Bellevue, ne fut jamais placée dans les jardins du château, puisqu'elle fut achevée en 1758. Or Mme de Pompadour vendit le château à Louis XV en 1757. 

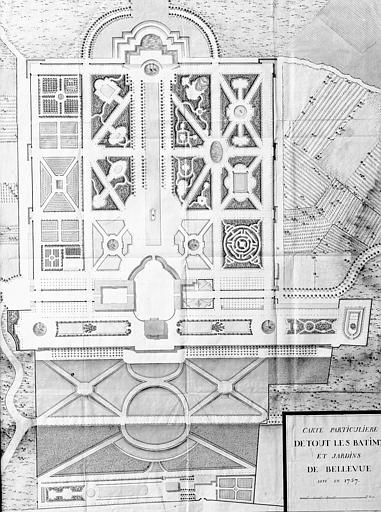
Plan de Bellevue, 1757.
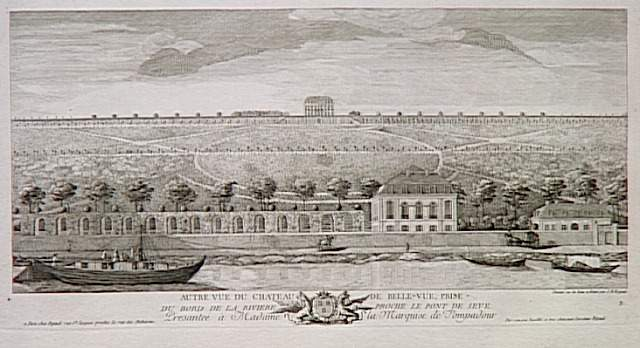
Le pavillon de Brimborion (au premier plan) et le château de Bellevue (en haut).
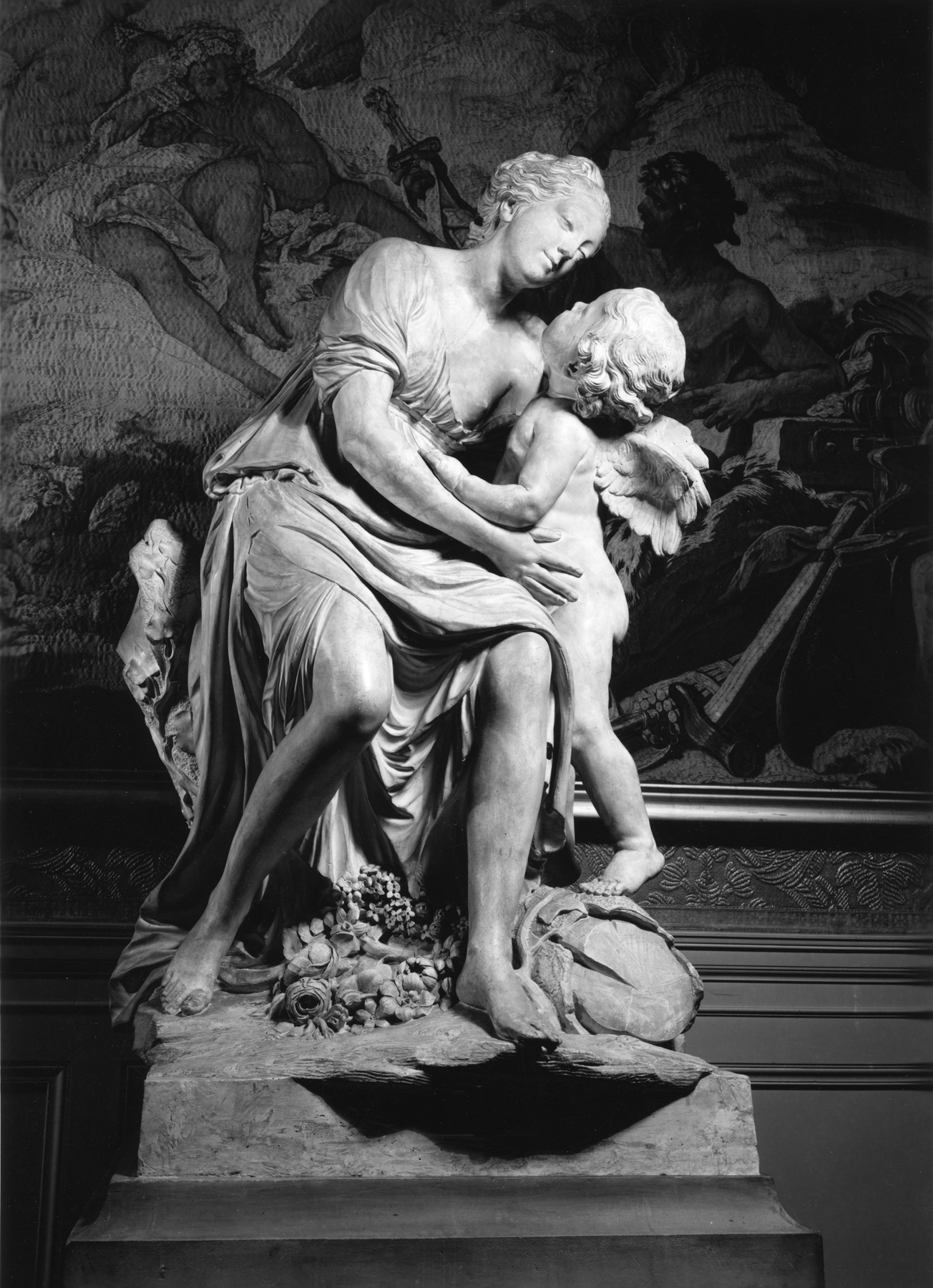
L'Amour et l'Amitié, d'après Pigalle, 1758. L'œuvre n'a jamais été installée à Bellevue.
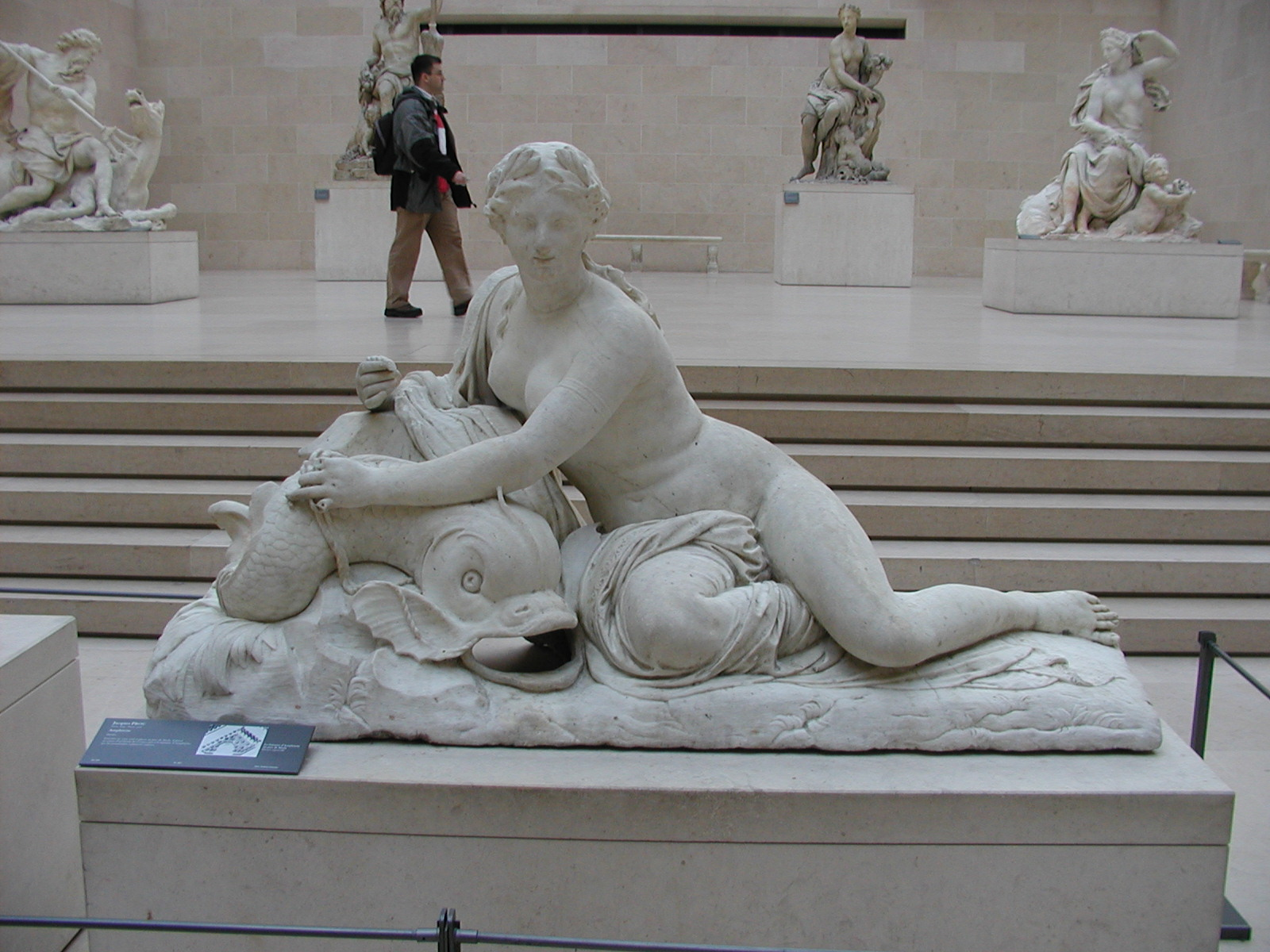
Amphitritre, de Jacques Prou, 1706. Placée au sein de la Cascade.

#### Le développement des jardins et le hameau de Mesdames
Une tabatière en or, illustrée de miniatures représentant des vues du château et jardins de Bellevue, est passée en vente à Sotheby's Londres en 2005. Les vues ont été réalisées par Van Blarenberghe, et la tabatière est signée « Ve Georges Beaulieu à Paris. » De par sa minutie, elle permet de se rendre compte de l'état d'apogée atteint en 1777, peu après la mort de Louis XV.

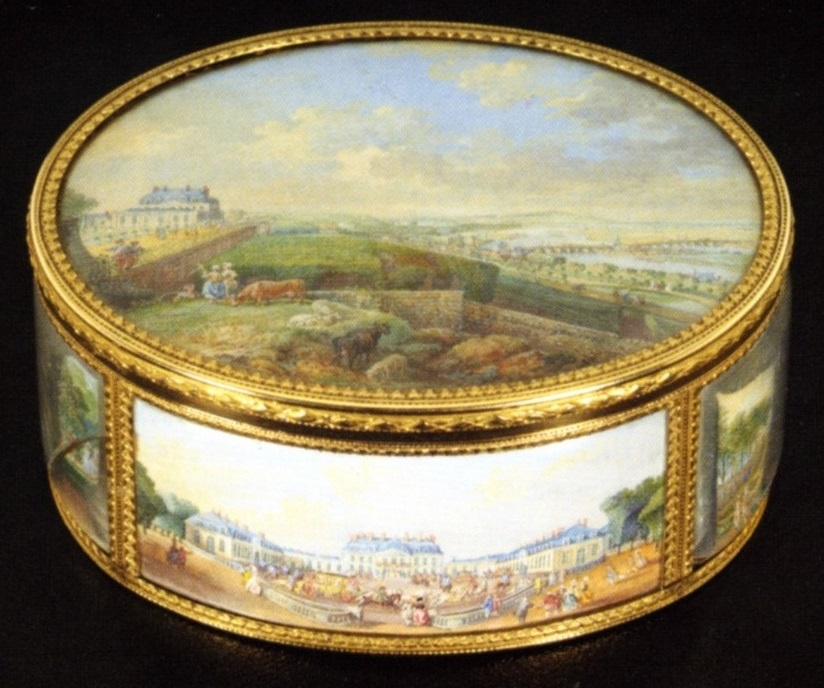
Vue du château et de la terrasse.
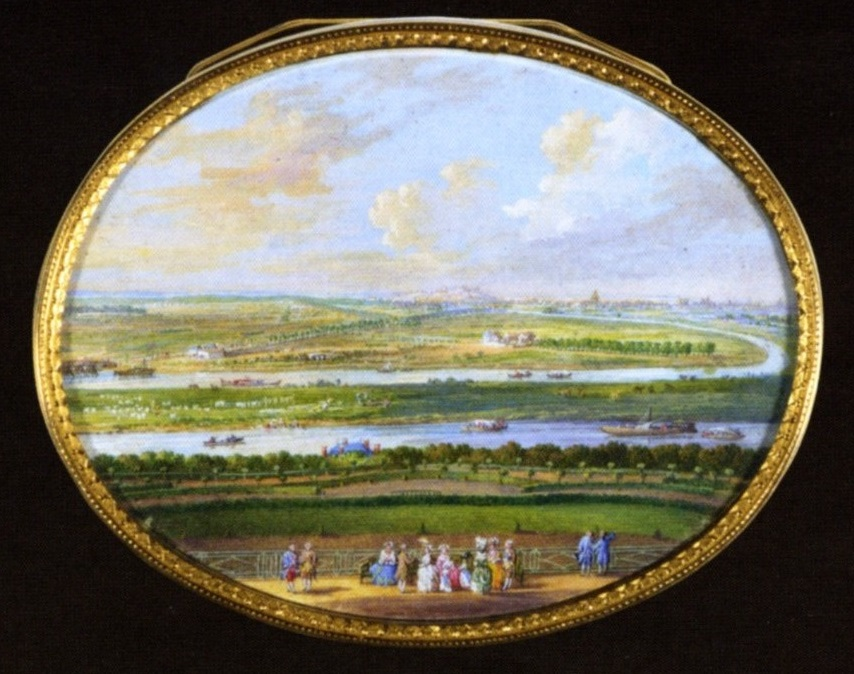
La vue du premier étage du château.
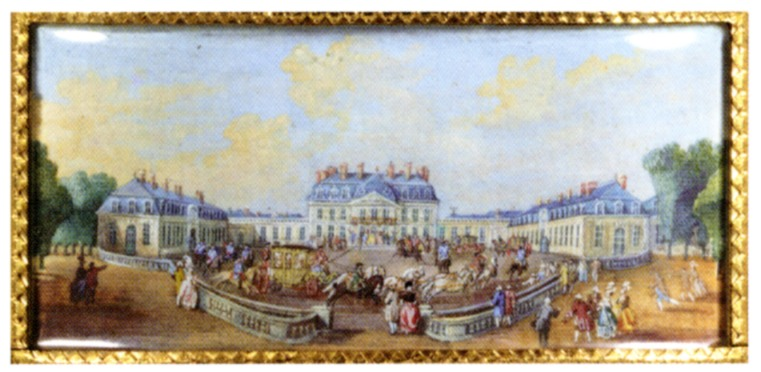
Le château vu du bout de la cour d'honneur.
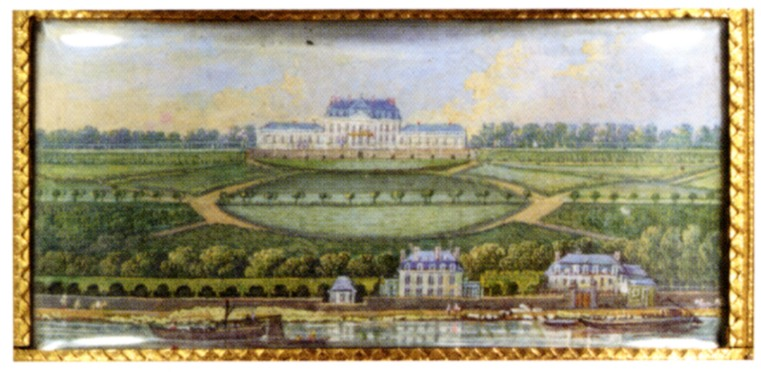
Le château vu de la Seine.
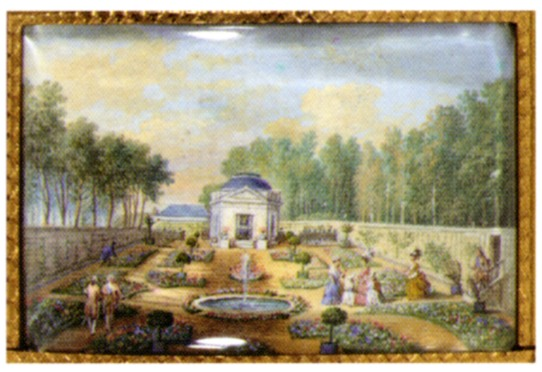
Un pavillon du jardin.
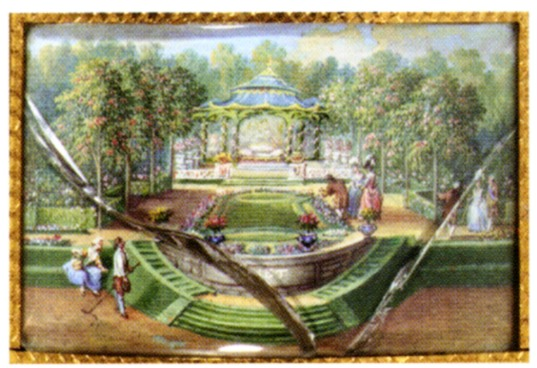
Les jardins.

La création d'un hameau artificiel est due à Mesdames. Il a d'ailleurs été créé tardivement, peu avant la Révolution et le départ précipité de Mesdames pour l'Italie.

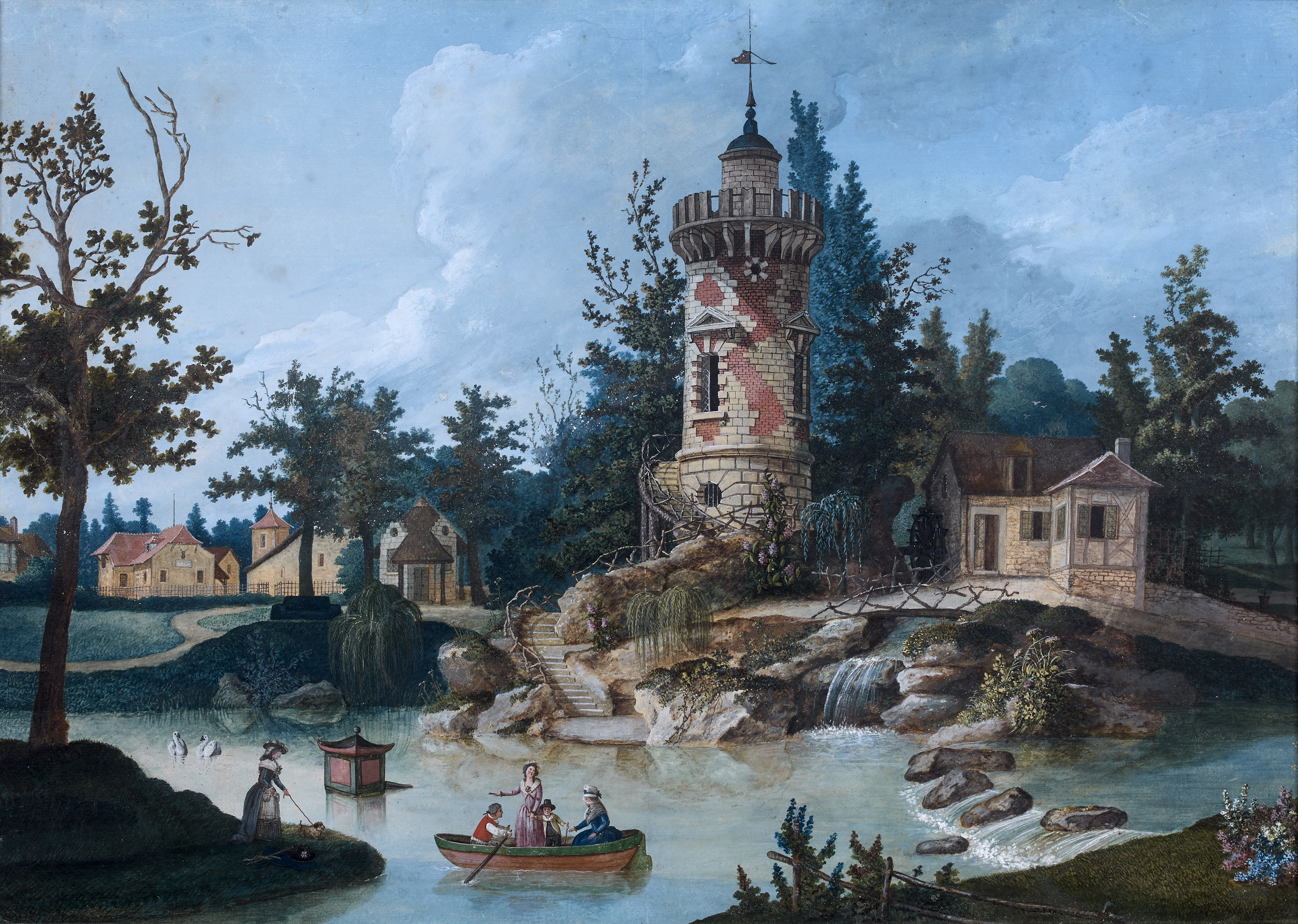
Le hameau de Mesdames à Bellevue. Musée d'art et d'histoire de Meudon.

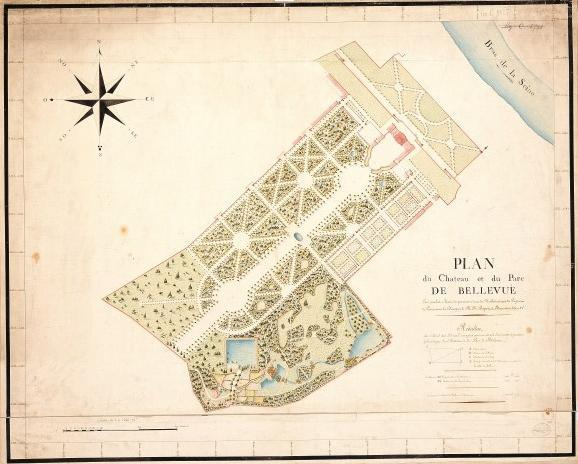
Plan des jardins de Bellevue, par Duport et Bourcois, cartographes, 1803[14]. BNF.

## Description de Bellevue par Piganiol, vers 1760
L'éditition de 1760 de la Description historique de Paris et ses environs par Piganiol de la Force donne la description la plus précise connue à ce jour du château de Bellevue (tome IX, p. 37 et suivantes). Les auteurs venus après lui aux XVIIIe et XIXe siècles « l'ont pillé sans scrupule ou l'ont copié sans façon ». 
La retranscription du texte :
« BELLEVUE. De toutes les maisons de plaisance qui, par l'agrément de leur position, ont mérité le nom de Beauséjour, Beauregard, Beauvoir, ou Belvédère, comme disent les Italiens, il n'en est point que l'on puisse comparer au Château de Bellevue, situé près de Meudon, entre la rivière de Seine, et ce qu'on appelle communément la garenne de Sevre, ou le bois des Cotiniers.
[La conception]

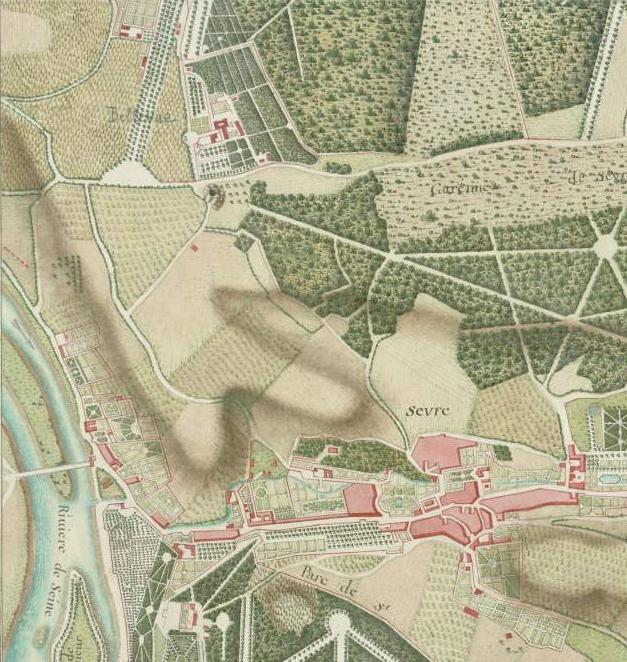
Emplacement vierge du futur château de Bellevue. Vers 1740.

Cet élégant édifice est redevable de son existence à une Dame de goût, qui protège les Arts et qui les cultive, Madame la Marquise de Pompadour. 
Cette dame, ayant eu un jour occasion de passer par l'endroit qui fait aujourd'hui l'emplacement de ce Château, fut vivement frappée de l'étendue, de la richesse et de la beauté unique du point de vue qui se présentoit à ses yeux. Ce premier aspect peignit d'abord à son imagination tous les agrémens que l'on gouteroit dans une habitation, d'où l'on jouiroit d'une perspective aussi brillante ; mais comment entreprendre de bâtir avec succès sur un sol qui ne présentoit de toutes parts que des difficultés presque insurmontables ?
C'était effectivement un terrein aride, montagneux, absolument ingrat & nullement susceptible d'embellissements. Ces obstacles ne rebutèrent point Madame de Pompadour, elle ne douta point qu'elle ne réussiroit à contraindre la nature à céder aux efforts de l'art. Elle communique son dessein à deux Architectes de réputation, très-capables de la seconder dans ses vues. C'étoient MM. de l'Assurance & d'Isle ; le premier très renommé dans l'art de bâtir, & le second, connu depuis long-temps par son talent pour la distribution & la décoration des jardins. Madame de Pompadour leur désigna un jour pour se rendre avec elle sur le lieu même où elle vouloit faire bâtir, afin d'y prendre les dernières mesures pour l'exécution de ce qu'elle souhaitoit. Le jour même que cette Dame devoit venir, on lui prépara à la hâte une espèce de trône rustique, formé de cailloutage & de gazon : ce fut delà qu'elle expliqua plus particulièrement ses intentions, & qu'elle exposa son projet sur la position des bâtiments & l'ordonnance des jardins. Les Architectes saisirent parfaitement ses idées ; & comme, pour les remplir, il falloit une plus grande étendue de terrein qu'elle n'avoit imaginé d'abord, on lui proposa d'acheter quelques centaines d'arpens de terre, qui lui furent cédés avec empressement par les Propriétaires, lesquels en furent bien payés.
Le premier piquet pour le remuage des terres fut planté le lendemain de la fête de Saint Pierre, 30 juin 1748, & depuis ce jour on poussa les ouvrages avec tant de vivacité, que le grand bâtiment, les communs, les terrasses & les jardins furent absolument terminés au mois de novembre 1750.
[La situation]
On ne peut disconvenir qu'il n'étoit guères possible de trouver un endroit qui réunît en perspective une aussi grande variété d'objets les plus rians & les plus agréables.
Du côté du Nord, en tirant un peu vers le Levant, on découvre le cours de la Seine, qui vient baigner les murs du Château ; on voit les avenues & les jardins de Meudon, toutes les belles maisons qui bordent la rivière, & dans l'éloignement, la ville de Paris, dont l'immensité se trouve à une distance très-avantageuse pour faire le plus grand effet.
Au Midi, on aperçoit une partie du parc de Meudon, les jardins de Bellevue, surmontés des bois des cotiniers, & toutes ces magnifiques futaies qui s'élèvent en amphithéâtre.
Au Couchant, on voit les beaux jardins de Saint-Cloud, & le Palais de M. le Duc d'Orléans, le pont de Sevre & celui de Saint-Cloud, & la Rivière qui commence à s'élargir & à couler avec plus de majesté.
Mais tous ces magnifiques aspects n'égalent pas le point de vue unique qui détermina Madame de Pompadour à bâtir Bellevue, & à lui donner un nom si justement mérité. Le côté qui regarde le Nord, est d'une richesse & d'une beauté si frappante, qu'on a peine à quitter cette terrasse.
Au pied du Château, la Seine est partagée en deux bras par une assez grande isle qui, du côté de Sevre, est devenue un port où se déposent toutes sortes de marchandises : l'autre partie est couverte de bestiaux ; ce qui rend cette isle très-agréable & très-vivante.
En tout temps, on voit sur les deux bras de la Seine une grande quantité de bateaux, qui remontent la rivière, & vont porter le tribut de la mer & les richesses des plages maritimes dans la Capitale & dans les Provinces voisines. On voit, sur-tout dans la belle saison, une multitude étonnante de petits bateaux qui conduisent un peuple immense aux belles promenades de Saint-Cloud, principalement les jours de Fête.
Sur la rive de la Seine se présente le chemin de Versailles, sans cesse couvert de voitures & de citoyens, que la curiosité, ou leurs affaire attirent au Palais du Prince. Ce concours habituel forme un spectacle toujours intéressant & toujours animé.
Tous ces objets sont terminés par le bois de Boulogne & par des villages ornés de maisons de plaisance & de jardins magnifiques. Par-dessus tous ces objets plus rapprochés, la vue s'étend à une distance immense en face, à droite & à gauche, avec une variété admirable, qui ne laisse rien à désirer.
[La décoration intérieure]
[Le rez-de-chaussée]
Les Artistes les plus renommés ont été employés pour la décoration intérieure & extérieure de cet édifice. Le vestibule est orné de deux statues, l'une de M. Falconnet, & l'autre de M. Adam. Elles représentent la Poésie & la Musique ; on donne la préférence à celle de M. Falconnet. Six dessus de porte de M. Oudry, représentant les attributs de la chasse & de la pêche, ornent la salle à manger, & ces mêmes attributs sont exécutés en menuiserie, avec la plus grande délicatesse, par M. Verbek. Ensuite on entre dans un sallon de compagnie, enrichi de six tableaux du célèbre M. Carle Vanloo, dont quatre représentent les Arts, & deux la Tragédie & la Comédie. Ces tableaux sont connus, & ont fait l'ornement du salon de peinture dans le temps.
On traverse en retour une galerie étroite, qui n'a de remarquable qu'une très-jolie figure de marbre, qui représente l'Amour ; elle est de M. Sally. Cette galerie conduit à la pièce destinée d'abord à être une salle de musique, & qui est devenue aujourd'hui la salle à manger des Seigneurs : on y admire deux dessus de porte de M. Pierre. 
À gauche est l'appartement du Roi : on y voit trois dessus de porte admirables de M. Vanloo. On passe ensuite dans un joli boudoir, meublé en perse brodée en or. M. Boucher y a peint en dessus de porte deux vues Chinoises, avec les graces qui caractérisent tout ce qui sort du pinceau de ce grand Maître : derriere l'appartement du Roi, & du côté de la Cour, est actuellement l'appartement de Madame de Pompadour : c'étoit ci-devant la salle des Gardes.
[Le premier étage]
L'escalier, qui conduiit aux appartemens du premier étage, a été peint par M. Brunetti, père, quant à l'architecture ; & les figures sont de M. Brunetti, fils : elles représentent Ariane & Bacchus, Zéphire & Flore, Diane & Endimion, Mars & Vénus : toutes ces figures sont encadrées avec art dans des masses d'une architecture noble & brillante. C'est bien dommage que l'obscurité, qui règne dans la partie inférieure, dérobe aux yeux le plaisir de bien voir ces beautés. La partie supérieure est très-bien éclairée & fait un bel effet. Ce qu'on admire le plus dans le premier étage, c'est l'appartement de M. le Dauphin, & son cabinet meublé en Pékin, avec des dessus de porte de MM. Vernet & de Boulogne, & celui de Madame la Dauphine, meublé de même, & orné de dessus de porte de M. Pierre. 
Après cette chambre à coucher se trouve une galerie d'une élégance & d'une délicatesse, qui fait honneur au goût de Madame de Pompadour, qui en a imaginé & tracé les desseins elle-même.  
Toute la menuiserie forme des guirlandes de fleurs, travaillées avec la plus grande légèreté par M. Verbrek, & peintes pas MM. Dinant & Dutout : ces guirlandes renferment de jolis tableau de M. Boucher. L'ameublement est peint sur étoffe par M. Perrot, & représente, ainsi que les tableaux, tous les attributs de l'agriculture : tous ces morceaux sont précieux, & ont été exécutés avec une précision & des graces uniques. Les autres appartemens sont ornés de tableaux de différens Maîtres ; tous les ameublemesns sont en Pékin de diverses couleurs : par-tout on voit les plus riches tapis de la Savonnerie. 
[Le deuxième étage]
Au second-étage, une lanterne ingénieusement imaginée au milieu du bâtiment, a donné lieu à l'Architecte de pratiquer un grand nombre de petits appartemens occupés par les Seigneurs de la suite du Roi. 
[Les jardins]
On ne finiroit pas, si on vouloit entrer dans le détail de toutes les beautés qui ornent cette demeure enchantée. Les jardins répondent à l'élégance du Château : on y admire sur-tout la statue du Roi, par M. Pigalle. Plusieurs excellens morceaux de sculpture des Maîtres les plus célèbres, sont distribués avec intelligence dans les bosquets & dans les différentes parties des jardins : des eaux vives & abondantes ornent ces bosquets & ces grottes : ces eaux sont fournies par un réservoir peu distant des murs du jardin. Une imagination délicate, guidée par le goût & par les grâces, en a réglé toute l'ordonnance. 
[Louis XV]
Le plan de Bellevue avoit tellement plu au Roi, que ce Prince voulut voir par lui-même le progrès des travaux dans le temps de sa construction. On vit Sa Majesté, au milieu des travailleurs, honorer de ses conseils les personnes préposées pour la direction des travaux ; & pour accélérer, par sa présence, l'avancement des ouvrages, on vit plusieurs fois ce Monarque se faire apporter à manger au milieu de tout ce monde. Dans ces différentes visites, qui occupoient ordinairement jusqu'au soir, le Roi soupoit & couchoit dans un endroit appelé Brinborion : c'est une petite maison charmante, située au bas du parc de Bellevue sur les bords de la Seine.  
Dès que les bâtimens de Bellevue furent à leur perfection, le Roi vint y occuper l'appartement qu'on lui avoit préparé : ce Prince y coucha pour la première fois le 24 de novembre 1750, en revenant de Fontainebleau. Dans la suite Sa Majesté y a fait de fréquens voyages ; & cette délicieuse habitation paroissant avoir toujours de nouveaux charmes aux yeux du Monarque, il a engagé Madame la Marquise de Pompadour à la lui céder. Le contrat d'acquisition fut signé le 22 du mois de juin 1757, & ce jour-là même, le Roi vint en prendre possession, & dès-lors le Château de Bellevue est devenu Maison royale avec gouvernement & contrôle.  
On a quelque regret de n'y plus voir quelques excellens tableaux de nos plus grands Maîtres ; mais Madame de Pompadour, par gout pour les beaux arts, & par estime pour les Artistes distingués, a prié le Roi de les lui laisser enlever. Ils sont aujourd'hui distribués dans les différentes maisons qui appartiennent à cette Dame. »

## Sources et bibliographie

### Sources
- Archives nationales.
- Bibliothèque nationale de France : Inventaires des objets envoyés au Comité d'aliénation à Paris et tirés des châteaux royaux de Bellevue, Marly, Meudon, Sèvres et Versailles par les commissaires de la Convention. (1793)
- Archives départementales des Hauts-de-Seine.
- Musée d'art et d'histoire de Meudon.

## Personnes liées au château
| Les propriétaires ou occupants principaux : - Mme de Pompadour (1721-1764) - Louis XV (1710-1774) - Adélaïde de France (1732-1800) (1732-1800) - Victoire de France (1733-1799) (1733-1799) - Sophie de France (1734-1782) (1734-1782) Les architectes : - Jean Cailleteau (1690-1755) - Ange-Jacques Gabriel (1698-1782) - Richard Mique (1728-1794) | Les sculpteurs : - Etienne Maurice Falconet - Lambert-Sigisbert Adam - Jean-Baptiste Pigalle - Jacques Verberckt - Jules-Antoine Rousseau - Jacques Caffieri - Jacques Saly Autres : - Jean-Charles Garnier d'Isle (1697-1755) - Charles François Paul Le Normant de Tournehem (1684-1751) | Les peintres : - Charles André van Loo (Carle Van Loo) - François Boucher - Jean-Baptiste Oudry - Jean-Baptiste Marie Pierre - Jean Restout - Chardin - Fragonard - Hugues Taraval - Louis Jean François Lagrenée - Louis-Nicolas Van Blarenberghe - Piat Sauvage - Gabriel-François Doyen - Joseph-Marie Vien - Louis Jean-Jacques Durameau |